# MacBook Pro (на базі Intel)
MacBook Pro на базі процесорів Intel — колишня лінійка ноутбуків Macintosh, які Apple Inc. продавала з 2006 по 2021 рік. Це була модель вищого класу сімейства MacBook, яка стояла вище споживчого MacBook Air, і продавалася з екранами від 13 до 17 дюймів.
MacBook Pro першого покоління отримав дизайн PowerBook G4, але чипи PowerPC G4 були замінені процесорами Intel Core, у ньому з'явилися вебкамера та роз'єм живлення MagSafe. 15-дюймова модель була представлена в січні 2006 року; 17-дюймова модель у квітні того ж року. Пізніші версії отримали процесори Intel Core 2 Duo та дисплеї зі світлодіодним підсвічуванням.
Модель другого покоління представлена в жовтні 2008 року у 13- та 15-дюймових варіантах, а 17-дюймовий варіант з'явився у січні 2009 року. Модель отримала назву «unibody» (укр. цільний), тому що її корпус був виготовлений із цілісного шматка алюмінію, вона мала тонший дисплей, оновлений трекпад, уся поверхня якого складалася з однієї кнопки, яку можна натиснути, і оновлену клавіатуру. У оновлених моделях з'явилися процесори Intel Core i5 та i7 і з'явилися роз'єми Thunderbolt.
Третє покоління MacBook Pro було випущено у 2012 році: 15-дюймова модель у червні 2012 року, 13-дюймова модель у жовтні того ж року. Вони тонші за своїх попередників, мають стандарт твердотільного накопичувача, у них з'являється HDMI та дисплей Retina з високою роздільною здатністю. Ці MacBook Pro втратили роз'єми Ethernet і FireWire, а також оптичний привід.
Четверте покоління MacBook Pro, випущене в жовтні 2016 року, отримало роз'єм USB-C для передачі даних і джерела живлення, а також отримало меншу клавіатуру з механізмом «метелик». На всіх моделях, окрім базової, функціональні клавіші було замінено сенсорною смужкою під назвою Touch Bar із сенсором Touch ID, інтегрованим у кнопку живлення.
У версії MacBook Pro четвертого покоління, що було випущене у листопаді 2019 року, була представлена клавіатура Magic Keyboard, яка використовує механізм «ножиці». У травні 2020 року, поряд із початковою 16-дюймовою моделлю з екраном із вузькими рамками, вийшла 13-дюймова модель.
У 2020 році на зміну MacBook Pro на базі процесорів Intel прийшов MacBook Pro з процесором Apple Silicon у рамках переходу Mac на процесор Apple Silicon. 10 листопада 2020 року Apple припинила виробництво 13-дюймової моделі з двома портами після випуску нової моделі на базі чипа Apple M1. 16-дюймова та 13-дюймова моделі з чотирма портами були зняті з виробництва 18 жовтня 2021 року після випуску 14- та 16-дюймових моделей на базі чипів M1 Pro та M1 Max.

## Перше покоління (Aluminum), 2006—2008
Оригінальний 15-дюймовий MacBook Pro був анонсований 10 січня 2006 року Стівом Джобсом на Macworld Conference & Expo. 17-дюймова модель була представлена 24 квітня 2006 року. Перший дизайн здебільшого повторював дизайни PowerBook G4, але використовував процесори Intel Core замість мікросхем PowerPC G4. 15-дюймовий MacBook Pro важить стільки, скільки й 15-дюймовий алюмінієвий PowerBook G4, але він на 0,1 дюйма (0,25 см) глибший, на 0,4 дюйма (1,0 см) ширший і на 0,1 дюйма (0,25 см) тонший. Інші відмінності від PowerBook стосуються вбудованої вебкамери iSight, а також MagSafe, магнітного роз'єму живлення, розробленого таким чином, щоб легко від'єднуватися при висмикуванні. Пізніше ці функції з'явилися у MacBook. Оптичний привід було зменшено, щоб помістити його в тонший MacBook Pro; він працює повільніше, ніж оптичний привід у PowerBook G4, і не може записувати дані на двошарові DVD-диски.
Оригінальні 15- та 17-дюймові комп'ютери MacBook Pro оснащені слотами ExpressCard/34, які замінюють слоти PC Card, представлені в PowerBook G4. Початкові 15-дюймові моделі першого покоління мають два роз'єми USB 2.0 і роз'єм FireWire 400, але пізніше отримали FireWire 800, 17-дюймові моделі мають додатковий порт USB 2.0. Усі моделі отримали 802.11a/b/g. Пізніші моделі отримали підтримку проєкту 2.0 специфікації 802.11n і Bluetooth 2.1.

### Оновлення
Apple оновила всю лінійку MacBook Pro 24 жовтня 2006 року, оснастивши їх процесорами Intel Core 2 Duo, які були першими 64-бітними процесорами в MacBook Pro. Обсяг пам'яті подвоїли для кожної моделі, до 2 ГБ для висококласних 15- та 17-дюймових моделей. У 15-дюймових моделей з'явився роз'єм FireWire 800, а також збільшено обсяг жорсткого диска. Лінійка MacBook Pro отримала друге оновлення 5 червня 2007 року з новими відеокартами Nvidia GeForce 8600M GT і швидшими процесорами. Екран 15-дюймової моделі отримав світлодіодне підсвічування, а її вага зменшилася з 2,5 кг до 2,4 кг. Крім того, швидкість передньої шини була збільшена з 667 до 800 МГц. EFI також вперше став 64-бітним. 1 листопада 2007 року Apple додала конфігурацію із процесором Core 2 Duo на платформі Santa Rosa з тактовою частотою 2,6 ГГц, а також змінила параметри жорсткого диска. Клавіатура також зазнала кількох змін, щоб бути подібною до тієї, яка постачалася з iMac, зокрема, було додано комбінації клавіш для керування мультимедіа та прибрано вбудовану цифрову клавіатуру і логотип Apple із клавіш ⌘ Command.
26 лютого 2008 року лінійка MacBook Pro отримала чергове оновлення. Для 17-дюймової моделі було додано конфігурацію зі світлодіодним підсвічуванням дисплея. Оновлені моделі отримали процесори із ядром Penryn, які побудовані за 45 нм техпроцесом (раніше використовувалися ядра Merom 65 нм), а також збільшено об'єм жорсткого диска та пам'яті. Можливості мультитач, вперше представлені в MacBook Air на початку того ж року, з'явилися у трекпад оновлених MacBook Pro.
Оригінальний дизайн корпусу був змінений 14 жовтня 2008 року для 15-дюймових і 6 січня 2009 року для 17-дюймових моделей.

### Оцінки
Деякі рецензенти похвалили MacBook Pro за подвоєння або потроєння швидкості PowerBook G4 у деяких процесах. Наприклад, програма 3D-рендерингу Cinema 4D XL стала у 3,3 раза швидшою, а час її завантаження став більш ніж удвічі швидшим. MacBook Pro загалом перевершив характеристики PowerBook G4 у тестах утиліт аналізаторів продуктивності XBench і Cinebench. Рецензенти високо оцінили максимальну яскравість екрана, яка на 67 % яскравіша, ніж у PowerBook G4, чудові горизонтальні кути огляду, матові варіанти дисплея і яскраві, чіткі та справжні кольори. Хоча на екрані було менше вертикальних пікселів (1440 × 900 у MacBook Pro замість 1440 × 960 у PowerBook), один рецензент назвав екран «не менш ніж зірковим». Рецензенти високо оцінили новий адаптер живлення MagSafe, хоча один рецензент сказав, що в деяких випадках він надто легко від'єднується. Вони також похвалили клавіатуру з підсвічуванням, великий трекпад і практично безшумну роботу ноутбука. Новий ноутбук також забезпечував кращу бездротову продуктивність.
Один рецензент розкритикував рішення знизити частоту відеокарти ATI Mobility Radeon X1600 приблизно на 30 % від початкової швидкості. Також було відзначено, що ноутбук нагрівається під час роботи. Користувачі скаржилися, що оновити системну пам'ять було складніше, ніж у старих ноутбуках Apple. Оскільки розміри 15-дюймового MacBook Pro були дещо змінені порівняно з 15-дюймовим PowerBook G4, старіші аксесуари, такі як чохли для ноутбуків, не підходили для нових моделей. Деякі користувачі помітили легке мерехтіння екрана на низьких налаштуваннях яскравості. Apple збільшила ємність акумулятора на 10 Вт•год, із 50 Вт•год у PowerBook G4 до 60 Вт•год у MacBook Pro, проте потужніший процесор Core Duo вимагав більше енергії. Тому час автономної роботи залишився приблизно таким же, як і в попередніх моделях, і становив три з гаком години.

### Проблеми з графічним процесором у моделі 2007—2008 років
Моделі MacBook Pro, вироблені з 2007 до початку 2008 (15 дюймів) / кінця 2008 (17 дюймів) з використанням чипа Nvidia 8600M GT, як повідомляється, демонстрували збої, під час яких матриця графічного процесора від'єднувався від носія чипа, а чип від'єднувався від логічної плати. Деяким користувачам вдалося пом'якшити проблему, зберігаючи ноутбук холоднішим за допомогою менш інтенсивного використання або альтернативних налаштувань вентилятора. Apple спочатку ігнорувала звіти, а потім визнала свою провину та безоплатно замінила логічні плати протягом 4 років після дати покупки. NVIDIA також підтвердила проблему і виготовила заміну графічного процесора, який деякі користувачі замінили самостійно.

### Технічні характеристики
Усі ці моделі є застарілими.
| Модель                                              | Модель                                              | Початок 2006 р. | Кінець 2006 р.                                                                                            | Середина 2007 р. | Кінець 2007 р. «Santa Rosa» | Початок 2008 р. | Кінець 2008 р. |
| --------------------------------------------------- | --------------------------------------------------- | --- | --- | --- | --- | --- | --- |
| Дата випуску                                        | 15"                                                 | 10 січня 2006 | 24 жовтня 2006                                                                                            | 5 червня 2007 | 1 листопада 2007 | 26 лютого 2008 | Н/Д |
| Дата випуску                                        | 17"                                                 | 24 квітня 2006 | 24 жовтня 2006                                                                                            | 5 червня 2007 | 1 листопада 2007 | 26 лютого 2008 | 14 жовтня 2008 |
| Дата припинення                                     | 15"                                                 | 24 жовтня 2006 | 5 червня 2007                                                                                             | 1 листопада 2007 | 26 лютого 2008 | 14 жовтня 2008 | Н/Д |
| Дата припинення                                     | 17"                                                 | 24 жовтня 2006 | 5 червня 2007                                                                                             | 1 листопада 2007 | 26 лютого 2008 | 14 жовтня 2008 | 6 січня 2009 |
| Артикули Apple                                      | 15"                                                 | MA090 (1.67) MA463 (1.83) MA464 (2.0 1ГБ) MA600 (2.0 512МБ) MA601 (2.16)                                              | MA609 (2.16) MA610 (2.33)                                                                                 | MA895 (2.2) MA896 (2.4)                                                                                               | MA895 (2.2) MA896 (2.4) | MB133 (2.4) MB134 (2.5) | Н/Д |
| Артикули Apple                                      | 17"                                                 | MA092 (2.16) | MA611 (2.33)                                                                                              | MA897 (2.2) | MA897 (2.2) | MB166 (2.5) | MB766 |
| Номер моделі                                        | 15"                                                 | A1150 | A1211 | A1226 | A1226 | A1260 | Н/Д |
| Номер моделі                                        | 17"                                                 | A1151 | A1212 | A1229 | A1229 | A1261 | A1261 |
| Ідентифікатор моделі                                | 15"                                                 | MacBookPro1,1 | MacBookPro2,2                                                                                             | MacBookPro3,1 | MacBookPro3,1 | MacBookPro4,1 | MacBookPro4,1 (повторно присвоєно ідентифікатор)                                                                                |
| Ідентифікатор моделі                                | 17"                                                 | MacBookPro1,2 | MacBookPro2,1                                                                                             | MacBookPro3,1 | MacBookPro3,1 | MacBookPro4,1 | MacBookPro4,1 (повторно присвоєно ідентифікатор)                                                                                |
| Широкоформатний дисплей (матовий або глянцевий)     | 15"                                                 | 15,4-дюймовий РК-дисплей 1440 × 900                                                                                   | 15,4-дюймовий РК-дисплей 1440 × 900                                                                       | 15,4-дюймовий РК-дисплей 1440 × 900 зі світлодіодним підсвічуванням                                                   | 15,4-дюймовий РК-дисплей 1440 × 900 зі світлодіодним підсвічуванням                                                                                | 15,4-дюймовий РК-дисплей 1440 × 900 зі світлодіодним підсвічуванням | Н/Д |
| Широкоформатний дисплей (матовий або глянцевий)     | 17"                                                 | 17-дюймовий РК-дисплей 1680 × 1050                                                                                    | 17-дюймовий РК-дисплей 1680 × 1050                                                                        | 17-дюймовий РК-дисплей 1680 × 1050                                                                                    | 17-дюймовий РК-дисплей 1680 × 1050 | 17-дюймовий РК-дисплей 1680 × 1050 Доступна конфігурація 1920 × 1200 зі світлодіодним підсвічуванням                                                                      | 17-дюймовий РК-дисплей 1920 × 1200 зі світлодіодним підсвічуванням                                                              |
| Процесор                                            | Процесор                                            | 1,6 ГГц (T2400), 1,83 ГГц (T2400), 2,0 ГГц (T2500) або 2,16 ГГц (T2600) Intel Core Duo Yonah 2 МБ вбудованого кеша L2 | 2,16 ГГц (T7400) або 2,33 ГГц (T7600) Intel Core 2 Duo Merom 4 МБ вбудованого кеша L2                     | 2,2 ГГц (T7500) або 2,4 ГГц (T7700) Intel Core 2 Duo Merom 4 МБ вбудованого кеша L2                                   | 2,2 ГГц (T7500) або 2,4 ГГц (T7700) Intel Core 2 Duo Merom 4 МБ вбудованого кеша L2 Доступна конфігурація 2,6 ГГц (T7800) 4 МБ вбудованого кеша L2 | 2,4 ГГц (T8300) Intel Core 2 Duo Penryn 3 МБ вбудованого кеша L2, 2,5 ГГц (T9300) 6 МБ вбудованого кеша L2 Доступна конфігурація 2,6 ГГц (T9500) 6 МБ вбудованого кеша L2 | 2,5 ГГц (T9300) Intel Core 2 Duo Penryn 6 МБ вбудованого кеша L2 Доступна конфігурація 2,6 ГГц (T9500) 6 МБ вбудованого кеша L2 |
| Front Side Bus                                      | Front Side Bus                                      | 667 МГц | 667 МГц                                                                                                   | 800 МГц | 800 МГц | 800 МГц | 800 МГц |
| Пам'ять Два слоти для PC2-5300 DDR2 SDRAM (667 МГц) | Пам'ять Два слоти для PC2-5300 DDR2 SDRAM (667 МГц) | 512 МБ (два по 256 МБ) або 1 ГБ (два по 512 МБ) З можливістю розширення до 2 ГБ                                       | 1 ГБ (два по 512 МБ) або 2 ГБ (два по 1 ГБ) З можливістю розширення до 4 ГБ, але фактично лише до 3 ГБ    | 2 ГБ (два по 1 ГБ) З можливістю розширення до 6 ГБ                                                                    | 2 ГБ (два по 1 ГБ) З можливістю розширення до 6 ГБ                                                                                                 | 2 ГБ (два по 1 ГБ) З можливістю розширення до 6 ГБ | 4 ГБ (два по 2 ГБ) З можливістю розширення до 6 ГБ                                                                              |
| Графіка з двоканальним DVI                          | Графіка з двоканальним DVI                          | ATI Mobility Radeon X1600 із 128 або 256 МБ GDDR3 SDRAM                                                               | ATI Mobility Radeon X1600 із 128 або 256 МБ GDDR3 SDRAM                                                   | Nvidia GeForce 8600M GT із 128 або 256 МБ GDDR3 SDRAM                                                                 | Nvidia GeForce 8600M GT із 128 або 256 МБ GDDR3 SDRAM                                                                                              | Nvidia GeForce 8600M GT із 256 або 512 МБ GDDR3 SDRAM | Nvidia Geforce 8600M GT із 512 МБ GDDR3 SDRAM                                                                                   |
| Жорсткий диск                                       | Жорсткий диск                                       | 80, 100, 120 ГБ serial ATA, 5400 об/хв Доступна конфігурація 100 ГБ 7200 об/хв або 120 ГБ 5400 об/хв.                 | 120, 160, 200 ГБ serial ATA, 5400 об/хв Доступна конфігурація 100 ГБ, 7200 об/хв.                         | 120 або 160 ГБ serial ATA, 5400 об/хв Доступна конфігурація 250 ГБ, 4200 об/хв або 160 ГБ, 7200 об/хв.                | 120 або 160 ГБ serial ATA, 5400 об/хв Доступна конфігурація 250 ГБ, 5400 об/хв або 200 ГБ, 7200 об/хв.                                             | 200 або 250 ГБ serial ATA, 5400 об/хв Доступна конфігурація 200 ГБ 7200 об/хв або 300 ГБ 4200 об/хв.                                                                      | 250 ГБ serial ATA, 5400 об/хв Доступна конфігурація 320 ГБ, 7200 об/хв або 128 ГБ SSD.                                          |
| Жорсткий диск                                       | Жорсткий диск                                       | SATA I (1,5 Гбіт/с)                                                                                                   | | | | | |
| Оптичний привод                                     | 15"                                                 | 4x Щілинний SuperDrive (DVD±RW/CD-RW)                                                                                 | 6x Щілинний SuperDrive (DVD+R DL/DVD±RW/CD-RW)                                                            | 8x Щілинний SuperDrive (DVD±R DL/DVD±RW/CD-RW)                                                                        | 8x Щілинний SuperDrive (DVD±R DL/DVD±RW/CD-RW) | 8x Щілинний SuperDrive (DVD±R DL/DVD±RW/CD-RW) | 8x Щілинний SuperDrive (DVD±R DL/DVD±RW/CD-RW)                                                                                  |
| Оптичний привод                                     | 17"                                                 | 8x Щілинний SuperDrive (DVD+R DL/DVD±RW/CD-RW)                                                                        | 8x Щілинний SuperDrive (DVD+R DL/DVD±RW/CD-RW)                                                            | 8x Щілинний SuperDrive (DVD±R DL/DVD±RW/CD-RW)                                                                        | 8x Щілинний SuperDrive (DVD±R DL/DVD±RW/CD-RW) | 8x Щілинний SuperDrive (DVD±R DL/DVD±RW/CD-RW) | 8x Щілинний SuperDrive (DVD±R DL/DVD±RW/CD-RW)                                                                                  |
| Підключення                                         | Підключення                                         | Вбудований Wi-Fi 3 (802.11a/b/g) (чипсет Qualcomm Atheros AR5007)                                                     | Вбудований Wi-Fi 4 (802.11a/b/g та draft-n, n вимкнено за замовчуванням) (чипсет Qualcomm Atheros AR5008) | Вбудований Wi-Fi 4 (802.11a/b/g та draft-n) (чипсет Qualcomm Atheros AR5008 або Broadcom BCM4322, залежно від версії) | Вбудований Wi-Fi 4 (802.11a/b/g та draft-n) (чипсет Qualcomm Atheros AR5008 або Broadcom BCM4322, залежно від версії)                              | Вбудований Wi-Fi 4 (802.11a/b/g та draft-n) (чипсет Qualcomm Atheros AR5008 або Broadcom BCM4322, залежно від версії)                                                     | Вбудований Wi-Fi 4 (802.11a/b/g та draft-n) (чипсет Qualcomm Atheros AR5008 або Broadcom BCM4322, залежно від версії)           |
| Підключення                                         | Підключення                                         | Bluetooth 2.0 + EDR                                                                                                   | Bluetooth 2.0 + EDR                                                                                       | Bluetooth 2.0 + EDR                                                                                                   | Bluetooth 2.0 + EDR | Bluetooth 2.1 + EDR | Bluetooth 2.1 + EDR |
| Підключення                                         | Підключення                                         | Gigabit Ethernet | | | | | |
| Периферійні підключення                             | Периферійні підключення                             | 2x USB 2.0 (15 дюймів) або 3x USB 2.0 (17 дюймів)                                                                     | 2x USB 2.0 (15 дюймів) або 3x USB 2.0 (17 дюймів)                                                         | 2x USB 2.0 (15 дюймів) або 3x USB 2.0 (17 дюймів)                                                                     | 2x USB 2.0 (15 дюймів) або 3x USB 2.0 (17 дюймів)                                                                                                  | 2x USB 2.0 (15 дюймів) або 3x USB 2.0 (17 дюймів) | 3x USB 2.0 |
| Периферійні підключення                             | Периферійні підключення                             | 1x FireWire 400 (15 дюймів) або 1x FireWire 400 та 1x FireWire 800 (17 дюймів)                                        | 1x FireWire 400 та 1x FireWire 800                                                                        | 1x FireWire 400 та 1x FireWire 800                                                                                    | 1x FireWire 400 та 1x FireWire 800 | 1x FireWire 400 та 1x FireWire 800 | 1x FireWire 400 та 1x FireWire 800                                                                                              |
| Периферійні підключення                             | Периферійні підключення                             | ExpressCard/34, DVI, лінійний аудіовхід/вихід                                                                         | | | | | |
| Початкова операційна система                        | Початкова операційна система                        | Mac OS X 10.4 Tiger                                                                                                   | Mac OS X 10.4 Tiger                                                                                       | Mac OS X 10.4 Tiger                                                                                                   | Mac OS X 10.5 Leopard | Mac OS X 10.5 Leopard | Mac OS X 10.5 Leopard |
| Остання операційна система                          | Остання операційна система                          | Mac OS X 10.6 Snow Leopard                                                                                            | Mac OS X 10.7 Lion якщо 2 ГБ оперативної пам'яті, інакше Mac OS X 10.6 Snow Leopard                       | OS X 10.11 El Capitan                                                                                                 | OS X 10.11 El Capitan | OS X 10.11 El Capitan | OS X 10.11 El Capitan |
| Акумулятор (літійполімерний, знімний)               | 15"                                                 | 60 Вт•год | 60 Вт•год                                                                                                 | 60 Вт•год | 60 Вт•год | 60 Вт•год | Н/Д |
| Акумулятор (літійполімерний, знімний)               | 17"                                                 | 68 Вт•год | 68 Вт•год                                                                                                 | 68 Вт•год | 68 Вт•год | 68 Вт•год | 68 Вт•год |
| Вага                                                | 15"                                                 | 2,5 кг | 2,5 кг | 2,4 кг | 2,4 кг | 2,4 кг | Н/Д |
| Вага                                                | 17"                                                 | 3,1 кг | 3,1 кг | 3,1 кг | 3,1 кг | 3,1 кг | 3,1 кг |
| Розміри (ширина × глибина × товщина)                | 15"                                                 | 36 см × 24 см × 2,5 см                                                                                                | 36 см × 24 см × 2,5 см                                                                                    | 36 см × 24 см × 2,5 см                                                                                                | 36 см × 24 см × 2,5 см | 36 см × 24 см × 2,5 см | Н/Д |
| Розміри (ширина × глибина × товщина)                | 17"                                                 | 39 см × 26 см × 2,5 см                                                                                                | 39 см × 26 см × 2,5 см                                                                                    | 39 см × 26 см × 2,5 см                                                                                                | 39 см × 26 см × 2,5 см | 39 см × 26 см × 2,5 см | 39 см × 26 см × 2,5 см |

## Друге покоління (Unibody), 2008—2012

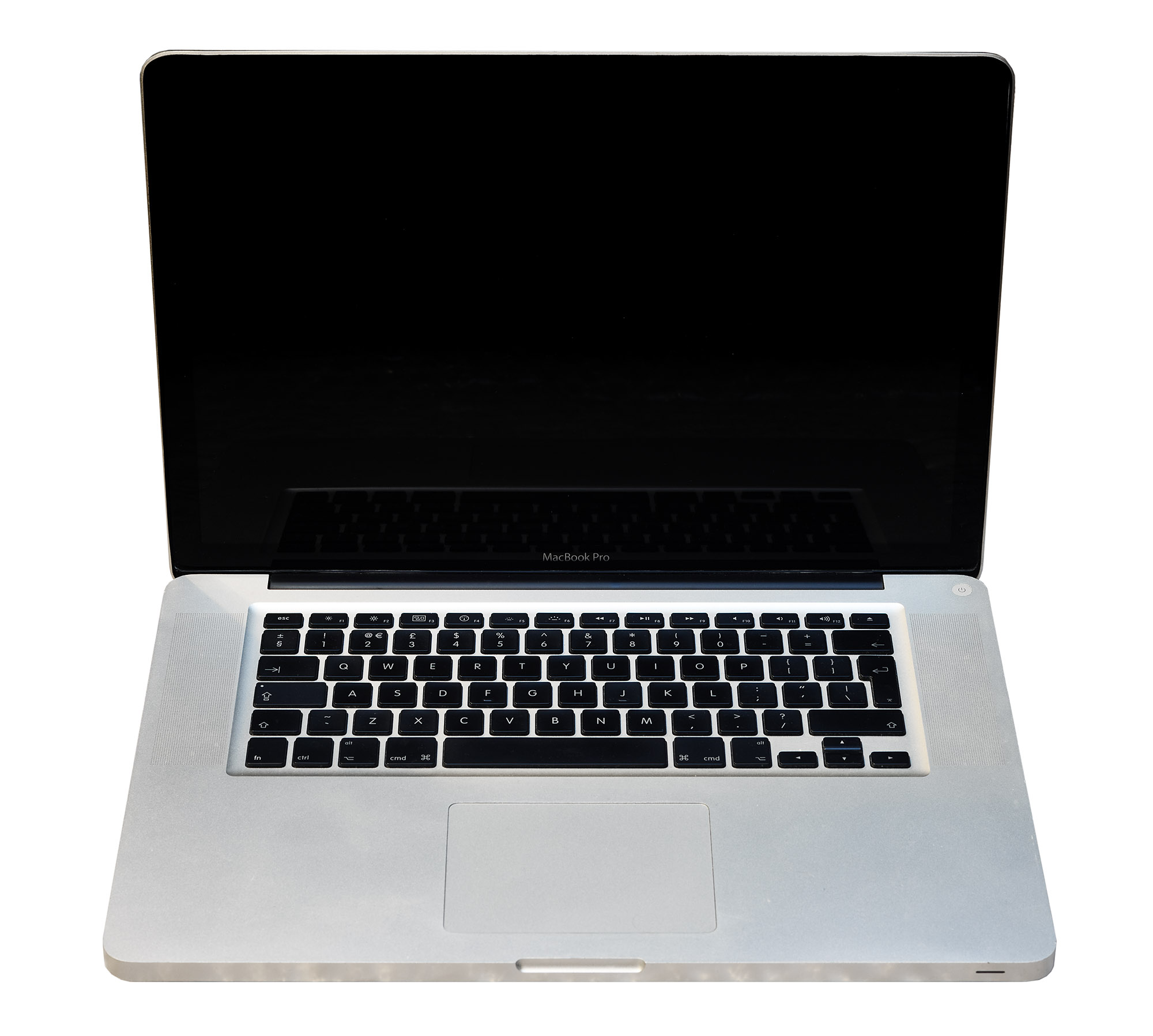
MacBook Pro Unibody 15 дюймів

14 жовтня 2008 року на пресконференції в штаб-квартирі компанії представники Apple анонсували новий 15-дюймовий MacBook Pro з «прецизійним цільним алюмінієвим корпусом» і звуженими боками, подібними до MacBook Air. Дизайнери перенесли роз'єми MacBook Pro на лівий бік корпусу, а слот оптичного дисковода перемістили на передню частину, розмістивши його праворуч, як у MacBook. Нові комп'ютери MacBook Pro мали дві відеокарти, між якими користувач міг перемикатися: Nvidia GeForce 9600M GT з 256 або 512 МБ виділеної пам'яті та GeForce 9400M з 256 МБ спільної системної пам'яті. Хоча роз'єм FireWire 400 було прибрано, роз'єм FireWire 800 залишився. Роз'єм DVI було замінено на гніздо Mini DisplayPort. Оригінальний MacBook Pro Unibody постачався зі знімним акумулятором; Apple заявляла про п'ять годин роботи від акумулятора, а один рецензент повідомив про відтворення відео ближче до чотирьох годин безперервного стрес-тесту акумулятора. Apple заявила, що ємність акумулятора залишається на рівні 80 % заряду після 300 циклів заряджання.

### Дизайн
MacBook Pro Unibody багато в чому повторює стиль оригінальних алюмінієвих iMac та MacBook Air і трохи тонший за свого попередника, хоча ширший і глибший завдяки широкоформатному дисплею. Екран глянцевий, покритий світловідбивальним склом від краю до краю, а конфігурація із матовим покриттям з антивідблиском доступна в 15- та 17-дюймових моделях без скляної панелі. Весь трекпад взаємодіє із пальцями та діє як кнопка, яку можна натиснути. Трекпад став більшим, ніж у першого покоління, що дає більше місця для прокручування та мультитач-жестів. Коли лінійку було оновлено у квітні 2010 року, було додано інерційне прокручування, завдяки чому процес прокручування став дуже схожим на iPhone та iPad. Клавіші, які як і у попередника, мають підсвічування, тепер ідентичні клавішам стандартної заглибленої клавіатури Apple з окремими чорними клавішами. Фізична засувка екрана попереднього покоління замінена на магнітну.

### Оновлення

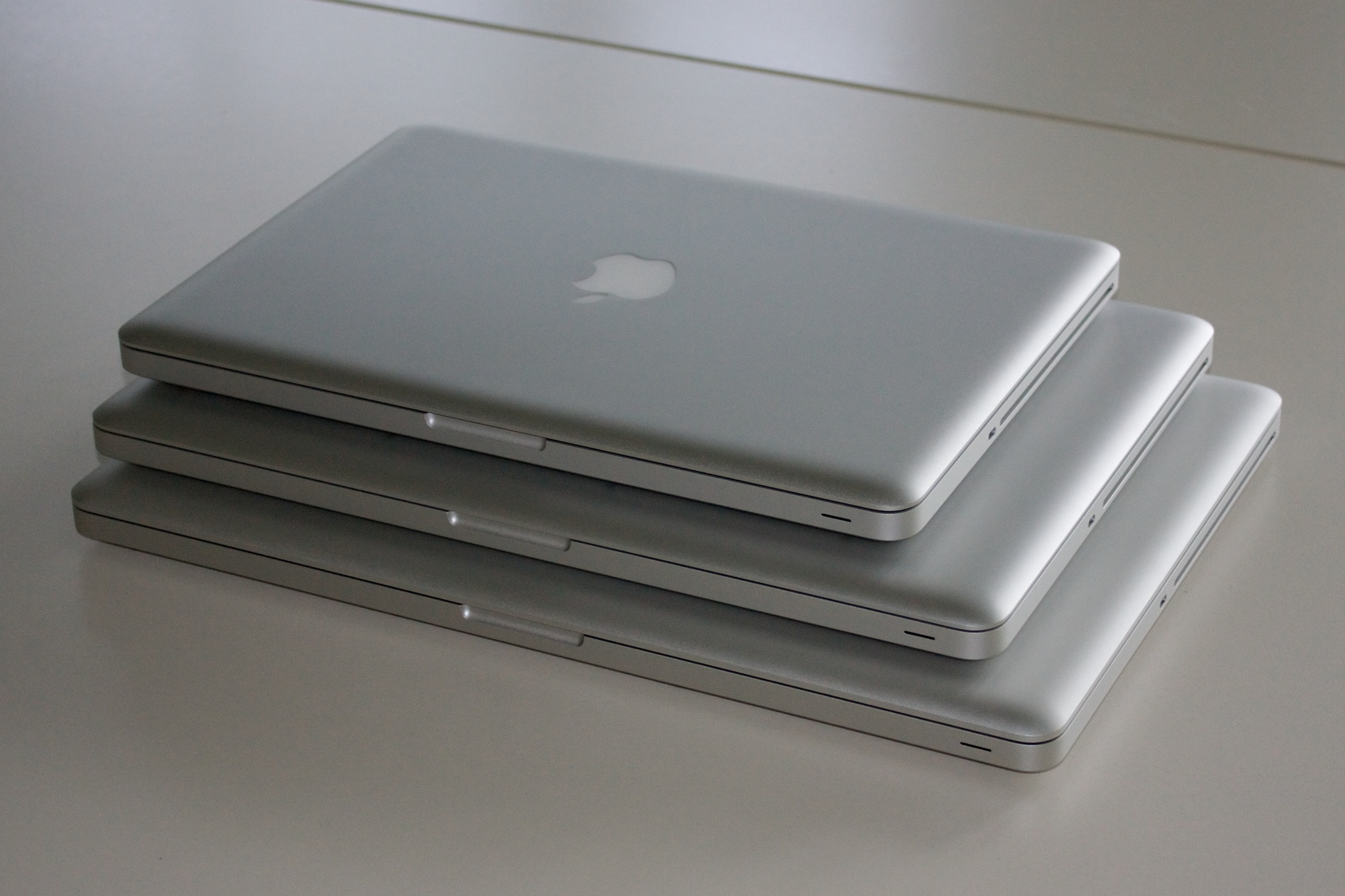
Порівняння розмірів лінійки Unibody ноутбуків MacBook Pro

Під час презентації на MacWorld Expo 6 січня 2009 року Філ Шиллер анонсував 17-дюймовий MacBook Pro з цільною (англ. unibody) конструкцією. Ця версія відрізнялася від свого 15-дюймового «брата» конфігурацією із матовим екраном з антивідблиском (зі стандартним глянцевим покриттям) і літійполімерним акумулятором, який користувач не може зняти. Замість традиційних круглих елементів усередині корпусу літійполімерні батареї мають таку форму та встановлюються таким чином в кожен ноутбук, щоб максимально використати простір всередині ноутбука. Адаптивне заряджання, яке використовує мікросхему для оптимізації потоку заряду для зменшення зносу, подовжує загальний термін служби акумулятора. Час роботи від акумулятора у 17-дюймової версії становить вісім годин, причому, після 1000 циклів заряджання-розряджання, ємність акумулятора залишається на рівні 80 %.
На Apple Worldwide Developers Conference (WWDC) 8 червня 2009 року було оголошено, що 13-дюймовий MacBook unibody буде оновлений і перейменований на MacBook Pro, залишивши в лінійці MacBook лише білий полікарбонатний MacBook. Також було оголошено, що вся лінійка MacBook Pro матиме незнімну батарею, вперше представлену в 17-дюймовому MacBook Pro. Оновлені MacBook Pro 13 і 15 дюймів забезпечували до 7 годин автономної роботи відповідно, тоді як у 17-дюймової моделі залишилася 8-годинна ємність. Деякі джерела навіть повідомляли про 8-годинну автономну роботу комп'ютерів MacBook Pro 13 і 15 дюймів під час звичайного використання, тоді як інші повідомляли про шість годин. Як і 17-дюймовий MacBook Pro, Apple стверджує, що вони витримають близько 1000 циклів заряджання, зберігаючи при цьому 80 % своєї ємності. Параметри графічної карти залишилися такими ж, як і в попередній лінійці, хоча 13-дюймова і 15-дюймова базова модель постачалися лише з графічним процесором GeForce 9400M. Екрани також були вдосконалені, отримавши заявлену на 60 відсотків більшу колірну гаму. Усі ці моделі середини 2009 року також мали роз'єм FireWire 800, і всі, крім 17-дюймових моделей, мали слот для SD-карти. 17-дюймова модель як і раніше мала слот ExpressCard/34. Для 13-дюймового MacBook Pro слот для замка Kensington перемістили на правий бік корпусу. У серпні 2009 року Apple зробила конфігурацію «матового» дисплея з антивідблиском доступною для 15-дюймових MacBook Pro.
13 квітня 2010 року процесори Intel Core i5 і Core i7 були представлені в 15- і 17-дюймових моделях, тоді як 13-дюймова залишилася із Core 2 Duo, отримавши лише збільшення швидкості. Блок живлення було оновлено, а дисплей з високою роздільною здатністю (1680 × 1050) анонсовано як доступну конфігурацію для 15-дюймових моделей. 13-дюймова модель отримала інтегрований графічний процесор Nvidia GeForce 320M з 256 МБ спільної пам'яті, а графічний процесор у 15- та 17-дюймових моделях був оновлений до GeForce GT 330M з 256 або 512 МБ виділеної пам'яті. 15- та 17-дюймові моделі також мають вбудований графічний процесор Intel, який вбудований у процесори Core i5 та i7. 15-дюймова модель також стала важчою на 45 г. За винятком третього роз'єму USB 2.0, усі роз'єми у 17-дюймовому MacBook Pro такі ж за типом і кількістю, що й у 15-дюймовій версії. Усі моделі оснащені 4 ГБ системної пам'яті, яку можна збільшити до 8 ГБ. Час роботи від акумулятора також було збільшено в цьому оновленні до приблизно 10 годин для 13-дюймових моделей і 8–9 годин для 15- та 17-дюймових моделей MacBook Pro. Цього було досягнуто як шляхом підвищення енергоефективності, так і шляхом збільшення ємності акумулятора. Один рецензент повідомив про 6 годин роботи 15-дюймової моделі від акумулятора під час безперервного стрес-тесту акумулятора, а інший, який назвав час роботи акумулятора «неперевершеним», повідомив про час роботи від акумулятора близько 8 годин у 13-дюймової моделі під час «дуже вимогливого тесту на розряджання акумулятора».
24 лютого 2011 року було додано підтримку технології Thunderbolt, двоядерні процесори Intel Core i5 та i7 (у 13-дюймовій моделі) або чотириядерний i7 (у 15- та 17-дюймових моделях) архітектури Sandy Bridge, а також камеру FaceTime високої чіткості. Графічний процесор Intel HD Graphics 3000 інтегровано з центральним процесором, а 15- та 17-дюймові моделі також мають відеокарти AMD Radeon HD 6490M і Radeon HD 6750M. Пізніші версії цих моделей, після випуску OS X Lion, замінили клавішу «Expose» (F3) на клавішу «Mission Control», а клавішу «Dashboard» (F4) на клавішу «Launchpad». На нижній частині корпусу гравіювання відрізняється від моделей 2010 року. Платформа послідовної шини Thunderbolt може досягати швидкості до 10 Гбіт/с, що вдвічі швидше, ніж специфікація USB 3.0, у 20 разів швидше, ніж специфікація USB 2.0, і до 12 разів швидше, ніж FireWire 800. Apple стверджує, що Thunderbolt можна використовувати для підключення дисплеїв або передачі великих обсягів даних за короткий проміжок часу.
11 червня 2012 року Apple представила оновлені ноутбуки Mac, OS X Mountain Lion та iOS 6 на Worldwide Developers Conference (WWDC) у Сан-Франциско. Нові моделі MacBook Pro отримали процесори Ivy Bridge і роз'єми USB 3.0, а оперативна пам'ять за замовчуванням у моделях преміумкласу була збільшена до 8 ГБ. Після цього оновлення 17-дюймову модель було знято з виробництва. Після чергової презентації 22 жовтня 2013 року Apple припинила виробництво всіх комп'ютерів MacBook Pro другого покоління, за винятком 13-дюймової моделі початкового рівня із тактовою частотою процесора 2,5 ГГц. Apple припинила виробництво 13-дюймового MacBook Pro другого покоління 27 жовтня 2016 року. До припинення виробництва це був єдиний продукт Apple, який все ще мав оптичний привід і роз'єм FireWire, і єдиний ноутбук із жорстким диском і роз'ємом Ethernet. Це також єдиний MacBook Pro, який підтримує 9 версій операційної системи macOS, від Mac OS X Lion 10.7 до macOS Catalina 10.15.

### Оцінки
Деякі рецензенти високо оцінили продуктивність і компактні розміри нового ноутбука, якість екрана та міцну моноблокову конструкцію, яка дозволила легше оновлювати внутрішні компоненти порівняно з оригінальними моделями. Деякі рецензенти також відзначили, що новий MacBook Pro працював тихіше та менше нагрівався, ніж моделі першого покоління. Інші, однак, критикували кількість тепла, що виділяється новою конструкцією.
Рецензенти нарікали на втрату конфігурації із матовим екраном для MacBook Pro лінійки Unibody 2008 року, відзначаючи, що екран відбиває сонячне світло, навіть при максимальній яскравості. Ден Акерман із CNET так прокоментував випуск моделі середини 2009 року: «За словами Apple, новий дисплей пропонує ширшу колірну гаму, і екран, безумовно, виглядає яскравим і барвистим, але ми б хотіли, щоб такий самий матовий екран, який пропонується у 17-дюймовому MacBook Pro, був доступний у всіх лінійках… У той час як світлодіодний екран означає тоншу кришку та деякі переваги часу автономної роботи, скло від краю до краю, що покриває всю панель дисплея, з легкістю вловлює промені розсіяного світла, що робить глянсовий екран важким для сприйняття за певних умов освітлення». До 2011 року матові екрани доступні для 15- та 17-дюймових моделей. Крім того, критикували появу роз'єм Mini DisplayPort замість популярнішого HDMI. Відносно низька кількість роз'ємів і нижчі технічні характеристики в порівнянні з ноутбуками інших брендів за аналогічною ціною також викликали нарікання.
Майкл Просперо з журналу Laptop Magazine високо оцінив 15-дюймовий дисплей моделі 2010 року, назвавши його «яскравим і чітким». Він зазначив наступне: «Хоча відблиски від глянцевого дисплея не були приголомшливими, також приємно знати, що є опція антивідблиску, але лише для дисплея з вищою роздільною здатністю. Проте, кольори були яскравими, чорний був глибоким і темним, а кути огляду були чудовими як по вертикалі, так і по горизонталі». Він також високо оцінив якість вебкамери iSight, чутливість трекпада, мікрофон та динаміки, а також продуктивність нових процесорів у 15-дюймової моделі та тривалий час роботи від акумулятора. Зауваження стосувалися включали ціни ноутбука, малої кількості роз'ємів USB і відсутності HDMI.
Техносайт CNET високо оцінив функції автоматичного перемикання графіки 15- та 17-дюймових моделей 2010 року, а також самі відеокарти. Відзначені також були процесори Core i5 і i7, мультисенсорний трекпад і додавання аудіоможливостей до відеовиходу Mini DisplayPort. Сайт також закликав додати роз'єм HDMI та підтримку формату оптичних дисків Blu-ray, заявивши, що більшість інших комп'ютерів у ціновому діапазоні MacBook Pro мають ці функції. CNET також розкритикував можливість конфігурації з екраном з вищою роздільною здатністю в 15-дюймовій моделі, заявивши, що «екран з вищою роздільною здатністю має бути включений за замовчуванням».

### Технічні характеристики
Усі ці моделі є застарілими.
| Модель                                                                             | Модель                                                                             | Кінець 2008 р. | Початок 2009 р. | Середина 2009 р. | Середина 2010 р. | Початок 2011 р. | Кінець 2011 р. | Середина 2012 р. | Середина 2012 р. |
| ---------------------------------------------------------------------------------- | ---------------------------------------------------------------------------------- | --- | --- | --- | --- | --- | --- | --- | --- |
| Дата(и) випуску                                                                    | Дата(и) випуску                                                                    | 14 жовтня 2008 | 6 січня 2009 (17 дюймів) 3 березня 2009 (15 дюймів) | 8 червня 2009 | 13 квітня 2010 | 24 лютого 2011 | 24 жовтня 2011 | 11 червня 2012 | 11 червня 2012 |
| Припинено випуск                                                                   | Припинено випуск                                                                   | 3 березня 2009 | 8 червня 2009 | 13 квітня 2010 | 24 лютого 2011 | 24 жовтня 2011 | 11 червня 2012 | 27 жовтня 2016 | 22 жовтня 2013 |
| Не підтримується                                                                   | Не підтримується                                                                   | 3 березня 2016 | 8 червня 2016 | 13 квітня 2017 | 24 лютого 2018 | 24 жовтня 2018 | 11 червня 2019 | 12 вересня 2022 | 22 жовтня 2020 |
| Артикули Apple                                                                     | 13"                                                                                | Н/Д | Н/Д | MB990 (2.26) MB991 (2.53) | MC374 (2.4) MC375 (2.66) | MC700 (2.3) MC724 (2.7) | MD313 (2.4) MD314 (2.8) | MD101 MD102 | Н/Д |
| Артикули Apple                                                                     | 15"                                                                                | MB470 (2.4) MB471 (2.53) | MB470 (2.4) MC026 (2.66) | MC118 (2.53) MB985 (2.66) MB986 (2.8) | MC371 (2.4) MC372 (2.53) MC373 (2.66) | MC721 (2.0) MC723 (2.2) | MD318 (2.2) MD322 (2.4) | Н/Д | MD103 (2.3) MD104 (2.6) |
| Артикули Apple                                                                     | 17"                                                                                | Н/Д | MB604 | MC226 | MC024 | MC725 | MD385 | Н/Д | Н/Д |
| Номер моделі                                                                       | 13"                                                                                | Н/Д | Н/Д | A1278 | A1278 | A1278 | A1278 | A1278 | Н/Д |
| Номер моделі                                                                       | 15"                                                                                | A1286 | A1286 | A1286 | A1286 | A1286 | A1286 | Н/Д | A1286 |
| Номер моделі                                                                       | 17"                                                                                | Н/Д | A1297 | A1297 | A1297 | A1297 | A1297 | Н/Д | Н/Д |
| Ідентифікатор моделі                                                               | 13"                                                                                | Н/Д | Н/Д | MacBookPro5,5 | MacBookPro7,1 | MacBookPro8,1 | MacBookPro8,1 | MacBookPro9,2 | Н/Д |
| Ідентифікатор моделі                                                               | 15"                                                                                | MacBookPro5,1 | MacBookPro5,1 | MacBookPro5,1 MacBookPro5,3 MacBookPro5,4 | MacBookPro6,2 | MacBookPro8,2 | MacBookPro8,2 | Н/Д | MacBookPro9,1 |
| Ідентифікатор моделі                                                               | 17"                                                                                | Н/Д | MacBookPro5,2 | MacBookPro5,2 | MacBookPro6,1 | MacBookPro8,3 | MacBookPro8,3 | Н/Д | Н/Д |
| Глянцевий широкоформатний дисплей зі світлодіодним підсвічуванням (16:10)          | 13"                                                                                | Н/Д | Н/Д | 13,3 дюйма, 1280 × 800 | 13,3 дюйма, 1280 × 800 | 13,3 дюйма, 1280 × 800 | 13,3 дюйма, 1280 × 800 | 13,3 дюйма, 1280 × 800 | Н/Д |
| Глянцевий широкоформатний дисплей зі світлодіодним підсвічуванням (16:10)          | 15"                                                                                | 15,4 дюйма, 1440 × 900 | 15,4 дюйма, 1440 × 900 | 15,4 дюйма, 1440 × 900 Доступна конфігурація із матовим екраном | 15,4 дюйма, 1440 × 900 Доступна конфігурація 1680 × 1050 (глянцевий або матовий) | 15,4 дюйма, 1440 × 900 Доступна конфігурація 1680 × 1050 (глянцевий або матовий) | 15,4 дюйма, 1440 × 900 Доступна конфігурація 1680 × 1050 (глянцевий або матовий) | Н/Д | 15,4 дюйма, 1440 × 900 Доступна конфігурація 1680 × 1050 (глянцевий або матовий) |
| Глянцевий широкоформатний дисплей зі світлодіодним підсвічуванням (16:10)          | 17"                                                                                | Н/Д | 17 дюймів, 1920 × 1200 Доступна конфігурація із матовим екраном | 17 дюймів, 1920 × 1200 Доступна конфігурація із матовим екраном | 17 дюймів, 1920 × 1200 Доступна конфігурація із матовим екраном | 17 дюймів, 1920 × 1200 Доступна конфігурація із матовим екраном | 17 дюймів, 1920 × 1200 Доступна конфігурація із матовим екраном | Н/Д | Н/Д |
| Відеокамера                                                                        | Відеокамера                                                                        | iSight (480p) | iSight (480p) | iSight (480p) | iSight (480p) | FaceTime HD (720p) | FaceTime HD (720p) | FaceTime HD (720p) | FaceTime HD (720p) |
| Процесор                                                                           | Процесор                                                                           | Н/Д | Н/Д | 2,26 ГГц (P8400) або 2,53 ГГц (P8700) Intel Core 2 Duo Penryn із 3 МБ вбудованого кеша L2 | 2,4 ГГц (P8600) або 2,66 ГГц (P8800) Intel Core 2 Duo Penryn із 3 МБ вбудованого кеша L2 | 2,3 ГГц (2415M) Intel Core i5 Sandy Bridge із 3 МБ вбудованого кеша L3 або 2,7 ГГц (2620M) Intel Core i7 Sandy Bridge із 4 МБ вбудованого кеша L3 | 2,4 ГГц (2435M) Intel Core i5 Sandy Bridge із 3 МБ вбудованого кеша L3 або 2,8 ГГц (2640M) Intel Core i7 Sandy Bridge із 4 МБ вбудованого кеша L3 | 2,5 ГГц (3210M) Intel Core i5 Ivy Bridge із 3 МБ вбудованого кеша L3 або 2,9 ГГц (3520M) Intel Core i7 Ivy Bridge із 4 МБ вбудованого кеша L3 | Н/Д |
| Процесор                                                                           | Процесор                                                                           | 2,4 ГГц (P8600) із 3 МБ вбудованого кеша L2 або 2,53 ГГц (T9400) Intel Core 2 Duo Penryn із 6 МБ вбудованого кеша L2 Доступна конфігурація 2,8 ГГц (T9600) із 6 МБ вбудованого кеша L2                             | 2,4 ГГц (P8600) із 3 МБ вбудованого кеша L2 (лише 15 дюймів) або 2,53 ГГц (T9400) із 6 МБ вбудованого кеша L2 (лише 15 дюймів) або 2,66 ГГц (T9550) (лише 17 дюймів) Intel Core 2 Duo Penryn із 6 МБ вбудованого кеша L2 Доступна конфігурація 2,8 ГГц (T9600) із 6 МБ вбудованого кеша L2 (лише 15 дюймів) або 2,93 ГГц (T9800) із 6 МБ вбудованого кеша L2 (лише 17 дюймів) | 2,53 ГГц (P8700) або 2,66 ГГц (P8800) (лише 15 дюймів) із 3 МБ вбудованого кеша L2 або 2,8 ГГц (T9600) (лише 15 та 17 дюймів) Intel Core 2 Duo Penryn із 6 МБ вбудованого кеша L2 Доступна конфігурація 3,06 ГГц (T9900) із 6 МБ вбудованого кеша L2 (лише 15 та 17 дюймів) | 2,4 ГГц (520M) (лише 15 дюймів) або 2,53 ГГц (540M) (лише 15 та 17 дюймів) із 3 МБ вбудованого кеша L3 або 2,66 ГГц (620M) (лише 15 та 17 дюймів) Intel Core i7 Arrandale із 4 МБ вбудованого кеша L3 Доступна конфігурація 2,8 ГГц (640M) із 4 МБ вбудованого кеша L3 (лише 15 та 17 дюймів) | 2,0 ГГц чотириядерний (2635QM) (лише 15 дюймів) або 2,2 ГГц чотириядерний (2720QM) (лише 15 та 17 дюймів) Intel Core i7 Sandy Bridge із 6 МБ вбудованого кеша L3 Доступна конфігурація 2,3 ГГц (2820QM) із 8 МБ вбудованого кеша L3 (лише 15 та 17 дюймів)                                                                 | 2,2 ГГц чотириядерний (2675QM) (лише 15 дюймів) або 2,4 ГГц чотириядерний (2760QM) (лише 15 та 17 дюймів) Intel Core i7 Sandy Bridge із 6 МБ вбудованого кеша L3 Доступна конфігурація 2,5 ГГц (2860QM) із 8 МБ вбудованого кеша L3 (лише 15 та 17 дюймів)                                                                 | Н/Д | 2,3 ГГц чотириядерний (3615QM) (лише 15 дюймів) або 2,6 ГГц чотириядерний (3720QM) (лише 15 дюймів) Intel Core i7 Ivy Bridge із 6 МБ вбудованого кеша L3 Доступна конфігурація 2,7 ГГц (3820QM) із 8 МБ вбудованого кеша L3 (лише 15 дюймів) |
| Системна шина                                                                      | Системна шина                                                                      | Н/Д | Н/Д | 1 066 МГц Front Side Bus (13 дюймів) | 1 066 МГц Front Side Bus (13 дюймів) | DMI 5 ГТ/с | DMI 5 ГТ/с | DMI 5 ГТ/с | DMI 5 ГТ/с |
| Системна шина                                                                      | Системна шина                                                                      | 1 066 МГц Front Side Bus | 1 066 МГц Front Side Bus (15 і 17 дюймів) | 1 066 МГц Front Side Bus (15 і 17 дюймів) | Intel DMI 2.5 ГТ/с (15 і 17 дюймів) | DMI 5 ГТ/с | DMI 5 ГТ/с | DMI 5 ГТ/с | DMI 5 ГТ/с |
| Пам'ять (два слоти)                                                                | Пам'ять (два слоти)                                                                | 2 ГБ (два по 1 ГБ) або 4 ГБ (два по 2 ГБ) З можливістю розширення до 4 ГБ за замовчуванням, з можливістю розширення до 8 ГБ за допомогою останнього оновлення EFI                                                  | 4 ГБ (два по 2 ГБ) З можливістю розширення до 8 ГБ. Моделі 2,66 і 2,93 ГГц з можливістю розширення до 8 ГБ | 2 ГБ (два по 1 ГБ) або 4 ГБ (два по 2 ГБ) З можливістю розширення до 8 ГБ | 4 ГБ (два по 2 ГБ) З можливістю розширення до 8 ГБ у моделях 15 і 17 дюймів, з можливістю розширення до 16 ГБ у моделях 13 дюймів | 4 ГБ (два по 2 ГБ) З можливістю розширення до 16 ГБ | 4 ГБ (два по 2 ГБ) З можливістю розширення до 16 ГБ | 4 ГБ (два по 2 ГБ) або 8 ГБ (два по 4 ГБ) З можливістю розширення до 16 ГБ                                                                    | 4 ГБ (два по 2 ГБ) або 8 ГБ (два по 4 ГБ) З можливістю розширення до 16 ГБ |
| Пам'ять (два слоти)                                                                | Пам'ять (два слоти)                                                                | 1066 МГц PC3-8500 DDR3 SDRAM | 1066 МГц PC3-8500 DDR3 SDRAM | 1066 МГц PC3-8500 DDR3 SDRAM | 1066 МГц PC3-8500 DDR3 SDRAM | 1333 МГц PC3-10600 1.5 V DDR3 SDRAM З можливістю розширення до 16 ГБ частотою 1600 МГц PC3-12800 DDR3 SDRAM | 1333 МГц PC3-10600 1.5 V DDR3 SDRAM З можливістю розширення до 16 ГБ частотою 1600 МГц PC3-12800 DDR3 SDRAM | 1600 МГц PC3-12800 1,35 В DDR3 SDRAM | 1600 МГц PC3-12800 1,35 В DDR3 SDRAM |
| Графіка                                                                            | Графіка                                                                            | Н/Д | Н/Д | Nvidia GeForce 9400M із 256 МБ пам'яті DDR3 SDRAM, спільно з основною пам'яттю (13 дюймів і деякі моделі 15 дюймів) | Nvidia GeForce 320M із 256 МБ пам'яті DDR3 SDRAM, спільно з основною пам'яттю (лише моделі 13 дюймів) | Intel HD Graphics 3000 із 384 МБ (512 МБ із 8 ГБ встановленої оперативної пам'яті) пам'яті DDR3 SDRAM, спільно з основною пам'яттю (лише моделі 13 дюймів) | Intel HD Graphics 3000 із 384 МБ (512 МБ із 8 ГБ встановленої оперативної пам'яті) пам'яті DDR3 SDRAM, спільно з основною пам'яттю (лише моделі 13 дюймів) | Intel HD Graphics 4000 із пам'яттю DDR3 SDRAM, спільно з основною пам'яттю                                                                    | Н/Д |
| Графіка                                                                            | Графіка                                                                            | Nvidia GeForce 9400M із 256 МБ пам'яті DDR3 SDRAM, спільно з основною пам'яттю та Nvidia GeForce 9600M GT із 256 або 512 МБ пам'яті GDDR3 SDRAM Можна перемикатися між двома (але не можна використовувати обидві) | Nvidia GeForce 9400M із 256 МБ пам'яті DDR3 SDRAM, спільно з основною пам'яттю та Nvidia GeForce 9600M GT із 256 або 512 МБ пам'яті GDDR3 SDRAM Можна перемикатися між двома (але не можна використовувати обидві) | Nvidia GeForce 9400M із 256 МБ пам'яті DDR3 SDRAM, спільно з основною пам'яттю та Nvidia GeForce 9600M GT із 256 МБ або 512 МБ пам'яті GDDR3 SDRAM (деякі моделі 15 або 17 дюймів) Можна перемикатися між двома (але не можна використовувати обидві)                       | Intel HD Graphics із 256 МБ пам'яті DDR3 SDRAM, спільно з основною пам'яттю та Nvidia GeForce GT 330M із 256 МБ або 512 МБ пам'яті GDDR3 SDRAM (моделі 15 та 17 дюймів) Автоматичне перемикання між графічним устаткуванням під час роботи OS X                                               | Intel HD Graphics 3000 із 384 МБ пам'яті DDR3 SDRAM, спільно з основною пам'яттю (моделі 15 та 17 дюймів) та AMD Radeon HD 6490M із 256 МБ пам'яті GDDR5 (моделі 15 дюймів) або AMD Radeon HD 6750M із 1 ГБ пам'яті GDDR5 (моделі 15 та 17 дюймів) Автоматичне перемикання між графічним устаткуванням під час роботи OS X | Intel HD Graphics 3000 із 384 МБ пам'яті DDR3 SDRAM, спільно з основною пам'яттю (моделі 15 та 17 дюймів) та AMD Radeon HD 6750M із 512 МБ пам'яті GDDR5 (моделі 15 дюймів) або AMD Radeon HD 6770M із 1 ГБ пам'яті GDDR5 (моделі 15 та 17 дюймів) Автоматичне перемикання між графічним устаткуванням під час роботи OS X | Н/Д | Intel HD Graphics 4000 із DDR3 SDRAM, спільно з основною пам'яттю та Nvidia GeForce GT 650M із 512 МБ пам'яті GDDR5 (базова модель 15 дюймів) або 1 ГБ пам'яті GDDR5 Автоматичне перемикання між графічним устаткуванням під час роботи OS X |
| Накопичувач                                                                        | Накопичувач                                                                        | 250 або 320 ГБ SATA, 5400 об/хв Доступна конфігурація 250 або 320 ГБ, 7200 об/хв, 128 ГБ SSD | 250 або 320 ГБ SATA, 5400 об/хв Доступна конфігурація 250 або 320 ГБ, 7200 об/хв, 128 або 256 ГБ SSD | 160, 250, 320 або 500 ГБ SATA, 5400 об/хв Доступна конфігурація 320 або 500 ГБ, 5400 або 7200 об/хв (лише 15 та 17 дюймів) або 128 або 256 ГБ SSD | 250, 320, 500 ГБ SATA, 5400 об/хв. Доступна конфігурація 320 або 500 ГБ, 5400 об/хв або 7200 об/хв, 128, 256, 512 ГБ SSD. | 320 (лише 13 дюймів), 500, 750 ГБ SATA, 5400 об/хв. Доступна конфігурація 500 або 750 ГБ, 5400 об/хв або 500 ГБ, 7200 об/хв (лише 15 та 17 дюймів), 128, 256, 512 ГБ SSD | 500 або 750 ГБ SATA, 5400 об/хв (13 дюймів і базові моделі 15 дюймів) або 750 ГБ SATA, 5400 об/хв (продуктивні моделі 15 дюймів та 17 дюймів) Доступна конфігурація 750 ГБ, 5400 або 7200 об/хв (лише 15 та 17 дюймів), 128, 256, 512 ГБ SSD                                                                               | 500 або 750 ГБ SATA, 5400 об/хв Доступна конфігурація 750 ГБ, 5400 або 7200 об/хв або 1 ТБ, 5400 об/хв або 128, 256, 512 ГБ SSD               | 500 або 750 ГБ SATA, 5400 об/хв Доступна конфігурація 750 ГБ, 5400 або 7200 об/хв або 1 ТБ, 5400 об/хв або 128, 256, 512 ГБ SSD |
| Накопичувач                                                                        | Накопичувач                                                                        | SATA 3 Гбіт/с | SATA 3 Гбіт/с | SATA 3 Гбіт/с | SATA 3 Гбіт/с | SATA 6 Гбіт/с | SATA 6 Гбіт/с | SATA 6 Гбіт/с | SATA 6 Гбіт/с |
| Оптичний привод                                                                    | Оптичний привод                                                                    | SuperDrive: 4× DVD±R DL запис, 8× DVD+/−R зчитування/запис, 8× DVD+RW запис, 6× DVD-RW запис, 24× CD-R та 16× CD-RW запис                                                                                          | SuperDrive: 4× DVD±R DL запис, 8× DVD+/−R зчитування/запис, 8× DVD+RW запис, 6× DVD-RW запис, 24× CD-R та 16× CD-RW запис | SuperDrive: 4× DVD±R DL запис, 8× DVD+/−R зчитування/запис, 8× DVD+RW запис, 6× DVD-RW запис, 24× CD-R та 16× CD-RW запис | SuperDrive: 4× DVD±R DL запис, 8× DVD+/−R зчитування/запис, 8× DVD+RW запис, 6× DVD-RW запис, 24× CD-R та 16× CD-RW запис | SuperDrive: 4× DVD±R DL запис, 8× DVD+/−R зчитування/запис, 8× DVD+RW запис, 6× DVD-RW запис, 24× CD-R та 16× CD-RW запис | SuperDrive: 4× DVD±R DL запис, 8× DVD+/−R зчитування/запис, 8× DVD+RW запис, 6× DVD-RW запис, 24× CD-R та 16× CD-RW запис | SuperDrive: 4× DVD±R DL запис, 8× DVD+/−R зчитування/запис, 8× DVD+RW запис, 6× DVD-RW запис, 24× CD-R та 16× CD-RW запис                     | SuperDrive: 4× DVD±R DL запис, 8× DVD+/−R зчитування/запис, 8× DVD+RW запис, 6× DVD-RW запис, 24× CD-R та 16× CD-RW запис |
| Підключення                                                                        | Підключення                                                                        | Вбудований AirPort Extreme (802.11a/b/g/draft-n) (чипсет Broadcom BCM4322 2 × 2, до 300 Мбіт/с) | Вбудований AirPort Extreme (802.11a/b/g/draft-n) (чипсет Broadcom BCM4322 2 × 2, до 300 Мбіт/с) | Вбудований AirPort Extreme (802.11a/b/g/draft-n) (чипсет Broadcom BCM4322 2 × 2, до 300 Мбіт/с) | Вбудований AirPort Extreme (802.11a/b/g/draft-n) (чипсет Broadcom BCM4322 2 × 2, до 300 Мбіт/с) | Вбудований AirPort Extreme (802.11a/b/g/n) (чипсет Broadcom BCM4331 3 × 3, до 450 Мбіт/с) | Вбудований AirPort Extreme (802.11a/b/g/n) (чипсет Broadcom BCM4331 3 × 3, до 450 Мбіт/с) | Вбудований AirPort Extreme (802.11a/b/g/n) (чипсет Broadcom BCM4331 3 × 3, до 450 Мбіт/с)                                                     | Вбудований AirPort Extreme (802.11a/b/g/n) (чипсет Broadcom BCM4331 3 × 3, до 450 Мбіт/с) |
| Підключення                                                                        | Підключення                                                                        | Bluetooth 2.1 + EDR | Bluetooth 2.1 + EDR | Bluetooth 2.1 + EDR | Bluetooth 2.1 + EDR | Bluetooth 2.1 + EDR | Bluetooth 2.1 + EDR | Bluetooth 4.0 | Bluetooth 4.0 |
| Підключення                                                                        | Підключення                                                                        | Gigabit Ethernet | | | | | | | |
| Периферійні підключення                                                            | Периферійні підключення                                                            | ExpressCard/34 | ExpressCard/34 | Слот для SDXC карти (13 та 15 дюймів) або ExpressCard/34 (17 дюймів) | Слот для SDXC карти (13 та 15 дюймів) або ExpressCard/34 (17 дюймів) | Слот для SDXC карти (13 та 15 дюймів) або ExpressCard/34 (17 дюймів) | Слот для SDXC карти (13 та 15 дюймів) або ExpressCard/34 (17 дюймів) | Слот для карт SDXC | Слот для карт SDXC |
| Периферійні підключення                                                            | Периферійні підключення                                                            | USB 2.0 (два роз'єми у 13- і 15-дюймових моделей, три роз'єми у 17-дюймових моделей) | USB 2.0 (два роз'єми у 13- і 15-дюймових моделей, три роз'єми у 17-дюймових моделей) | USB 2.0 (два роз'єми у 13- і 15-дюймових моделей, три роз'єми у 17-дюймових моделей) | USB 2.0 (два роз'єми у 13- і 15-дюймових моделей, три роз'єми у 17-дюймових моделей) | USB 2.0 (два роз'єми у 13- і 15-дюймових моделей, три роз'єми у 17-дюймових моделей) | USB 2.0 (два роз'єми у 13- і 15-дюймових моделей, три роз'єми у 17-дюймових моделей) | USB 3.0 (два роз'єми) | USB 3.0 (два роз'єми) |
| Периферійні підключення                                                            | Периферійні підключення                                                            | Mini DisplayPort (без підтримки аудіо) | Mini DisplayPort (без підтримки аудіо) | Mini DisplayPort (без підтримки аудіо) | Mini DisplayPort (із підтримкою аудіо) | Роз'єм Thunderbolt | Роз'єм Thunderbolt | Роз'єм Thunderbolt | Роз'єм Thunderbolt |
| Периферійні підключення                                                            | Периферійні підключення                                                            | FireWire 800 | | | | | | | |
| Аудіо                                                                              | Аудіо                                                                              | Вбудовані стереодинаміки | Вбудовані стереодинаміки | Вбудовані стереодинаміки | Вбудовані стереодинаміки | Вбудовані стереодинаміки | Вбудовані стереодинаміки | Вбудовані стереодинаміки | Вбудовані стереодинаміки |
| Аудіо                                                                              | Аудіо                                                                              | Лінійний аудіовхід/вихід | | | | | | | |
| Початкова операційна система                                                       | Початкова операційна система                                                       | Mac OS X 10.5 Leopard | Mac OS X 10.5 Leopard | Mac OS X 10.5 Leopard | Mac OS X 10.6 Snow Leopard | Mac OS X 10.6 Snow Leopard | Mac OS X 10.7 Lion | Mac OS X 10.7 Lion | Mac OS X 10.7 Lion |
| Остання операційна система                                                         | Остання операційна система                                                         | OS X 10.11 El Capitan | OS X 10.11 El Capitan | OS X 10.11 El Capitan | macOS 10.13 High Sierra | macOS 10.13 High Sierra | macOS 10.13 High Sierra | macOS 10.15 Catalina | macOS 10.15 Catalina |
| Акумулятор (літійполімерний, інтегрований, за винятком оригінального 15-дюймового) | Акумулятор (літійполімерний, інтегрований, за винятком оригінального 15-дюймового) | Н/Д | Н/Д | 58 Вт (13 дюймів) | 63,5 Вт•год (13 дюймів) | 63,5 Вт•год (13 дюймів) | 63,5 Вт•год (13 дюймів) | 63,5 Вт•год (13 дюймів) | Н/Д |
| Акумулятор (літійполімерний, інтегрований, за винятком оригінального 15-дюймового) | Акумулятор (літійполімерний, інтегрований, за винятком оригінального 15-дюймового) | 50 Вт•год знімний літійполімерний (15 дюймів) | 50 Вт•год знімний літійполімерний (15 дюймів) | 73 Вт (15 дюймів) | 77,5 Вт•год (15 дюймів) | 77,5 Вт•год (15 дюймів) | 77,5 Вт•год (15 дюймів) | Н/Д | 77,5 Вт•год (15 дюймів) |
| Акумулятор (літійполімерний, інтегрований, за винятком оригінального 15-дюймового) | Акумулятор (літійполімерний, інтегрований, за винятком оригінального 15-дюймового) | Н/Д | 95 Вт•год (17 дюймів) | 95 Вт•год (17 дюймів) | 95 Вт•год (17 дюймів) | 95 Вт•год (17 дюймів) | 95 Вт•год (17 дюймів) | Н/Д | Н/Д |
| Вага                                                                               | Вага                                                                               | Н/Д | Н/Д | 2,04 кг (13 дюймів) | 2,04 кг (13 дюймів) | 2,04 кг (13 дюймів) | 2,04 кг (13 дюймів) | 2,04 кг (13 дюймів) | Н/Д |
| Вага                                                                               | Вага                                                                               | 2,5 кг (15 дюймів) | 2,5 кг (15 дюймів) | 2,5 кг (15 дюймів) | 2,5 кг (15 дюймів) | 2,5 кг (15 дюймів) | 2,5 кг (15 дюймів) | Н/Д | 2,5 кг (15 дюймів) |
| Вага                                                                               | Вага                                                                               | Н/Д | 3,0 кг (17 дюймів) | 3,0 кг (17 дюймів) | 3,0 кг (17 дюймів) | 3,0 кг (17 дюймів) | 3,0 кг (17 дюймів) | Н/Д | Н/Д |
| Розміри (ширина × глибина × товщина)                                               | Розміри (ширина × глибина × товщина)                                               | Н/Д | Н/Д | 32,5 см × 22,7 см × 2,4 см (13 дюймів) | 32,5 см × 22,7 см × 2,4 см (13 дюймів) | 32,5 см × 22,7 см × 2,4 см (13 дюймів) | 32,5 см × 22,7 см × 2,4 см (13 дюймів) | 32,5 см × 22,7 см × 2,4 см (13 дюймів) | Н/Д |
| Розміри (ширина × глибина × товщина)                                               | Розміри (ширина × глибина × товщина)                                               | 36,4 см × 24,9 см × 2,4 см (15 дюймів) | 36,4 см × 24,9 см × 2,4 см (15 дюймів) | 36,4 см × 24,9 см × 2,4 см (15 дюймів) | 36,4 см × 24,9 см × 2,4 см (15 дюймів) | 36,4 см × 24,9 см × 2,4 см (15 дюймів) | 36,4 см × 24,9 см × 2,4 см (15 дюймів) | Н/Д | 36,4 см × 24,9 см × 2,4 см (15 дюймів) |
| Розміри (ширина × глибина × товщина)                                               | Розміри (ширина × глибина × товщина)                                               | Н/Д | 39,3 см × 26,7 см × 2.5 см (17 дюймів) | 39,3 см × 26,7 см × 2.5 см (17 дюймів) | 39,3 см × 26,7 см × 2.5 см (17 дюймів) | 39,3 см × 26,7 см × 2.5 см (17 дюймів) | 39,3 см × 26,7 см × 2.5 см (17 дюймів) | Н/Д | Н/Д |

Оскільки оперативна пам'ять і жорсткий диск деяких поколінь MacBook Pro є деталями, які можуть обслуговуватися користувачем, існують модифікації післяпродажного обслуговування, щоб покращити систему до 16 ГБ оперативної пам'яті DDR3-1600 (хоча максимальна ємність і частота залежать від відповідного апаратного забезпечення), жорсткі диски 7200 об/хв або SSD сторонніх виробників. Також було створено сторонній адаптер, що дозволяє замінити внутрішній оптичний привід на другий внутрішній 2,5-дюймовий жорсткий диск SATA.

### Проблеми з графічним процесором моделі початку та кінця 2011 року
Повідомлялося, що 15- та 17-дюймові моделі початку та кінця 2011 року страждали від виробничих проблем з графічним процесором, що призводять до перегріву, графічних проблем і, зрештою, повної відмови графічного процесора та логічної плати. Схожа, але неідентична проблема торкнулася графічних процесорів iMac, які пізніше були відкликані Apple. Проблема висвітлювалася в багатьох статтях у журналах, орієнтованих на Mac, починаючи з кінця 2013 року і до 2014 року. У серпні 2014 року юридична фірма Whitfield Bryson & Mason LLP почала досліджувати проблему, щоб визначити, чи існують будь-які судові позови через це. 28 жовтня 2014 року фірма оголосила, що подала колективний позов до федерального суду Каліфорнії проти Apple. Позов стосувався жителів Каліфорнії та Флориди, які придбали ноутбук MacBook Pro 2011 року випуску з відеокартою AMD. Фірма також розслідує подібні випадки в США. 20 лютого 2015 року Apple запровадила Розширену програму відновлення MacBook Pro для розвʼязання проблем із відео. За цією програмою «безплатно відремонтують уражені системи MacBook Pro». Програма поширювалась на моделі MacBook Pro та тривала до 31 грудня 2016 року, тобто через чотири роки з початкової дати продажу.

## Третє покоління (Retina), 2012—2016

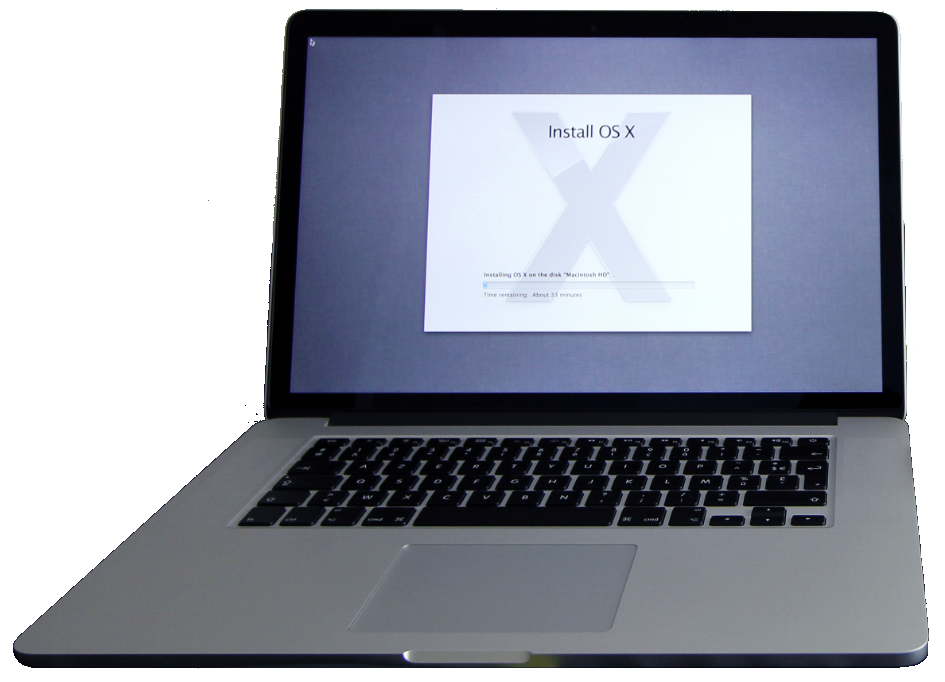
MacBook Pro (дисплей Retina, 15 дюймів, середина 2012 р.)

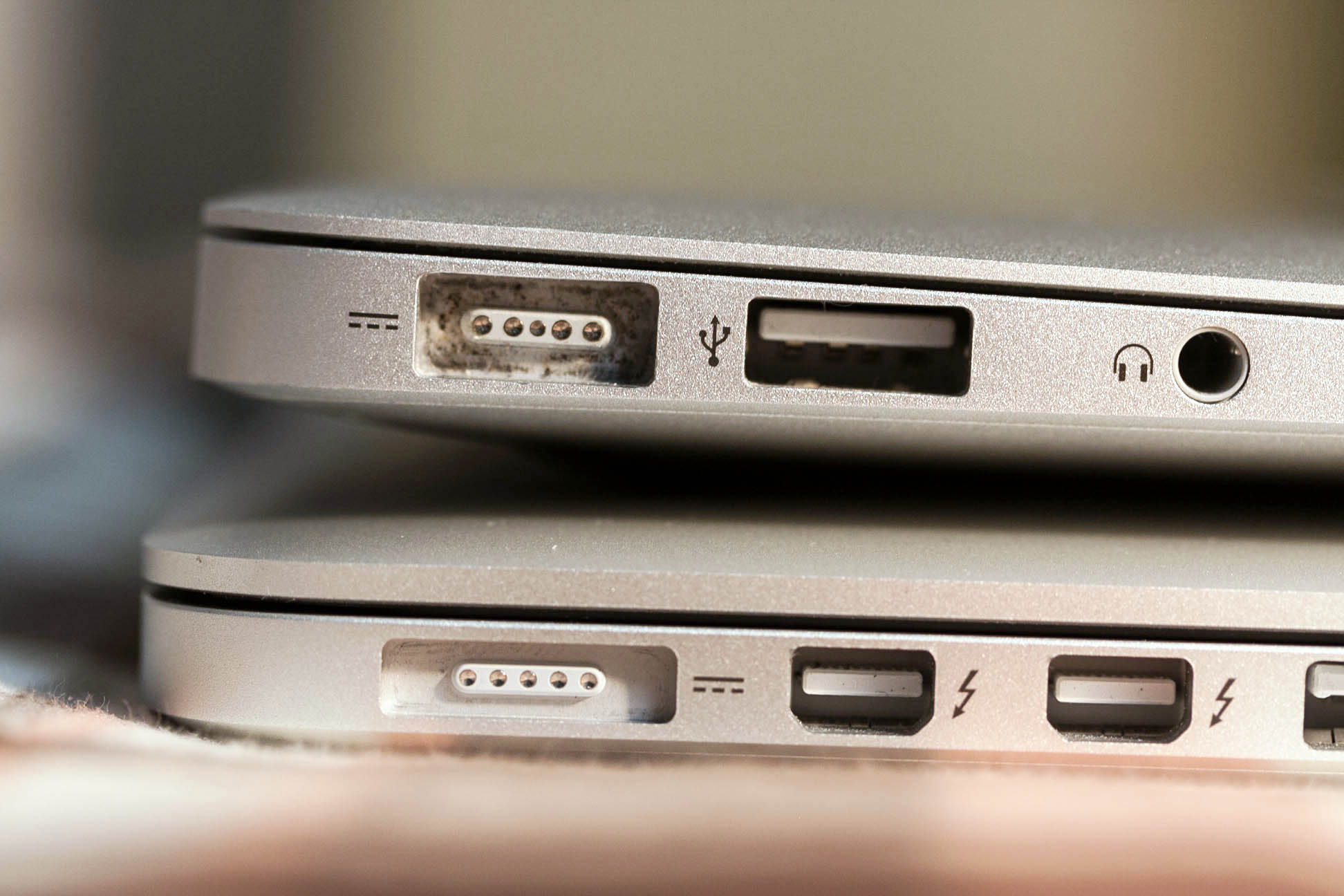
MacBook Air (угорі) і Retina MacBook Pro другого покоління (внизу). MacBook Pro має тонший порт MagSafe 2 і два роз'єми Thunderbolt.

11 червня 2012 року на Apple Worldwide Developers Conference у Сан-Франциско компанія Apple представила третє покоління MacBook Pro: 15-дюймову модель у червні 2012 року, 13-дюймову модель у жовтні, що продається як «MacBook Pro з дисплеєм Retina» (англ. MacBook Pro with Retina display), щоб відрізнятися від попередньої моделі. Нова модель отримала процесори Intel Core i7 третього покоління (мікроархітектури Ivy Bridge). Новинка отримала твердотільний накопичувач (SSD) за замовчуванням, оновлення до USB 3.0, роз'єм HDMI, додатковий роз'єм Thunderbolt і дисплей Retina з високою роздільною здатністю 2880 × 1800. 15-дюймова модель стала на 25 % тонша за свою попередницю. Назва моделі більше не розміщується внизу рамки екрана; натомість вона розташована на нижній частині корпусу, подібно до пристроїв iOS, і є першим ноутбуком Macintosh, назву моделі якого не видно під час звичайного використання. Ноутбук втратив роз'єми Ethernet, FireWire 800 (можна було придбати адаптери Thunderbolt із цими роз'ємами), слот для замка Kensington, кнопку індикатора акумулятора та світловий індикатор збоку корпусу, а також оптичний привід, бувши першим професійним ноутбуком після PowerBook 2400c, але отримав новий порт MagSafe, який отримав назву «MagSafe 2». Apple також заявила про покращені динаміки та мікрофони, а також нову систему охолодження ноутбука з покращеними вентиляторами.
MacBook Pro з дисплеєм Retina був одним із двох комп'ютерів Mac із вбудованим роз'ємом HDMI (другий — Mac Mini). Apple представила 13-дюймову версію 23 жовтня 2012 року з характеристиками, подібними до 15-дюймової vjltks, але трохи гіршими, наприклад, менш потужними процесорами.
Моделі Retina також мають менше доступних для користувача варіантів оновлення або заміни, ніж попередні MacBook. На відміну від попередніх поколінь, пам'ять припаяна до логічної плати, тому її неможливо замінити. Твердотільний накопичувач не припаюється і може бути замінений користувачами, хоча він має фірмовий роз'єм і формфактор. Акумулятор вклеєний; спроби зняти його можуть пошкодити акумулятор та/або трекпад. У всьому корпусі використовуються запатентовані гвинти Pentalobe, і його неможливо розібрати стандартними інструментами. Попри те, що батарея вклеєна, переробні компанії заявили, що конструкція лише «дещо незручна» і не перешкоджає процесу перероблення. У будь-якому випадку Apple пропонує безплатну послугу перероблення в будь-якому зі своїх магазинів і не має проблем із розділенням матеріалів.
13 лютого 2013 року Apple оголосила про оновлені ціни та процесори та збільшила пам'ять топової 15-дюймової моделі до 16 ГБ.
22 жовтня 2013 року Apple оновила лінійку процесорами Intel Haswell і Iris Graphics, Wi-Fi 802.11ac, роз'ємами Thunderbolt 2 і флешпам'яттю на базі PCIe. Рама 13-дюймової версії була трохи зменшена до 18 мм, як у 15-дюймовій моделі. 15-дюймова модель нижчого класу мала лише інтегровану графіку, тоді як модель вищого класу як і раніше мала дискретну відеокарту Nvidia на додаток до інтегрованої графіки. Додано підтримку виведення відео 4K через роз'єм HDMI, але обмежено максимальну кількість зовнішніх дисплеїв з трьох до двох. 29 липня 2014 року Apple анонсувала нові моделі з оновленими цінами та процесорами.
9 березня 2015 року 13-дюймову модель було оновлено процесорами Intel Broadwell, графікою Iris 6100, швидшою флешпам'яттю (на базі технології PCIe 2,0 × 4), швидшою оперативною пам'яттю (оновлено з 1600 МГц до 1866 МГц), збільшеним часом роботи від акумулятора (збільшено до 10 годин) і трекпадом Force Touch. 19 травня 2015 року 15-дюймова модель отримала Force Touch і графічний процесор AMD Radeon R9 M370X, SSD на базі технології PCIe 3,0 × 4, час роботи від акумулятора подовжено до 9 годин, а решта конфігурацій залишилися без змін. 15-дюймова модель вищого класу також отримала підтримку двокабельного виведення зображення на дисплеї 5120 × 2880. 15-дюймові моделі були випущені з тими самими процесорами Intel Haswell і графікою Iris Pro, що й моделі 2014 року, через затримку постачання новіших чотириядерних процесорів Broadwell. Apple продовжувала продавати 15-дюймову модель 2015 року до липня 2018 року.

### Оцінки
Retina MacBook Pro отримав позитивні відгуки про дисплей Retina, флешнакопичувач і потужність. Однак його критикували за високу ціну та відсутність роз'єму Ethernet і оптичного приводу. Роман Лойола із Macworld сказав, що Retina MacBook Pro був «новаторським» і змусив людей «переосмислити те, як вони використовують технології». Він високо оцінив наявність USB 3.0 і тонший корпус. Ден Акерман з CNET відзначив: «Я раніше називав 15-дюймовий MacBook Pro одним із найуніверсальніших ноутбуків, які тільки можна придбати. Ця нова версія отримала HDMI, швидші роз'єми та більшу портативність. Але водночас він не має оптичного приводу та роз'єму Ethernet, а також має дуже високу початкову ціну. Pro та Retina Pro — це, очевидно, два ноутбуки, розроблені для двох різних користувачів, і, за винятком тих, хто їздить цілий день, яким потрібне щось ближче до MacBook Air або ультрабука, одна з двох гілок генеалогічного дерева MacBook Pro все ще ймовірно є найбільш універсально корисним ноутбуком, який ви можете купити.»

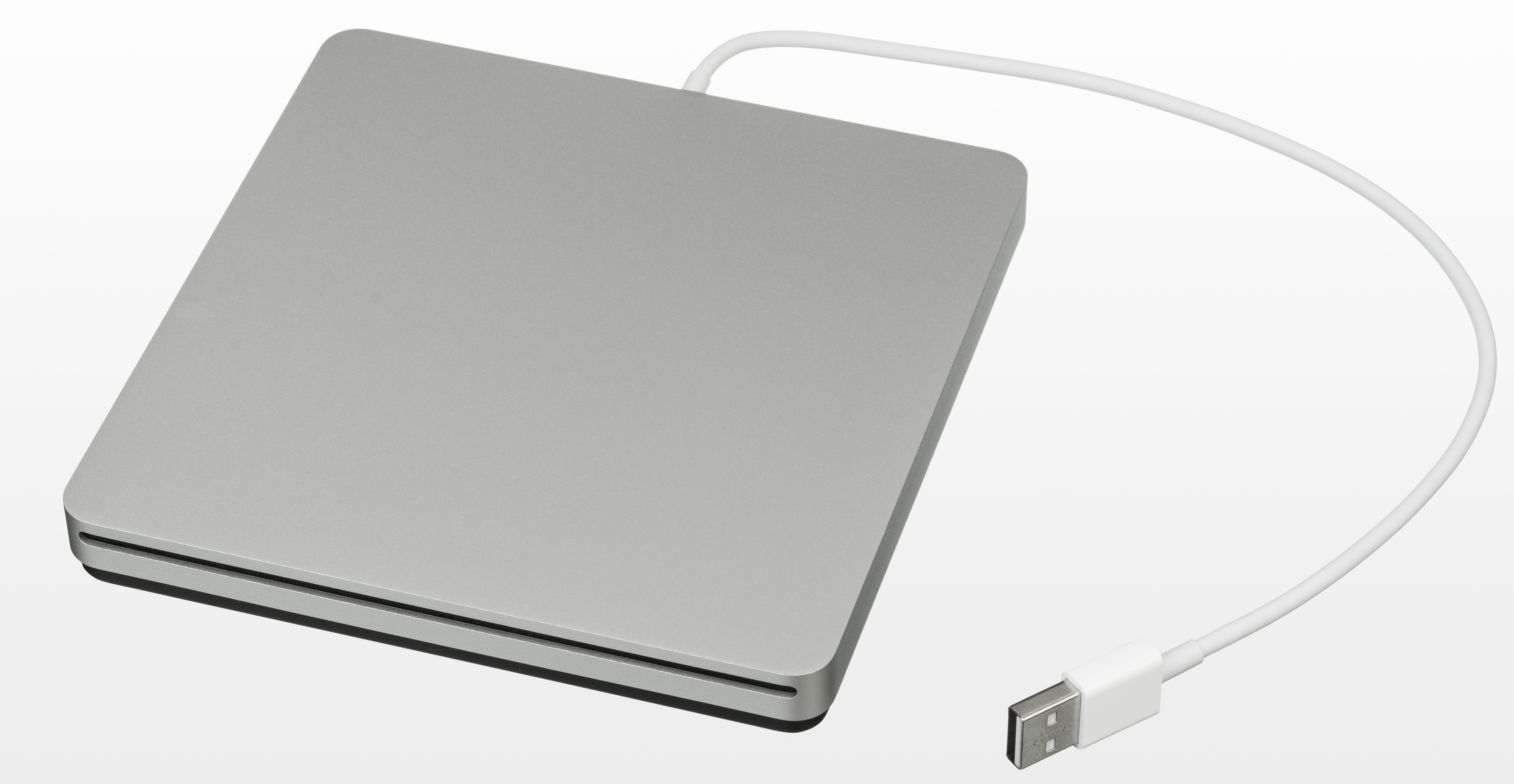
Лінійка Retina MacBook не має внутрішнього оптичного приводу. Натомість можна використовувати зовнішні дисководи, такі як від Apple (на фото).

Джоель Санто Домінго з журналу PC Magazine дав MacBook Pro оцінку «Вибір редакції». Він похвалив його «чудовий дисплей Retina», тонкий дизайн, вибір роз'ємів і швидкий накопичувач, а також підкреслив можливість розширення за допомогою роз'ємів Thunderbolt, які підтримують до семи пристроїв кожен. Девід Пог з Нью-Йорк таймс високо оцінив екран 15-дюймової моделі, клавіатуру, звук, час ввімкнення, зовнішній вигляд, час роботи від акумулятора, накопичувач і ємність оперативної пам'яті. Він розкритикував відсутність SuperDrive, ціни та відсутність зворотної сумісності роз'єму живлення MagSafe 2 зі старим MagSafe.
Дисплей Retina у MacBook Pro критикували за «стійкість зображення», особливо у дисплеїв виробництва LG. Багато користувачів також скаржилися на те, що антиблікове покриття на їхніх екранах може легко стиратися, що є проблемою, відомою як «плямистість» (англ. staingate).
У 2017 році, через рік після презентації четвертого покоління MacBook Pro, засновник Tumblr Марко Армент написав змістовну статтю, в якій назвав Retina MacBook Pro найкращим ноутбуком, який коли-небудь створювався. Цю думку поділяли багато користувачів різних соціальних платформ.

### Ремонтопридатність і екологічність
Apple критикували за те, що батарея вклеєна в корпус, що ускладнює її перероблення (легкість розбирання є критерієм EPEAT), але деякі компанії з перероблення стверджують, що конструкція лише «дещо незручна» і не перешкоджає процесу переробки. Речник Грінпіс Кейсі Гаррелл сказав, що Apple «протиставляє дизайн і навколишнє середовище — і обирає дизайн. Вони роблять ставку на те, що людям байдуже, але перероблення — це велика проблема». У 2012 році Wired також розкритикував заяву Apple про придатність до повторного перероблення: «Конструкція цілком може складатися з „алюмінію та скла, які добре переробляються“, але мої друзі в галузі перероблення електроніки кажуть мені, що вони не мають способу переробити алюміній, до якого приклеєно скло, як це зробила Apple як з цією машиною, так і з нещодавнім iPad».

### Проблеми з акумулятором
У червні 2019 року Apple оголосила про відкликання певних 15-дюймових комп'ютерів MacBook Pro 2015 року випуску у всьому світі після отримання принаймні 26 повідомлень про те, що батареї стають настільки гарячими, що утворюють дим і спричиняють незначні опіки чи пошкодження майна. Проблема торкнулася близько 432 000 комп'ютерів, в основному проданих у період з вересня 2015 року по лютий 2017 року. Компанія попросила клієнтів припинити використання своїх комп'ютерів, поки Apple не зможе замінити батареї.
У вересні 2019 року Генеральний директорат цивільної авіації Індії повідомив, що комп'ютери MacBook Pro можуть небезпечно перегріватися, що змусило національного перевізника Air India заборонити перевезення цієї моделі на своїх рейсах.

### Технічні характеристики
|  | Застарілий |  | Старий |  | Припинено випуск |

| Модель                                                         | Модель                                     | Середина 2012 р. | Кінець 2012 р. | Початок 2013 р. | Кінець 2013 р. | Середина 2014 р. | Початок 2015 р. | Середина 2015 р. |
| -------------------------------------------------------------- | ------------------------------------------ | --- | --- | --- | --- | --- | --- | --- |
| Дата випуску                                                   | 13"                                        | Н/Д | 23 жовтня 2012 | 13 лютого 2013 | 22 жовтня 2013 | 29 липня 2014 | 9 березня 2015 | Н/Д |
| Дата випуску                                                   | 15"                                        | 11 червня 2012 | Н/Д | 13 лютого 2013 | 22 жовтня 2013 | 29 липня 2014 | Н/Д | 19 травня 2015 |
| Припинено випуск                                               | 13"                                        | Н/Д | 13 лютого 2013 | 22 жовтня 2013 | 29 липня 2014 | 9 березня 2015 | 5 червня 2017 | Н/Д |
| Припинено випуск                                               | 15"                                        | 13 лютого 2013 | Н/Д | 22 жовтня 2013 | 29 липня 2014 | 19 травня 2015 | Н/Д | 12 липня 2018 |
| Артикули Apple                                                 | 13"                                        | Н/Д | MD212 (i5 2.5) MD213 | ME662 (i5 2.6) ME663 (i7 2.4) ME697 (?) | ME864 (2.4) ME865 ME866 (2.6) | MGX72 (2.6) MGX82 MGX92 (2.8) | MF839 (2.7) MF840 MF841 (2.9) | Н/Д |
| Артикули Apple                                                 | 15"                                        | MC975 (2.3) MC976 (2.6) MD831 (2.7) | Н/Д | ME664 (i7 2.4) ME665 (i7 2.7) ME698 (i7 2.8) | ME293 (2.0) ME294 (2.3) | MGXA2 (2.2) MGXC2 (2.5) | Н/Д | MJLQ2 (2.2) MJLT2 (2.5) |
| Номер моделі                                                   | 13"                                        | A1398 | A1425 | A1425 | A1502 | A1502 | A1502 | A1502 |
| Номер моделі                                                   | 15"                                        | A1398 | A1425 | A1398 | A1398 | A1398 | A1398 | A1398 |
| Ідентифікатор моделі                                           | 13"                                        | MacBookPro10,1 | MacBookPro10,2 | MacBookPro10,2 | MacBookPro11,1 | MacBookPro11,1 | MacBookPro12,1 | MacBookPro11,4 MacBookPro11,5 |
| Ідентифікатор моделі                                           | 15"                                        | MacBookPro10,1 | MacBookPro10,2 | MacBookPro10,1 | MacBookPro11,2 MacBookPro11,3 | MacBookPro11,2 MacBookPro11,3 | MacBookPro12,1 | MacBookPro11,4 MacBookPro11,5 |
| Широкоформатний дисплей Retina зі світлодіодним підсвічуванням | 13"                                        | 13,3 дюйма, 2560 × 1600 (16∶10), 227 пікселі на дюйм | 13,3 дюйма, 2560 × 1600 (16∶10), 227 пікселі на дюйм | 13,3 дюйма, 2560 × 1600 (16∶10), 227 пікселі на дюйм | 13,3 дюйма, 2560 × 1600 (16∶10), 227 пікселі на дюйм | 13,3 дюйма, 2560 × 1600 (16∶10), 227 пікселі на дюйм | 13,3 дюйма, 2560 × 1600 (16∶10), 227 пікселі на дюйм | 13,3 дюйма, 2560 × 1600 (16∶10), 227 пікселі на дюйм |
| Широкоформатний дисплей Retina зі світлодіодним підсвічуванням | 15"                                        | 15,4 дюйма, 2880 × 1800 (16∶10), 220 пікселі на дюйм | 15,4 дюйма, 2880 × 1800 (16∶10), 220 пікселі на дюйм | 15,4 дюйма, 2880 × 1800 (16∶10), 220 пікселі на дюйм | 15,4 дюйма, 2880 × 1800 (16∶10), 220 пікселі на дюйм | 15,4 дюйма, 2880 × 1800 (16∶10), 220 пікселі на дюйм | 15,4 дюйма, 2880 × 1800 (16∶10), 220 пікселі на дюйм | 15,4 дюйма, 2880 × 1800 (16∶10), 220 пікселі на дюйм |
| Відеокамера                                                    | Відеокамера                                | FaceTime HD (720p) | FaceTime HD (720p) | FaceTime HD (720p) | FaceTime HD (720p) | FaceTime HD (720p) | FaceTime HD (720p) | FaceTime HD (720p) |
| Процесор                                                       | 13"                                        | Н/Д | 2,5 ГГц (i5-3210M) 2-ядерний процесор Intel Core i5 Ivy Bridge із 3 МБ спільного кеша L3 Доступна конфігурація 2,9 ГГц (i7-3520M) двоядерний процесор Intel Core i7 Ivy Bridge із 4 МБ спільного кеша L3 | 2,6 ГГц (i5-3230M) 2-ядерний процесор Intel Core i5 Ivy Bridge із 3 МБ спільного кеша L3 Доступна конфігурація 3,0 ГГц (i7-3540M) 2-ядерний Intel Core i7 Ivy Bridge із 4 МБ спільного кеша L3                                 | 2,4 ГГц (i5-4258U) 2-ядерний процесор Intel Core i5 Haswell із 3 МБ спільного кеша L3 Доступна конфігурація 2,6 ГГц (i5-4288U) 2-ядерний Intel Core i5 Haswell із 3 МБ спільного кеша L3 Доступна конфігурація 2,8 ГГц (i7-4558U) 2-ядерний Intel Core i7 Haswell із 4 МБ спільного кеша L3                                 | 2,6 ГГц (i5-4278U) 2-ядерний процесор Intel Core i5 Haswell із 3 МБ спільного кеша L3 Доступна конфігурація 2,8 ГГц (i5-4308U) 2-ядерний Intel Core i5 Haswell із 3 МБ спільного кеша L3 Доступна конфігурація 3,0 ГГц (i7-4578U) 2-ядерний Intel Core i7 Haswell із 4 МБ спільного кеша L3                                 | 2,7 ГГц (i5-5257U) 2-ядерний процесор Intel Core i5 Broadwell із 3 МБ спільного кеша L3 Доступна конфігурація 2,9 ГГц (i5-5287U) 2-ядерний Intel Core i5 Broadwell із 3 МБ спільного кеша L3 Доступна конфігурація 3,1 ГГц (i7-5557U) 2-ядерний Intel Core i7 Broadwell із 4 МБ спільного кеша L3 | Н/Д |
| Процесор                                                       | 15"                                        | 2,3 ГГц (i7-3615QM) 4-ядерний Intel Core i7 Ivy Bridge із 6 МБ вбудованого кеша L3 Доступна конфігурація 2,6 ГГц (i7-3720QM) із 6 МБ вбудованого кеша L3 Доступна конфігурація 2,7 ГГц (i7-3820QM) із 8 МБ вбудованого кеша L3 | Н/Д | 2,4 ГГц (i7-3635QM) 4-ядерний Intel Core i7 Ivy Bridge із 6 МБ вбудованого кеша L3 Доступна конфігурація 2,7 ГГц (i7-3740QM) із 6 МБ вбудованого кеша L3 Доступна конфігурація 2,8 ГГц (i7-3840QM) із 8 МБ вбудованого кеша L3 | 2,0 ГГц (i7-4750HQ) 4-ядерний Intel Core i7 Haswell із 6 МБ вбудованого кеша L3 та 128 МБ кеша L4 (Crystalwell) Доступна конфігурація 2,3 ГГц (i7-4850HQ) із 6 МБ вбудованого кеша L3 та 128 МБ кеша L4 (Crystalwell) Доступна конфігурація 2,6 ГГц (i7-4960HQ) із 6 МБ вбудованого кеша L3 та 128 МБ кеша L4 (Crystalwell) | 2,2 ГГц (i7-4770HQ) 4-ядерний Intel Core i7 Haswell із 6 МБ вбудованого кеша L3 та 128 МБ кеша L4 (Crystalwell) Доступна конфігурація 2,5 ГГц (i7-4870HQ) із 6 МБ вбудованого кеша L3 та 128 МБ кеша L4 (Crystalwell) Доступна конфігурація 2,8 ГГц (i7-4980HQ) із 6 МБ вбудованого кеша L3 та 128 МБ кеша L4 (Crystalwell) | Н/Д | 2,2 ГГц (i7-4770HQ) 4-ядерний Intel Core i7 Haswell із 6 МБ вбудованого кеша L3 та 128 МБ кеша L4 (Crystalwell) Доступна конфігурація 2,5 ГГц (i7-4870HQ) із 6 МБ вбудованого кеша L3 та 128 МБ кеша L4 (Crystalwell) Доступна конфігурація 2,8 ГГц (i7-4980HQ) із 6 МБ вбудованого кеша L3 та 128 МБ кеша L4 (Crystalwell) |
| Системна шина                                                  | Системна шина                              | Intel DMI 5 ГТ/с | Intel DMI 5 ГТ/с | Intel DMI 5 ГТ/с | Intel DMI 5 ГТ/с | Intel DMI 5 ГТ/с | Intel DMI 5 ГТ/с | Intel DMI 5 ГТ/с |
| Пам'ять                                                        | Пам'ять                                    | 8 ГБ вбудованої оперативної пам'яті (не можна замінити) (15 дюймів) Доступна конфігурація 16 ГБ оперативної пам’яті лише на момент придбання                                                                                   | 8 ГБ вбудованої оперативної пам'яті (не можна замінити) (13 дюймів) | 8 ГБ вбудованої оперативної пам'яті (не можна замінити) (13 дюймів) | 4 ГБ вбудованої оперативної пам'яті (не можна замінити) (13 дюймів, 128 ГБ) Доступна конфігурація 8 та 16 ГБ оперативної пам’яті лише на момент придбання | 8 ГБ вбудованої оперативної пам'яті (не можна замінити) (13 дюймів) Доступна конфігурація 16 ГБ ГБ оперативної пам’яті лише на момент придбання | 8 ГБ вбудованої оперативної пам'яті (не можна замінити) (13 дюймів) Доступна конфігурація 16 ГБ оперативної пам’яті лише на момент придбання | 16 ГБ вбудованої оперативної пам'яті (15 дюймів) |
| Пам'ять                                                        | Пам'ять                                    | 8 ГБ вбудованої оперативної пам'яті (не можна замінити) (15 дюймів) Доступна конфігурація 16 ГБ оперативної пам’яті лише на момент придбання                                                                                   | 8 ГБ вбудованої оперативної пам'яті (не можна замінити) (13 дюймів) | 8 ГБ вбудованої оперативної пам'яті (не можна замінити) (13 дюймів) | 8 ГБ вбудованої оперативної пам'яті (не можна замінити) (13 дюймів, 256 та 512 ГБ) Доступна конфігурація 16 ГБ оперативної пам’яті лише на момент придбання | 8 ГБ вбудованої оперативної пам'яті (не можна замінити) (13 дюймів) Доступна конфігурація 16 ГБ ГБ оперативної пам’яті лише на момент придбання | 8 ГБ вбудованої оперативної пам'яті (не можна замінити) (13 дюймів) Доступна конфігурація 16 ГБ оперативної пам’яті лише на момент придбання | 16 ГБ вбудованої оперативної пам'яті (15 дюймів) |
| Пам'ять                                                        | Пам'ять                                    | 8 ГБ вбудованої оперативної пам'яті (не можна замінити) (15 дюймів) Доступна конфігурація 16 ГБ оперативної пам’яті лише на момент придбання                                                                                   | 8 ГБ вбудованої оперативної пам'яті (не можна замінити) (13 дюймів) | 8 ГБ вбудованої оперативної пам'яті (не можна замінити) (15 дюймів, 2,4 ГГц) Доступна конфігурація 16 ГБ оперативної пам’яті лише на момент придбання                                                                          | 8 ГБ вбудованої оперативної пам'яті (не можна замінити) (15 дюймів, 2,0 ГГц) Доступна конфігурація 16 ГБ оперативної пам’яті лише на момент придбання | 16 ГБ вбудованої оперативної пам'яті (15 дюймів) | 8 ГБ вбудованої оперативної пам'яті (не можна замінити) (13 дюймів) Доступна конфігурація 16 ГБ оперативної пам’яті лише на момент придбання | 16 ГБ вбудованої оперативної пам'яті (15 дюймів) |
| Пам'ять                                                        | Пам'ять                                    | 8 ГБ вбудованої оперативної пам'яті (не можна замінити) (15 дюймів) Доступна конфігурація 16 ГБ оперативної пам’яті лише на момент придбання                                                                                   | 8 ГБ вбудованої оперативної пам'яті (не можна замінити) (13 дюймів) | 16 ГБ вбудованої оперативної пам'яті (15 дюймів, 2,7 ГГц) | 16 ГБ вбудованої оперативної пам'яті (15 дюймів, 2,3 ГГц) | 16 ГБ вбудованої оперативної пам'яті (15 дюймів) | 8 ГБ вбудованої оперативної пам'яті (не можна замінити) (13 дюймів) Доступна конфігурація 16 ГБ оперативної пам’яті лише на момент придбання | 16 ГБ вбудованої оперативної пам'яті (15 дюймів) |
| Пам'ять                                                        | Пам'ять                                    | 1600 МГц PC3-12800 DDR3L SDRAM | 1600 МГц PC3-12800 DDR3L SDRAM | 1600 МГц PC3-12800 DDR3L SDRAM | 1600 МГц PC3-12800 DDR3L SDRAM | 1600 МГц PC3-12800 DDR3L SDRAM | 1866 МГц PC3-14900 LPDDR3 SDRAM (13 дюймів) | 1600 МГц PC3-12800 DDR3L SDRAM (15 дюймів) |
| Графіка                                                        | Графіка                                    | Intel HD Graphics 4000 із пам'яттю DDR3L SDRAM, спільно з основною пам'яттю та Nvidia GeForce GT 650M із 1 ГБ пам'яті GDDR5. (15 дюймів) Автоматичне перемикання між графічним устаткуванням під час роботи OS X               | Intel HD Graphics 4000 із пам'яттю DDR3L SDRAM, спільно з основною пам'яттю (13 дюймів) | Intel HD Graphics 4000 із DDR3L SDRAM, спільно з основною пам'яттю (13 дюймів) | Intel Iris 5100 Graphics із пам'яттю DDR3L SDRAM, спільно з основною пам'яттю (13 дюймів) | Intel Iris 5100 Graphics із пам'яттю DDR3L SDRAM, спільно з основною пам'яттю (13 дюймів) | Intel Iris 6100 Graphics із LPDDR3 SDRAM, спільно з основною пам'яттю (13 дюймів) | Intel Iris Pro 5200 Graphics зі 128 МБ eDRAM (15 дюймів, 2,2 ГГц) |
| Графіка                                                        | Графіка                                    | Intel HD Graphics 4000 із пам'яттю DDR3L SDRAM, спільно з основною пам'яттю та Nvidia GeForce GT 650M із 1 ГБ пам'яті GDDR5. (15 дюймів) Автоматичне перемикання між графічним устаткуванням під час роботи OS X               | Intel HD Graphics 4000 із пам'яттю DDR3L SDRAM, спільно з основною пам'яттю (13 дюймів) | Intel HD Graphics 4000 із DDR3L SDRAM, спільно з основною пам'яттю та Nvidia GeForce GT 650M із 1 ГБ пам'яті GDDR5. (15 дюймів) Автоматичне перемикання між графічним устаткуванням під час роботи macOS                       | Intel Iris Pro 5200 Graphics зі 128 МБ eDRAM (15 дюймів, 2 ГГц) | Intel Iris Pro 5200 Graphics зі 128 МБ eDRAM (15 дюймів, 2,2 ГГц) | Intel Iris 6100 Graphics із LPDDR3 SDRAM, спільно з основною пам'яттю (13 дюймів) | Intel Iris Pro 5200 Graphics зі 128 МБ eDRAM або Intel Iris Pro 5200 Graphics зі 128 МБ eDRAM та AMD Radeon R9 M370X із 2 ГБ пам'яті GDDR5. (15 дюймів, 2,5 та 2,8 ГГц) Автоматичне перемикання між графічним устаткуванням під час роботи OS X                                                                             |
| Графіка                                                        | Графіка                                    | Intel HD Graphics 4000 із пам'яттю DDR3L SDRAM, спільно з основною пам'яттю та Nvidia GeForce GT 650M із 1 ГБ пам'яті GDDR5. (15 дюймів) Автоматичне перемикання між графічним устаткуванням під час роботи OS X               | Intel HD Graphics 4000 із пам'яттю DDR3L SDRAM, спільно з основною пам'яттю (13 дюймів) | Intel HD Graphics 4000 із DDR3L SDRAM, спільно з основною пам'яттю та Nvidia GeForce GT 650M із 1 ГБ пам'яті GDDR5. (15 дюймів) Автоматичне перемикання між графічним устаткуванням під час роботи macOS                       | Intel Iris Pro 5200 Graphics зі 128 МБ eDRAM та Nvidia GeForce GT 750M із 2 ГБ пам'яті GDDR5. (15 дюймів, 2,3 ГГц) Автоматичне перемикання між графічним устаткуванням під час роботи OS X | Intel Iris Pro 5200 Graphics зі 128 МБ eDRAM та Nvidia GeForce GT 750M із 2 ГБ пам'яті GDDR5. (15 дюймів, 2,5 та 2,8 ГГц) Автоматичне перемикання між графічним устаткуванням під час роботи macOS | Intel Iris 6100 Graphics із LPDDR3 SDRAM, спільно з основною пам'яттю (13 дюймів) | Intel Iris Pro 5200 Graphics зі 128 МБ eDRAM або Intel Iris Pro 5200 Graphics зі 128 МБ eDRAM та AMD Radeon R9 M370X із 2 ГБ пам'яті GDDR5. (15 дюймів, 2,5 та 2,8 ГГц) Автоматичне перемикання між графічним устаткуванням під час роботи OS X                                                                             |
| Накопичувач                                                    | Накопичувач                                | 256, 512, 768 ГБ SSD (15 дюймів, 2,3 ГГц) | 128, 256, 512, 768 ГБ SSD (13 дюймів) | 128, 256, 512, 768 ГБ SSD (13 дюймів, 2,5 ГГц) | 128 або 256 ГБ (13 дюймів, 2,4 ГГц) | 128 або 256 ГБ (13 дюймів, 2,6 ГГц) | 128 або 256 ГБ (13 дюймів, 2,7 ГГц) | 256, 512 ГБ, 1 ТБ SSD (15 дюймів, 2,2 ГГц) |
| Накопичувач                                                    | Накопичувач                                | 256, 512, 768 ГБ SSD (15 дюймів, 2,3 ГГц) | 128, 256, 512, 768 ГБ SSD (13 дюймів) | 256, 512, 768 ГБ SSD (13 дюймів, 2,6 ГГц) | 512 ГБ або 1 ТБ SSD (13 дюймів, 2,6 ГГц) | 512 ГБ або 1 ТБ SSD (13 дюймів, 2,8 ГГц) | 128 або 256 ГБ (13 дюймів, 2,7 ГГц) | 256, 512 ГБ, 1 ТБ SSD (15 дюймів, 2,2 ГГц) |
| Накопичувач                                                    | Накопичувач                                | 512 або 768 ГБ SSD (15 дюймів, 2,6 ГГц) | 128, 256, 512, 768 ГБ SSD (13 дюймів) | 256, 512, 768 ГБ SSD (15 дюймів, 2,4 ГГц) | 256, 512 ГБ, 1 ТБ SSD (15 дюймів, 2,0 ГГц) | 256, 512 ГБ, 1 ТБ SSD (15 дюймів, 2,2 ГГц) | 512 ГБ або 1 ТБ SSD (13 дюймів, 2,9 ГГц) | 512 ГБ або 1 ТБ SSD (15 дюймів, 2,5 та 2,8 ГГц) |
| Накопичувач                                                    | Накопичувач                                | 512 або 768 ГБ SSD (15 дюймів, 2,6 ГГц) | 128, 256, 512, 768 ГБ SSD (13 дюймів) | 512 або 768 ГБ SSD (15 дюймів, 2,7 ГГц) | 512 ГБ або 1 ТБ SSD (15 дюймів, 2,3 ГГц) | 512 ГБ або 1 ТБ SSD (15 дюймів, 2,5 ГГц) | 512 ГБ або 1 ТБ SSD (13 дюймів, 2,9 ГГц) | 512 ГБ або 1 ТБ SSD (15 дюймів, 2,5 та 2,8 ГГц) |
| Накопичувач                                                    | Накопичувач                                | mSATA 6 Гбіт/с | mSATA 6 Гбіт/с | mSATA 6 Гбіт/с | PCIe 2.0 ×2 5.0 ГТ/с (8 Гбіт/с) | PCIe 2.0 ×2 5.0 ГТ/с (8 Гбіт/с) | PCIe 2.0 ×4 5.0 ГТ/с (16 Гбіт/с) | PCIe 3.0 ×4 8.0 ГТ/с (31,5 Гбіт/с) |
| Wi-Fi                                                          | Wi-Fi                                      | Вбудований Wi-Fi 4 (802.11a/b/g/n) (2,4 та 5 ГГц, до 450 Мбіт/с) (чипсет Broadcom BCM4331 3 × 3) | Вбудований Wi-Fi 4 (802.11a/b/g/n) (2,4 та 5 ГГц, до 450 Мбіт/с) (чипсет Broadcom BCM4331 3 × 3) | Вбудований Wi-Fi 4 (802.11a/b/g/n) (2,4 та 5 ГГц, до 450 Мбіт/с) (чипсет Broadcom BCM4331 3 × 3) | Вбудований Wi-Fi 5 (802.11a/b/g/n/ac) (2,4 та 5 ГГц, до 1,3 Гбіт/с) (чипсет Broadcom BCM4360 3 × 3) | Вбудований Wi-Fi 5 (802.11a/b/g/n/ac) (2,4 та 5 ГГц, до 1,3 Гбіт/с) (чипсет Broadcom BCM4360 3 × 3) | Вбудований Wi-Fi 5 (802.11a/b/g/n/ac) (2,4 та 5 ГГц, до 1,3 Гбіт/с) (чипсет Broadcom BCM4360 3 × 3) | Вбудований Wi-Fi 5 (802.11a/b/g/n/ac) (2,4 та 5 ГГц, до 1,3 Гбіт/с) (чипсет Broadcom BCM4360 3 × 3) |
| Bluetooth                                                      | Bluetooth                                  | Бездротова технологія Bluetooth 4.0 | Бездротова технологія Bluetooth 4.0 | Бездротова технологія Bluetooth 4.0 | Бездротова технологія Bluetooth 4.0 | Бездротова технологія Bluetooth 4.0 | Бездротова технологія Bluetooth 4.0 | Бездротова технологія Bluetooth 4.0 |
| Периферійні підключення                                        | Периферійні підключення                    | Слот для карт SDXC | Слот для карт SDXC | Слот для карт SDXC | Слот для карт SDXC | Слот для карт SDXC | Слот для карт SDXC | Слот для карт SDXC |
| Периферійні підключення                                        | Периферійні підключення                    | 2 USB 3.0 | | | | | | |
| Периферійні підключення                                        | Периферійні підключення                    | 2 роз'єми Thunderbolt Підтримує два дисплеї 2560 × 1600 | 2 роз'єми Thunderbolt Підтримує два дисплеї 2560 × 1600 | 2 роз'єми Thunderbolt Підтримує два дисплеї 2560 × 1600 | 2 роз'єми Thunderbolt 2 Підтримує два дисплеї 2560 × 1600 (13 дюймів) або два 3840 × 2160 (15 дюймів) | 2 роз'єми Thunderbolt 2 Підтримує два дисплеї 2560 × 1600 (13 дюймів) або два 3840 × 2160 (15 дюймів) | 2 роз'єми Thunderbolt 2 Підтримує два дисплеї 3840 × 2160 | 2 роз'єми Thunderbolt 2 Підтримує два дисплеї 3840 × 2160 (Iris Graphics) або один дисплей із двома кабелями 5120 × 2880 (Radeon R9) |
| Периферійні підключення                                        | Периферійні підключення                    | Роз'єм HDMI Підтримує вихід 1920 × 1200 | Роз'єм HDMI Підтримує вихід 1920 × 1200 | Роз'єм HDMI Підтримує вихід 1920 × 1200 | Роз'єм HDMI Підтримує вихід 3840 × 2160 при 30 Гц або 4096 × 2160 при 24 Гц | Роз'єм HDMI Підтримує вихід 3840 × 2160 при 30 Гц або 4096 × 2160 при 24 Гц | Роз'єм HDMI Підтримує вихід 3840 × 2160 при 30 Гц або 4096 × 2160 при 24 Гц | Роз'єм HDMI Підтримує вихід 3840 × 2160 при 30 Гц або 4096 × 2160 при 24 Гц |
| Периферійні підключення                                        | Периферійні підключення                    | Лінійний аудіовихід (аналоговий/оптичний) | | | | | | |
| Акумулятор (літійполімерний, інтегрований)                     | Акумулятор (літійполімерний, інтегрований) | 74 Вт•год (13 дюймів) | 74 Вт•год (13 дюймів) | 74 Вт•год (13 дюймів) | 71,8 Вт•год (13 дюймів) | 71,8 Вт•год (13 дюймів) | 74,9 Вт•год (13 дюймів) | 74,9 Вт•год (13 дюймів) |
| Акумулятор (літійполімерний, інтегрований)                     | Акумулятор (літійполімерний, інтегрований) | 95,0 Вт•год (15 дюймів) | 95,0 Вт•год (15 дюймів) | 95,0 Вт•год (15 дюймів) | 95,0 Вт•год (15 дюймів) | 95,0 Вт•год (15 дюймів) | 99,5 Вт•год (15 дюймів) | 99,5 Вт•год (15 дюймів) |
| Початкова операційна система                                   | Початкова операційна система               | Mac OS X 10.7 Lion | OS X 10.8 Mountain Lion | OS X 10.8 Mountain Lion | OS X 10.9 Mavericks | OS X 10.9 Mavericks | OS X 10.10 Yosemite | OS X 10.10 Yosemite |
| Остання операційна система                                     | Остання операційна система                 | macOS 10.15 Catalina | macOS 10.15 Catalina | macOS 10.15 Catalina | macOS 11 Big Sur | macOS 11 Big Sur | macOS 12 Monterey | macOS 12 Monterey |
| Вага                                                           | Вага                                       | 1,62 кг (13 дюймів) | 1,62 кг (13 дюймів) | 1,62 кг (13 дюймів) | 1,57 кг (13 дюймів) | 1,57 кг (13 дюймів) | 1,58 кг (13 дюймів) | 1,58 кг (13 дюймів) |
| Вага                                                           | Вага                                       | 2,02 кг (15 дюймів) | 2,02 кг (15 дюймів) | 2,02 кг (15 дюймів) | 2,02 кг (15 дюймів) | 2,02 кг (15 дюймів) | 2,04 кг (15 дюймів) | 2,04 кг (15 дюймів) |
| Розміри (ширина × глибина × товщина)                           | Розміри (ширина × глибина × товщина)       | 31,4 см × 21,9 см × 1,9 см (13 дюймів) | 31,4 см × 21,9 см × 1,9 см (13 дюймів) | 31,4 см × 21,9 см × 1,9 см (13 дюймів) | 31,4 см × 21,9 см × 1,8 см (13 дюймів) | 31,4 см × 21,9 см × 1,8 см (13 дюймів) | 31,4 см × 21,9 см × 1,8 см (13 дюймів) | 31,4 см × 21,9 см × 1,8 см (13 дюймів) |
| Розміри (ширина × глибина × товщина)                           | Розміри (ширина × глибина × товщина)       | 35,9 см × 24,7 см × 1,8 см (15 дюймів) | | | | | | |

## Четверте покоління (Touch Bar), 2016—2020

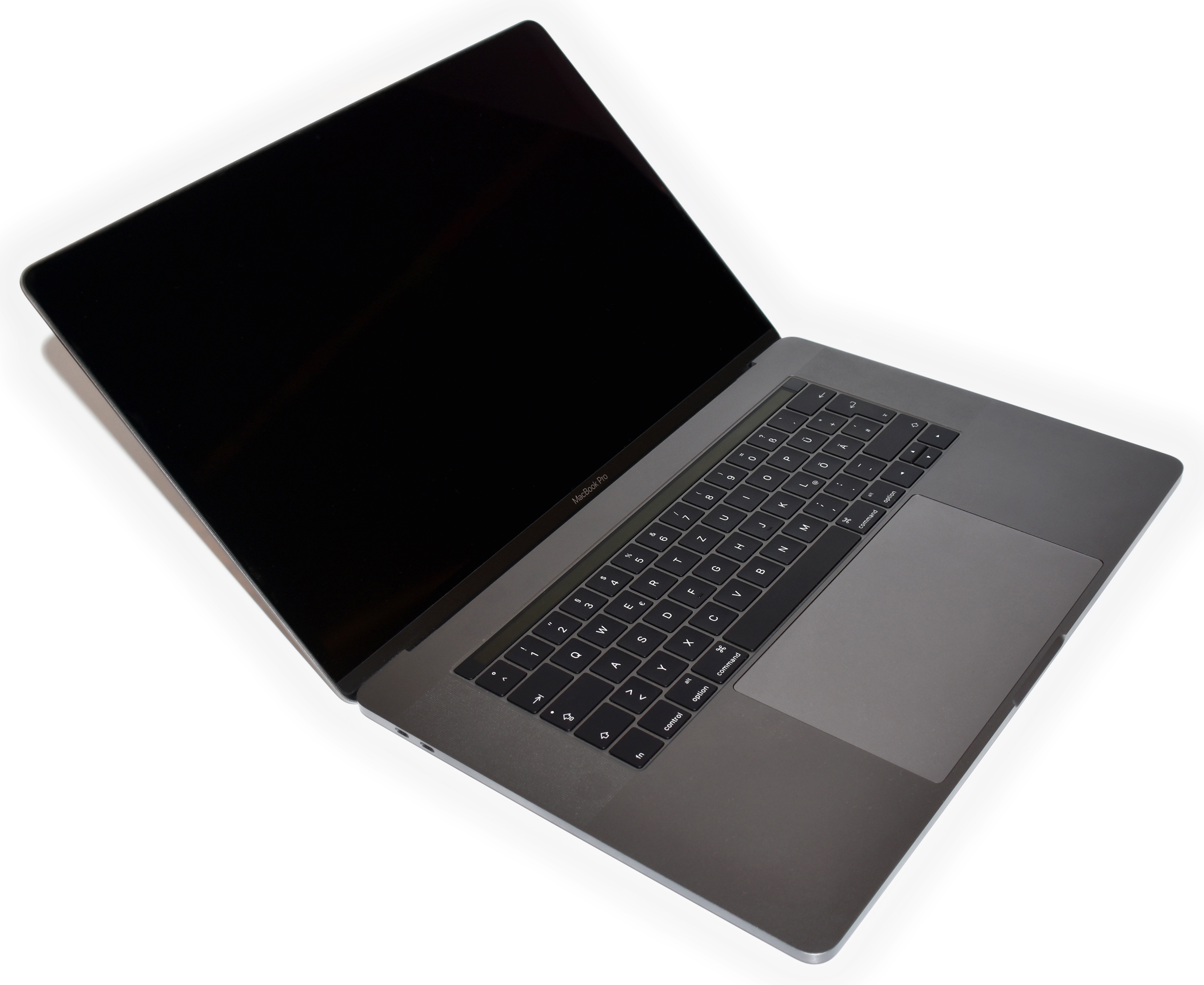
15-дюймовий MacBook Pro кінця 2016 року

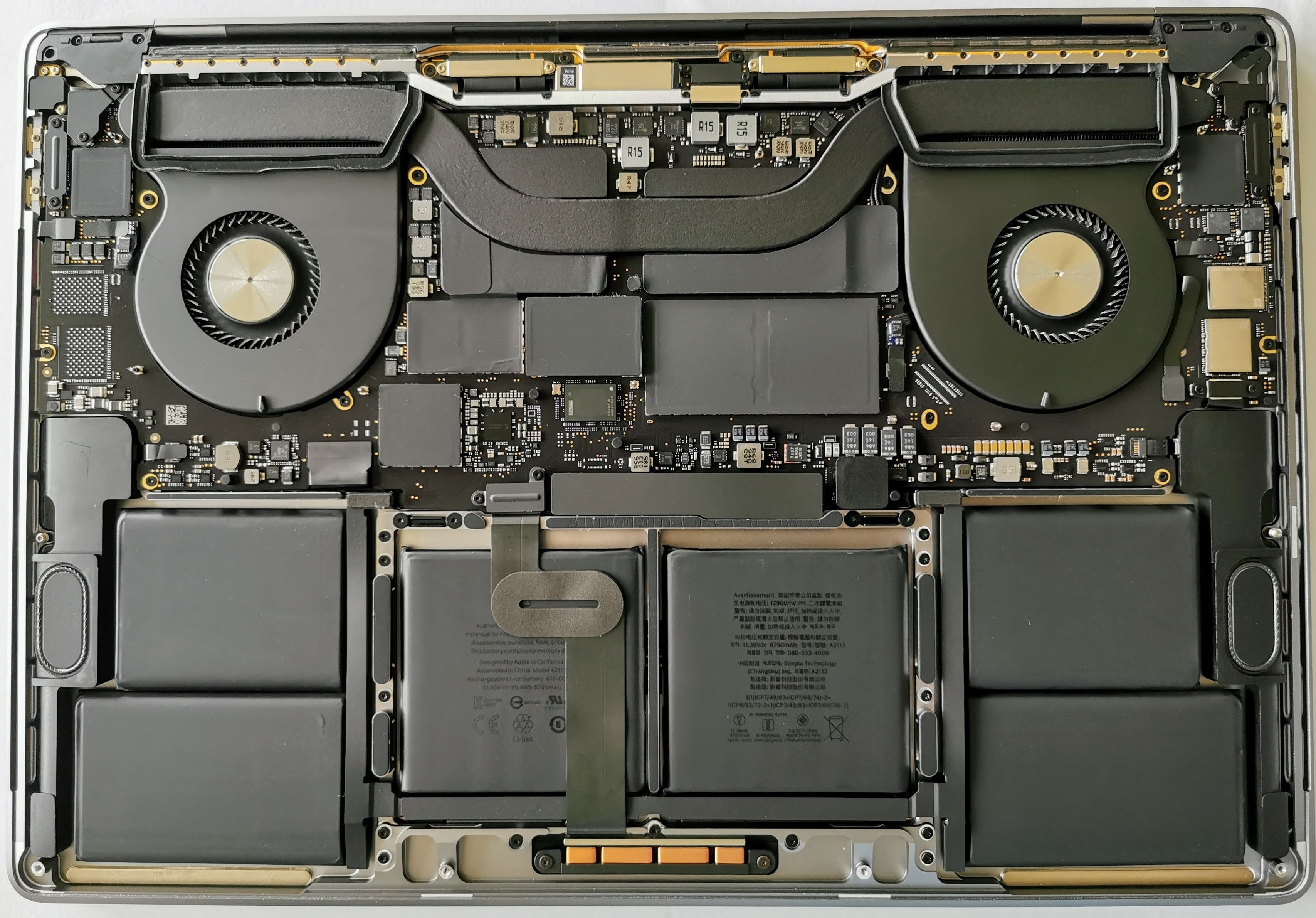
Розібраний MacBook Pro 2019 (16 дюймів) із внутрішніми деталями

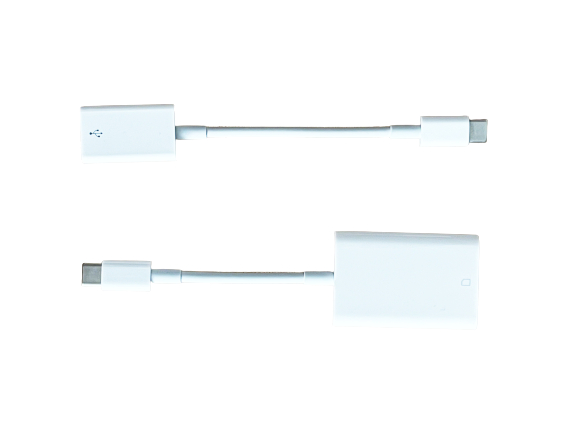
MacBook Pro 2016 року критикували за необхідність використання адаптерів для підключення USB або SD-карт.

Apple представила 13- та 15-дюймові моделі MacBook Pro четвертого покоління під час пресконференції у своїй штаб-квартирі 26 жовтня 2016 року. Усі моделі, за винятком базової 13-дюймової моделі, отримали Touch Bar, нову OLED-панель з підтримкою мультитач, вбудовану у верхній частині клавіатури замість функціональних клавіш. Праворуч до сенсорної панелі примикає кнопка з сапфірового скла, яка виконує функції сенсора Touch ID і кнопки живлення. Ці моделі також отримали клавіатуру «другого покоління» з механізмом «метелик», клавіші якої мають більший хід, ніж перша ітерація в Retina MacBook. 13-дюймова модель має трекпад, який на 46 % більший, ніж у попередника, тоді як 15-дюймова модель має трекпад, що вдвічі більший, ніж у попереднього покоління.
Усі роз'єми замінено двома або чотирма комбінованими роз'ємами Thunderbolt 3, які підтримують USB-C 3.1 Gen 2 і два сигнали DisplayPort 1.2, будь-який з яких можна використовувати для заряджання. MacBook Pro несумісний із деякими старішими сертифікованими периферійними пристроями Thunderbolt 3, включаючи власний еталонний дизайн Intel для пристроїв Thunderbolt 3. Крім того, macOS на MacBook Pro заносить у чорний список (заважає працювати) певні класи пристроїв, сумісних із Thunderbolt 3. У macOS High Sierra 10.13.4 додано підтримку зовнішніх графічних процесорів (eGPU) Thunderbolt 3. Пристроям, що використовують HDMI, Thunderbolt попереднього покоління та USB, потрібен адаптер для підключення до MacBook Pro. Моделі оснащені роз'ємом для навушників 3,5 мм; нові моделі втратили функціональність TOSLINK комп'ютерів MacBook Pro старого покоління.
Інші оновлення MacBook Pro стосуються дво- та чотириядерних процесорів Intel «Skylake» Core i5 та i7, покращеної графіки та дисплеїв, які отримали на 25 % ширшу колірну гаму, на 67 % більшу яскравість і на 67 % більшу контрастність. Усі версії можуть виводити зображення на дисплей 5K; 15-дюймові моделі можуть працювати з двома такими дисплеями. 15-дюймові моделі мають дискретну відеокарту Radeon Pro 450, 455 або 460 на додаток до вбудованої графіки Intel. Базова 13-дюймова модель має функціональні клавіші замість сенсорної панелі та лише два роз'єми USB-C. Флешнакопичувач у моделях із Touch Bar припаяний до логічної плати та не може бути замінений, тоді як у 13-дюймовій моделі без Touch Bar його можна знімати, але його важко замінити, оскільки це власний формат Apple накопичувача SSD.
5 червня 2017 року Apple оновила лінійку процесорами Intel Kaby Lake і новішими відеокартами. До базової 13-дюймової моделі було додано конфігурацію зі 128 ГБ пам'яті замість базової 256 ГБ. З'явилися нові символи для клавіш control та ⌥ Option. 12 липня 2018 року Apple оновила моделі із Touch Bar чотириядерними процесорами Intel Coffee Lake у 13-дюймових моделях і шестиядерними процесорами в 15-дюймових моделях, оновленими відеокартами, клавіатурами-метеликами третього покоління, які отримали нові символи для клавіші control та ⌥ Option, Bluetooth 5, чипом безпеки Apple T2, технологією дисплея True Tone та акумулятором більшої ємності. 15-дюймова модель також стала доступна у конфігурації із 4 ТБ накопичувача, 32 ГБ пам'яті DDR4 і процесором Core i9. Наприкінці листопада 15-дюймова модель вищого класу стала доступна у конфігурації з відеокартою Radeon Pro Vega. 21 травня 2019 року Apple анонсувала оновлені моделі із Touch Bar з новішими процесорами, восьмиядерним стандартом Core i9 у 15-дюймовій моделі вищого класу та оновленою клавіатурою, виготовленою з «нових матеріалів» у всій лінії. 9 липня 2019 року Apple оновила 13-дюймову модель із двома роз'ємами Thunderbolt новішими чотириядерними процесорами восьмого покоління та графікою Intel Iris Plus, технологією дисплея True Tone і замінила функціональні клавіші на Touch Bar. macOS Catalina отримала підтримку Dolby Atmos, Dolby Vision і HDR10 у 2018 році та новіших моделях. У macOS Catalina 10.15.2 додано підтримку виведення зображення 6016x3384 на 15-дюймових моделях 2018 року та новіших моделях для роботи Pro Display XDR із повною роздільною здатністю.
MacBook Pro 2019 був останньою моделлю, яка могла запускати macOS Mojave 10.14, останню версію MacOS, яка може запускати 32-бітні програми, такі як Adobe Creative Suite 6 або Microsoft Office для Mac 2011.

### Дизайн і зручність використання

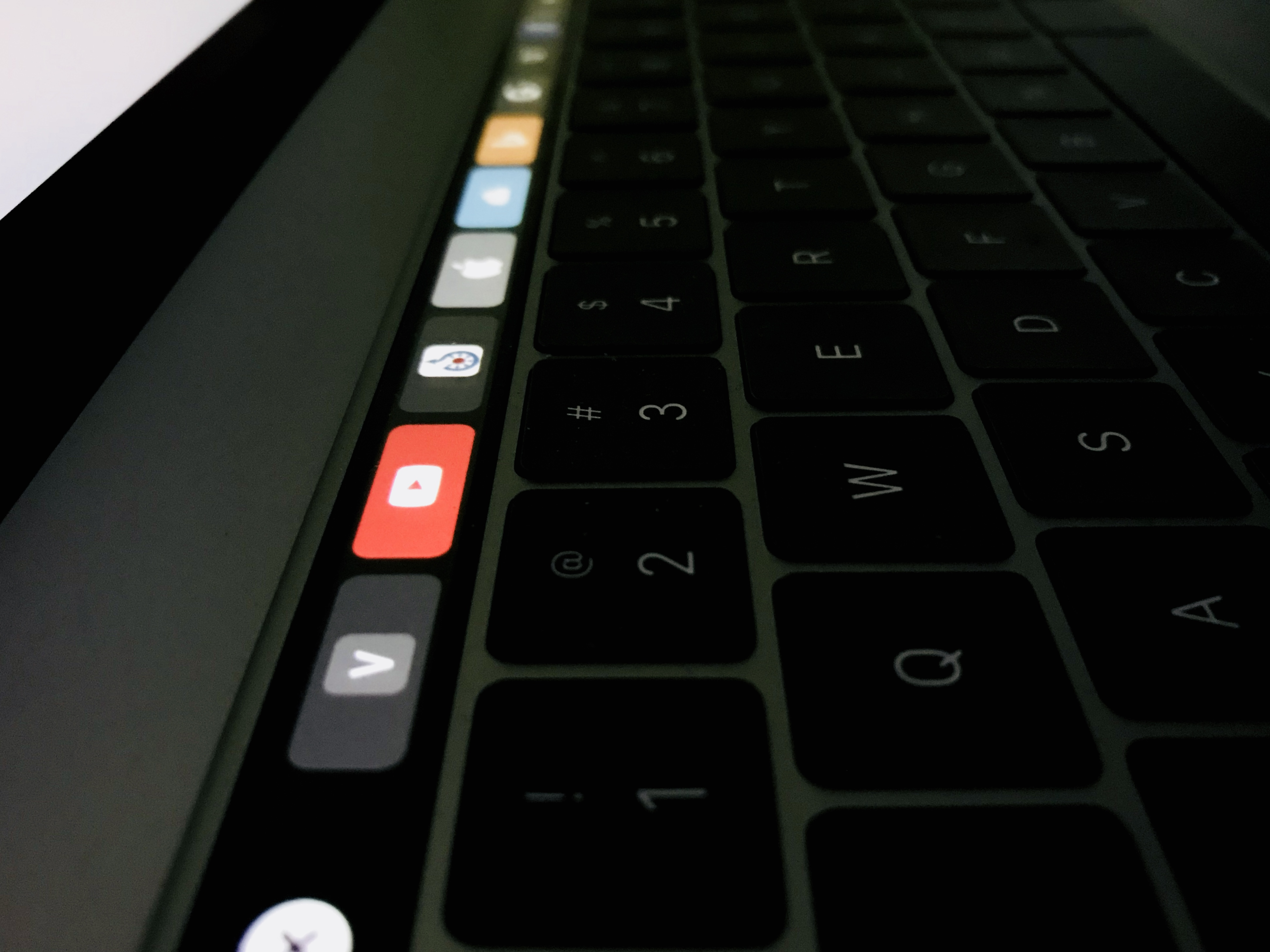
Touch Bar у MacBook Pro

MacBook Pro четвертого покоління наслідує дизайн двох попередніх поколінь із суцільнометалевим корпусом і окремими чорними клавішами. Деякі з очевидних змін дизайну включають тоншу раму та рамку дисплея, більший трекпад, OLED Touch Bar та меншу клавіатуру з механізмом «метелика» з меншим розділенням клавіш, ніж у попередніх моделях. У 13-дюймовій моделі решітки динаміків розміщено з боків клавіатури. Розбирання ноутбука демонструє, що решітки динаміків у 13-дюймовій моделі з панеллю Touch Bar є «значною мірою косметичними», а звук виводиться переважно через бічні вентиляційні отвори. Четверте покоління MacBook Pro доступне у двох варіантах: традиційному сріблястому кольорі та темнішому «космічному сірому». Назва моделі MacBook Pro знову нанесена внизу рамки дисплея шрифтом Apple San Francisco, хоча її не було у другому поколінні з дисплеєм Retina. Як і у випадку з Retina MacBook, у нових моделях замінили білий логотип Apple із підсвічуванням на задній частині екрана, що був незмінною особливістю ноутбуків Apple починаючи із PowerBook G3 1999 року, на глянсову металеву версію логотипа.
MagSafe, магнітний зарядний роз'єм, було замінено на USB-C. На відміну від MagSafe, який мав світловий індикатор у полі зору користувача, щоб вказувати стан заряджання пристрою, зарядний пристрій USB-C не має візуального індикатора. Натомість MacBook Pro видає звуковий сигнал під час підключення до джерела живлення. Звуковий сигнал запуску Macintosh, який використовувався з першого Macintosh у 1984 році, тепер вимкнено за замовчуванням. Ноутбук тепер завантажується автоматично, коли відкривається кришка.

### Час роботи від акумулятора
Час роботи від акумулятора нових моделей також отримав неоднозначну оцінку: торговельні мережі повідомляли про непостійний час роботи від акумулятора та неточні оцінки операційною системою часу роботи від акумулятора. Після подібних звітів Apple використала оновлення macOS, щоб приховати відображення очікуваного часу роботи від акумулятора. Consumer Reports спочатку не рекомендував моделі MacBook Pro 2016 року, посилаючись на непостійний і непередбачуваний час автономної роботи під час лабораторних тестів (що передбачає послідовне завантаження кількох вебсайтів). Однак Apple і Consumer Reports виявили, що на результати оцінювання вплинула помилка, спричинена відключенням кешування в інструментах розробників Safari. Consumer Reports знову провели тести з виправленнями помилок macOS і відкликали свою початкову негативну оцінку.

### Ремонтопридатність
iFixit оцінив моделі на 1 із 10 за критерієм ремонтопридатності, зазначивши, що пам'ять, процесор і флешнакопичувач припаяні до логічної плати, а акумулятор приклеєний до корпусу. У всій збірці використовуються запатентовані гвинти Pentalobe і ноутбук не може бути розібраний стандартними інструментами.

### Надійність клавіатури
У звіті AppleInsider стверджується, що оновлена клавіатура «Метелик» виходить з ладу вдвічі частіше, ніж попередні моделі, часто через частинки, що застрягають під клавішами. За оцінками, ремонт застряглих клавіш коштує понад 700 доларів США. У травні 2018 року проти Apple було подано два колективних позови щодо проблеми з клавіатурою; в одному позові стверджувалося про «постійну загрозу невідповідності клавіш і супутнього збою клавіатури» і звинувачувалася Apple у тому, що вона не попереджає споживачів про проблему. У червні 2018 року Apple оголосила про програму обслуговування для «безплатного обслуговування клавіатур MacBook і MacBook Pro». У моделях 2018 року під клавішами була додана мембрана для запобігання несправностям через пил. Станом на початок 2019 року надходили повідомлення про проблеми з тим самим типом клавіатур у MacBook Air 2018 року. У травні 2019 року Apple вчетверте модифікувала клавіатуру та пообіцяла, що будь-яка клавіатура MacBook із клавіатурою-метеликом буде безплатно відремонтована або замінена протягом чотирьох років після дати продажу.

### Проблеми терморегулювання
Журнал PC Magazine повідомив, що «процесор Core i9, який Apple обрала для використання в MacBook Pro (i9-8950K), має базову тактову частоту 2,9 ГГц, яка за необхідності може підвищуватися до 4,8 ГГц. Проте тестування, проведене ютубером Дейвом Лі, показало, що Core i9 не може підтримувати навіть 2,9 ГГц, не кажучи вже про 4,8 ГГц. І зрештою, він працює на частоті 2,2 ГГц через тепло, що виділяється всередині корпусу, і як наслідок, зменшує його швидкість». Лі виявив, що MacBook Pro i9 2018 року був повільнішим, ніж MacBook Pro 2017 року, і заявив: «Це не проблема з Core i9 від Intel, це теплова проблема від Apple». Коли Лі поставив MacBook Pro з i9 у морозильну камеру, час рендеру став на 30 % швидшим.
24 липня 2018 року Apple випустила виправлення програмного забезпечення для нових комп'ютерів MacBook Pro 2018 року, яке розв'язало проблему терморегулювання. Apple повідомила, що «в мікропрограмі відсутній цифровий ключ, який впливає на систему керування температурою та може знизити тактову частоту під високим тепловим навантаженням на новому MacBook Pro».

### Інші проблеми
У «обмеженої кількості» 13-дюймових MacBook Pro без Touch Bar, вироблених у період з жовтня 2016 по жовтень 2017 року, вбудований акумулятор розбухав. Apple розпочала безкоштовну програму заміни таких пристроїв.
«Обмежена кількість» твердотільних накопичувачів на 128 і 256 ГБ, які використовуються в 13-дюймових MacBook Pro (без Touch Bar), можуть втратити дані та вийти з ладу. 13-дюймові MacBook Pro з проблемними накопичувачами продавалися з червня 2017 року по червень 2018 року. Це призвело до того, що Apple розпочала програму ремонту для вразливих ноутбуків — ремонт передбачає оновлення мікропрограми.
Деякі користувачі повідомляють про kernel panic у моделей 2018 року через чип T2. Apple знала про цю проблему та проводила розслідування. Також були повідомлення користувачів про проблеми з тріском динаміків у моделей 2018 року.
Користувачі повідомляли про несправність кабелів дисплея, що спричиняло нерівномірне освітлення в нижній частині екрана та, зрештою, збій дисплея. Клієнти Apple назвали цю проблему «Flexgate». Проблема була виявлена в кабелі, що зазнавав напруження під час відкривання та закривання ноутбука. У проблемних ноутбуках необхідно було замінювати весь дисплей. У травні 2019 року Apple ініціювала програму безплатної заміни дисплея у 13-дюймових моделях, виготовлених у 2016 році; кабель у моделях 2018 року був на 2 мм довшим, ніж на попередніх моделях, що зменшило ймовірність виходу дисплея з ладу. Apple критикували за те, що вона не поширила програму заміни на 15-дюймові моделі, які також страждали від цієї проблеми.

### Оцінки
MacBook Pro четвертого покоління отримав неоднозначні відгуки. Дисплей, якість збірки та якість звуку були оцінені позитивно, але багато хто скаржився на клавіатуру-метелик, Touch Bar з малим функціоналом, а також відсутність роз'ємів USB-A, роз'єму HDMI та слота для SD-карти.
У Ars Technica зазначили, що клавіатура другого покоління з твердими клавішами є «різким відходом» від попередніх клавіатур Retina MacBook. Крім того, було зазначено, що долоні можуть час від часу торкатися трекпада, спричиняючи ненавмисні стрибки курсора на екрані, оскільки ноутбук інтерпретує це як введення, а руки або зап'ястя фактично не спираються на нього. Було відзначено збільшену пропускну здатність — флешнакопичувач став приблизно на 40 відсотків швидшим. Блог Engadget похвалив тонший і легший дизайн, покращений дисплей і звук, а також збільшену швидкість графіки та флешпам'яті, але розкритикував відсутність роз'ємів і ціну. Оглядач журналу Wired високо оцінив дисплей, назвавши його «найкращим дисплеєм для ноутбука, який я коли-небудь бачив», а також похвалив Touch Bar, хоча він критикував необхідність адаптерів для використання багатьох звичайних роз'ємів. Подібним чином The Verge дійшов висновку, що «використання [нового MacBook] відчужує будь-кого, хто живе в сьогоденні. Я поділяю бачення Apple майбутнього. Я просто не купую його сьогодні».
Engadget висловив занепокоєння тим, що «зробивши такі дії, як усунення повнорозмірних USB-роз'ємів, пристрою для зчитування карт пам'яті та навіть рядка функціональних клавіш, Apple, схоже, забула, скільки з нас насправді працює». Завзяті користувачі клавіатури критикували Touch Bar, відзначаючи, що такі інструменти командного рядка, як Vim, покладаються на використання клавіатури, а Touch Bar не забезпечує тактильного зворотного зв'язку, необхідного для «сліпого» використання функціональних клавіш. Міріам Нільсен з The Verge сказала: «Коли я навмисно спробувала скористатися Touch Bar, я відчула себе дитиною, яка знову вчиться друкувати. Мені доводилося дивитися вниз на панель замість того, щоб дивитися на зображення, які я насправді намагалася редагувати». Вона також сказала, що після вивчення Touch Bar неможливо працювати так ефективно на жодному іншому комп'ютері. Розробники мають труднощі, тому що вони не можуть розраховувати на наявність Touch Bar на кожному комп'ютері, на якому працює їхнє програмне забезпечення. Навіть якщо Apple зробить Touch Bar невіддільною частиною macOS, знадобиться «багато років», щоб вона стала повсюдною, тим часом усе на панелі має частиною macOS, знадобиться «багато років», щоб вона стала повсюдною, тим часом усе на панелі має бути доступним через іншу частину інтерфейсу.
Також критикували несумісність між пристроями Thunderbolt 2 і Thunderbolt 3. Дехто критикував шум вентилятора у 15-дюймовій моделі, де два вбудовані вентилятори працюють весь час за замовчуванням завдяки співпроцесору, що живить сенсорну панель, і вищому TDP потужніших моделей центральних процесорів.
У 2016 і 2017 роках Touch Bar викликала занепокоєння Державної колегії адвокатів США, що предиктивне введення тексту може бути використаним для обману на адвокатських іспитах. Реакції відрізнялися від штату до штату: Асоціація адвокатів штату Нью-Йорк заборонила використання MacBook Pro під час іспитів на адвокатуру; тоді як Асоціація адвокатів Північної Кароліни дозволила студентам складати державний адвокатський іспит за допомогою комп'ютера, за умови, що проктор переконається, що функцію предиктивного введення тексту вимкнено.

### Технічні характеристики
|  | Старий |  | Припинено випуск |

| Модель                                                                   | Кінець 2016 р. | Кінець 2016 р. | Кінець 2016 р. | Середина 2017 р. | Середина 2017 р. | Середина 2017 р. | Середина 2018 р. | Середина 2018 р. | Середина 2019 р. | Середина 2019 р. | Середина 2019 р. |
| ------------------------------------------------------------------------ | --- | --- | --- | --- | --- | --- | --- | --- | --- | --- | --- |
| Назва моделі                                                             | 13 дюймів, два порти Thunderbolt 3 | 13 дюймів, чотири порти Thunderbolt 3 | 15 дюймів | 13 дюймів, два порти Thunderbolt 3 | 13 дюймів, чотири порти Thunderbolt 3 | 15 дюймів | 13 дюймів, чотири порти Thunderbolt 3 | 15 дюймів | 13 дюймів, два порти Thunderbolt 3 | 13 дюймів, чотири порти Thunderbolt 3 | 15 дюймів |
| Дата випуску                                                             | 27 жовтня 2016 | 12 листопада 2016 | 12 листопада 2016 | 5 червня 2017 | 5 червня 2017 | 5 червня 2017 | 12 липня 2018 | 12 липня 2018 | 9 липня 2019 | 21 травня 2019 | 21 травня 2019 |
| Припинено випуск                                                         | 5 червня 2017 | 5 червня 2017 | 5 червня 2017 | 9 липня 2019 | 12 липня 2018 | 12 липня 2018 | 21 травня 2019 | 21 травня 2019 | 4 травня 2020 | 4 травня 2020 | 13 листопада 2019 |
| Номер моделі                                                             | MLL42, MLUQ2 | MLH12, MLVP2, MNQF2, MNQG2 | MLH32, MLH42, MLW72, MLW82 | MPXQ2, MPXR2, MPXT2, MPXU2 | MPXV2, MPXW2, MPXX2, MPXY2 | MPTR2, MPTT2, MPTU2, MPTV2 | MR9Q2, MR9R2, MR9T2, MR9U2, MR9V2 | MR932, MR942, MR952, MR962, MR972 | MUHN2, MUHP2, MUHQ2, MUHR2, MUHR2 | MV962, MV972, MV982, MV992, MV9A2 | MV902, MV912, MV922, MV932, MV942, MV952 |
| Ідентифікатор моделі                                                     | MacBookPro13,1 (A1708) | MacBookPro13,2 (A1706) | MacBookPro13,3 (A1707) | MacBookPro14,1 (A1708) | MacBookPro14,2 (A1706) | MacBookPro14,3 (A1707) | MacBookPro15,2 (A1989) | MacBookPro15,1 MacBookPro15,3 (A1990) | MacBookPro15,4 (A2159) | MacBookPro15,2 (A1989) | MacBookPro15,1 MacBookPro15,3 (A1990) |
| Глянцевий широкоформатний дисплей Retina зі світлодіодним підсвічуванням | 13,3 дюйма, 2560 × 1600 (16∶10), 227 пікселі на дюйм із розширеною колірною гамою, 500 кд/м2                                                                           | 13,3 дюйма, 2560 × 1600 (16∶10), 227 пікселі на дюйм із розширеною колірною гамою, 500 кд/м2 | 13,3 дюйма, 2560 × 1600 (16∶10), 227 пікселі на дюйм із розширеною колірною гамою, 500 кд/м2 | 13,3 дюйма, 2560 × 1600 (16∶10), 227 пікселі на дюйм із розширеною колірною гамою, 500 кд/м2                                                                           | 13,3 дюйма, 2560 × 1600 (16∶10), 227 пікселі на дюйм із розширеною колірною гамою, 500 кд/м2 | 13,3 дюйма, 2560 × 1600 (16∶10), 227 пікселі на дюйм із розширеною колірною гамою, 500 кд/м2                                                                            | 13,3 дюйма, 2560 × 1600 (16∶10), 227 пікселі на дюйм із розширеною колірною гамою (P3), 500 кд/м2, технологія True Tone                                                                     | 13,3 дюйма, 2560 × 1600 (16∶10), 227 пікселі на дюйм із розширеною колірною гамою (P3), 500 кд/м2, технологія True Tone | 13,3 дюйма, 2560 × 1600 (16∶10), 227 пікселі на дюйм із розширеною колірною гамою (P3), 500 кд/м2, технологія True Tone                                                                                          | 13,3 дюйма, 2560 × 1600 (16∶10), 227 пікселі на дюйм із розширеною колірною гамою (P3), 500 кд/м2, технологія True Tone                                                                                       | 13,3 дюйма, 2560 × 1600 (16∶10), 227 пікселі на дюйм із розширеною колірною гамою (P3), 500 кд/м2, технологія True Tone                                                                                                  |
| Глянцевий широкоформатний дисплей Retina зі світлодіодним підсвічуванням | 15,4 дюйма, 2880 × 1800 (16∶10), 220 пікселі на дюйм із розширеною колірною гамою (P3), 500 кд/м2                                                                      | 15,4 дюйма, 2880 × 1800 (16∶10), 220 пікселі на дюйм із розширеною колірною гамою (P3), 500 кд/м2 | 15,4 дюйма, 2880 × 1800 (16∶10), 220 пікселі на дюйм із розширеною колірною гамою (P3), 500 кд/м2 | 15,4 дюйма, 2880 × 1800 (16∶10), 220 пікселі на дюйм із розширеною колірною гамою (P3), 500 кд/м2                                                                      | 15,4 дюйма, 2880 × 1800 (16∶10), 220 пікселі на дюйм із розширеною колірною гамою (P3), 500 кд/м2 | 15,4 дюйма, 2880 × 1800 (16∶10), 220 пікселі на дюйм із розширеною колірною гамою (P3), 500 кд/м2                                                                       | 15,4 дюйма, 2880 × 1800 (16∶10), 220 пікселі на дюйм із розширеною колірною гамою (P3), 500 кд/м2, технологія True Tone                                                                     | 15,4 дюйма, 2880 × 1800 (16∶10), 220 пікселі на дюйм із розширеною колірною гамою (P3), 500 кд/м2, технологія True Tone | 15,4 дюйма, 2880 × 1800 (16∶10), 220 пікселі на дюйм із розширеною колірною гамою (P3), 500 кд/м2, технологія True Tone                                                                                          | 15,4 дюйма, 2880 × 1800 (16∶10), 220 пікселі на дюйм із розширеною колірною гамою (P3), 500 кд/м2, технологія True Tone                                                                                       | 15,4 дюйма, 2880 × 1800 (16∶10), 220 пікселі на дюйм із розширеною колірною гамою (P3), 500 кд/м2, технологія True Tone                                                                                                  |
| Відеокамера                                                              | 720p FaceTime HD | 720p FaceTime HD | 720p FaceTime HD | 720p FaceTime HD | 720p FaceTime HD | 720p FaceTime HD | 720p FaceTime HD | 720p FaceTime HD | 720p FaceTime HD | 720p FaceTime HD | 720p FaceTime HD |
| Процесор                                                                 | 2 ГГц 2-ядерний Intel Core i5 Skylake (6360U), до 3,1 ГГц, 4 МБ кеша L3 Доступна конфігурація 2,4 ГГц i7-6660U, до 3,4 ГГц, 4 МБ кеша L3                               | 2,9 ГГц 2-ядерний Intel Core i5 Skylake (6267U), до 3,3 ГГц, 4 МБ кеша L3 Доступна конфігурація 3,1 ГГц i5-6287U, до 3,5 ГГц, 4 МБ кеша L3 Доступна конфігурація 3,3 ГГц i7-6567U, до 3,6 ГГц, 4 МБ кеша L3 | 2,6 ГГц 4-ядерний Intel Core i7 Skylake (6700HQ), до 3,5 ГГц, 6 МБ кеша L3 Доступна конфігурація 2,9 ГГц i7-6920HQ, до 3,8 ГГц, 8 МБ кеша L3                                                           | 2,3 ГГц 2-ядерний Intel Core i5 Kaby Lake (7360U), до 3,6 ГГц, 4 МБ кеша L3 Доступна конфігурація 2,5 ГГц i7-7660U, до 4,0 ГГц, 4 МБ кеша L3                           | 3,1 ГГц 2-ядерний Intel Core i5 Kaby Lake (7267U), до 3,5 ГГц, 4 МБ кеша L3 Доступна конфігурація 3,3 ГГц i5-7287U, до 3,7 ГГц, 4 МБ кеша L3 Доступна конфігурація 3,5 ГГц (i7-7567U), до 4,0 ГГц, 4 МБ кеша L3 | 2,8 ГГц 4-ядерний Intel Core i7 Kaby Lake (7700HQ), до 3,8 ГГц, 6 МБ кеша L3 Доступна конфігурація 3,1 ГГц i7-7920HQ, до 4,1 ГГц, 8 МБ кеша L3                          | 2,3 ГГц 4-ядерний Intel Core i5 Coffee Lake (8259U), до 3,8 ГГц, 6 МБ кеша L3 Доступна конфігурація 2,7 ГГц i7-8559U, до 4,5 ГГц, 8 МБ кеша L3                                              | 2,2 ГГц 6-ядерний Intel Core i7 Coffee Lake (8750H), до 4,1 ГГц, 9 МБ кеша L3 Доступна конфігурація 2,9 ГГц 6-ядерний Intel Core i9 Coffee Lake (8950HK), до 4,8 ГГц, 12 МБ кеша L3                                                            | 1,4 ГГц 4-ядерний Intel Core i5 Coffee Lake (8257U), до 3,9 ГГц, 6 МБ кеша L3, 128 МБ eDRAM Доступна конфігурація 1,7 ГГц 4-ядерний Intel Core i7 Coffee Lake (i7-8557U), до 4,5 ГГц, 8 МБ кеша L3, 128 МБ eDRAM | 2,4 ГГц 4-ядерний Intel Core i5 Coffee Lake (8279U), до 4,1 ГГц, 6 МБ кеша L3, 128 МБ eDRAM Доступна конфігурація 2,8 ГГц 4-ядерний Intel Core i7 Coffee Lake (8569U), до 4,7 ГГц, 8 МБ кеша L3, 128 МБ eDRAM | 2,6 ГГц 6-ядерний Intel Core i7 (9750H) Coffee Lake (9-го покоління), до 4,5 ГГц, 12 МБ кеша L3 Доступна конфігурація 2,4 ГГц 8-ядерний Intel Core i9 (9980HK) Coffee Lake (9-го покоління), до 5 ГГц, 16 МБ кеша L3     |
| Процесор                                                                 | 2 ГГц 2-ядерний Intel Core i5 Skylake (6360U), до 3,1 ГГц, 4 МБ кеша L3 Доступна конфігурація 2,4 ГГц i7-6660U, до 3,4 ГГц, 4 МБ кеша L3                               | 2,9 ГГц 2-ядерний Intel Core i5 Skylake (6267U), до 3,3 ГГц, 4 МБ кеша L3 Доступна конфігурація 3,1 ГГц i5-6287U, до 3,5 ГГц, 4 МБ кеша L3 Доступна конфігурація 3,3 ГГц i7-6567U, до 3,6 ГГц, 4 МБ кеша L3 | 2,7 ГГц 4-ядерний Intel Core i7 Skylake (6820HQ), до 3,6 ГГц, 8 МБ кеша L3 Доступна конфігурація 2,9 ГГц i7-6920HQ, до 3,8 ГГц, 8 МБ кеша L3                                                           | 2,3 ГГц 2-ядерний Intel Core i5 Kaby Lake (7360U), до 3,6 ГГц, 4 МБ кеша L3 Доступна конфігурація 2,5 ГГц i7-7660U, до 4,0 ГГц, 4 МБ кеша L3                           | 3,1 ГГц 2-ядерний Intel Core i5 Kaby Lake (7267U), до 3,5 ГГц, 4 МБ кеша L3 Доступна конфігурація 3,3 ГГц i5-7287U, до 3,7 ГГц, 4 МБ кеша L3 Доступна конфігурація 3,5 ГГц (i7-7567U), до 4,0 ГГц, 4 МБ кеша L3 | 2,9 ГГц 4-ядерний Intel Core i7 Kaby Lake (7820HQ), до 3,9 ГГц, 8 МБ кеша L3 Доступна конфігурація 3,1 ГГц i7-7920HQ, до 4,1 ГГц, 8 МБ кеша L3                          | 2,3 ГГц 4-ядерний Intel Core i5 Coffee Lake (8259U), до 3,8 ГГц, 6 МБ кеша L3 Доступна конфігурація 2,7 ГГц i7-8559U, до 4,5 ГГц, 8 МБ кеша L3                                              | 2,6 ГГц 6-ядерний Intel Core i7 Coffee Lake (8850H), до 4,3 ГГц, 9 МБ кеша L3 Доступна конфігурація 2,9 ГГц 6-ядерний Intel Core i9 Coffee Lake (8950HK), до 4,8 ГГц, 12 МБ кеша L3                                                            | 1,4 ГГц 4-ядерний Intel Core i5 Coffee Lake (8257U), до 3,9 ГГц, 6 МБ кеша L3, 128 МБ eDRAM Доступна конфігурація 1,7 ГГц 4-ядерний Intel Core i7 Coffee Lake (i7-8557U), до 4,5 ГГц, 8 МБ кеша L3, 128 МБ eDRAM | 2,4 ГГц 4-ядерний Intel Core i5 Coffee Lake (8279U), до 4,1 ГГц, 6 МБ кеша L3, 128 МБ eDRAM Доступна конфігурація 2,8 ГГц 4-ядерний Intel Core i7 Coffee Lake (8569U), до 4,7 ГГц, 8 МБ кеша L3, 128 МБ eDRAM | 2,3 ГГц 8-ядерний Intel Core i9 (9880H) Coffee Lake (9-го покоління), до 4,8 ГГц, 16 МБ кеша L3 Доступна конфігурація 2,4 ГГц 8-ядерний Intel Core i9 (9980HK) Coffee Lake (9-го покоління), до 5 ГГц, 16 МБ кеша L3     |
| Системна шина                                                            | 4 ГТ/с OPI (Вбудований інтерфейс з'єднання DMI 3.0) (макс. теоретична пропускна здатність: 4 ГБ/с)                                                                     | 4 ГТ/с OPI (Вбудований інтерфейс з'єднання DMI 3.0) (макс. теоретична пропускна здатність: 4 ГБ/с) | 4 ГТ/с OPI (Вбудований інтерфейс з'єднання DMI 3.0) (макс. теоретична пропускна здатність: 4 ГБ/с) | 8 ГТ/с DMI 3.0 (3,94 ГБ/с) | 4 ГТ/с OPI (4 ГБ/с) | 8 ГТ/с DMI 3.0 (3,94 ГБ/с) | 4 ГТ/с OPI (4 ГБ/с) | 8 ГТ/с DMI 3.0 (3,94 ГБ/с) | 4 ГТ/с OPI (4 ГБ/с) | 4 ГТ/с OPI (4 ГБ/с) | 8 ГТ/с DMI 3.0 (3,94 ГБ/с) |
| Пам'ять                                                                  | 8 ГБ вбудованої оперативної пам'яті (не можна замінити) Доступна конфігурація 16 ГБ оперативної пам’яті лише на момент придбання                                       | 8 ГБ вбудованої оперативної пам'яті (не можна замінити) Доступна конфігурація 16 ГБ оперативної пам’яті лише на момент придбання                                                                            | 16 ГБ вбудованої оперативної пам'яті (не можна замінити) | 8 ГБ вбудованої оперативної пам'яті (не можна замінити) Доступна конфігурація 16 ГБ оперативної пам’яті лише на момент придбання                                       | 8 ГБ вбудованої оперативної пам'яті (не можна замінити) Доступна конфігурація 16 ГБ оперативної пам’яті лише на момент придбання                                                                                | 16 ГБ вбудованої оперативної пам'яті (не можна замінити) | 8 ГБ вбудованої оперативної пам'яті (не можна замінити) Доступна конфігурація 16 ГБ оперативної пам’яті лише на момент придбання                                                            | 16 ГБ вбудованої оперативної пам'яті (не можна замінити) Доступна конфігурація 32 ГБ оперативної пам’яті лише на момент придбання | 8 ГБ вбудованої оперативної пам'яті (не можна замінити) Доступна конфігурація 16 ГБ оперативної пам’яті лише на момент придбання                                                                                 | 8 ГБ вбудованої оперативної пам'яті (не можна замінити) Доступна конфігурація 16 ГБ оперативної пам’яті лише на момент придбання                                                                              | 16 ГБ вбудованої оперативної пам'яті (не можна замінити) Доступна конфігурація 32 ГБ оперативної пам’яті лише на момент придбання                                                                                        |
| Пам'ять                                                                  | 1866 МГц PC3-14900 LPDDR3 SDRAM | 2133 МГц PC3-17000 LPDDR3 SDRAM | 2133 МГц PC3-17000 LPDDR3 SDRAM | 2133 МГц PC3-17000 LPDDR3 SDRAM | 2133 МГц PC3-17000 LPDDR3 SDRAM | 2133 МГц PC3-17000 LPDDR3 SDRAM | 2133 МГц PC3-17000 LPDDR3 SDRAM | 2400 МГц PC4-19200 DDR4 SDRAM | 2133 МГц PC3-17000 LPDDR3 SDRAM | 2133 МГц PC3-17000 LPDDR3 SDRAM | 2400 МГц PC4-19200 DDR4 SDRAM |
| Графіка                                                                  | Intel Iris Graphics 540 із 64 МБ eDRAM | Intel Iris Graphics 550 із 64 МБ eDRAM | Intel HD Graphics 530 AMD Radeon Pro 450 із 2 ГБ пам'яті GDDR5 і автоматичним перемиканням графіки (2,6 ГГц) Доступна конфігурація Radeon Pro 455 із 2 ГБ пам'яті GDDR5, Pro 460 із 4 ГБ пам'яті GDDR5 | Intel Iris Plus Graphics 640 із 64 МБ eDRAM | Intel Iris Plus Graphics 650 із 64 МБ eDRAM | Intel HD Graphics 630 AMD Radeon Pro 555 із 2 ГБ пам'яті GDDR5 і автоматичним перемиканням графіки (2,8 ГГц) Доступна конфігурація Radeon Pro 560 із 4 ГБ пам'яті GDDR5 | Intel Iris Plus Graphics 655 зі 128 МБ eDRAM | Intel UHD Graphics 630 AMD Radeon Pro 555X із 4 ГБ пам'яті GDDR5 і автоматичним перемиканням графіки (2,2 ГГц) Доступна конфігурація Radeon Pro 560X із 4 ГБ пам'яті GDDR5                                                                     | Intel Iris Plus Graphics 645 зі 128 МБ eDRAM | Intel Iris Plus Graphics 655 зі 128 МБ eDRAM | Intel UHD Graphics 630 AMD Radeon Pro 555X із 4 ГБ пам'яті GDDR5 і автоматичним перемиканням графіки (2,6 ГГц) Доступна конфігурація Radeon Pro 560X із 4 ГБ пам'яті GDDR5                                               |
| Графіка                                                                  | Intel Iris Graphics 540 із 64 МБ eDRAM | Intel Iris Graphics 550 із 64 МБ eDRAM | Intel HD Graphics 530 AMD Radeon Pro 455 із 2 ГБ пам'яті GDDR5 і автоматичним перемиканням графіки (2,7 ГГц) Доступна конфігурація Radeon Pro 460 із 4 ГБ пам'яті GDDR5                                | Intel Iris Plus Graphics 640 із 64 МБ eDRAM | Intel Iris Plus Graphics 650 із 64 МБ eDRAM | Intel HD Graphics 630 AMD Radeon Pro 560 із 4 ГБ пам'яті GDDR5 і автоматичним перемиканням графіки (2,9 ГГц)                                                            | Intel Iris Plus Graphics 655 зі 128 МБ eDRAM | Intel UHD Graphics 630 AMD Radeon Pro 560X із 4 ГБ пам'яті GDDR5 і автоматичним перемиканням графіки (2,6 ГГц) З листопада 2018 року доступна конфігурація Radeon Pro Vega 16 із 4 ГБ пам'яті HBM2 або Radeon Pro Vega 20 із 4 ГБ пам'яті HBM2 | Intel Iris Plus Graphics 645 зі 128 МБ eDRAM | Intel Iris Plus Graphics 655 зі 128 МБ eDRAM | Intel UHD Graphics 630 AMD Radeon Pro 560X із 4 ГБ пам'яті GDDR5 і автоматичним перемиканням графіки (2,3 ГГц) Доступна конфігурація Radeon Pro Vega 16 із 4 ГБ пам'яті HBM2 або Radeon Pro Vega 20 із 4 ГБ пам'яті HBM2 |
| Накопичувач                                                              | 256 або 512 ГБ або 1 ТБ знімний SSD | 256 ГБ інтегрованого SSD (не можна замінити) | 256 ГБ SSD (не можна замінити) (2,6 ГГц) Доступна конфігурація 512 ГБ, 1 або 2 ТБ SSD | 128, 256, 512 ГБ, 1 ТБ знімний SSD | 256, 512 ГБ, 1 ТБ SSD (не можна замінити) | 256, 512 ГБ, 1, 2 ТБ інтегрованого SSD (не можна замінити) (2,8 ГГц) | 256, 512 ГБ, 1 або 2 ТБ (не можна замінити) | 256, 512 ГБ, 1, 2, 4 ТБ інтегрованого SSD (не можна замінити) (2,2 ГГц) | 128, 256, 512 ГБ, 1 або 2 ТБ (не можна замінити) | 256, 512 ГБ, 1 або 2 ТБ (не можна замінити) | 256, 512 ГБ, 1, 2, 4 ТБ інтегрованого SSD (не можна замінити) (2,6 ГГц) |
| Накопичувач                                                              | 256 або 512 ГБ або 1 ТБ знімний SSD | 512 ГБ або 1 ТБ інтегрованого SSD (не можна замінити) | 512 ГБ SSD (не можна замінити) (2,7 ГГц) Доступна конфігурація 1 або 2 ТБ SSD | 128, 256, 512 ГБ, 1 ТБ знімний SSD | 256, 512 ГБ, 1 ТБ SSD (не можна замінити) | 512 ГБ, 1, 2 ТБ інтегрованого SSD (не можна замінити) (2,9 ГГц) | 256, 512 ГБ, 1 або 2 ТБ (не можна замінити) | 512 ГБ або 1, 2, 4 ТБ інтегрованого SSD (не можна замінити) (2,6 ГГц) | 128, 256, 512 ГБ, 1 або 2 ТБ (не можна замінити) | 256, 512 ГБ, 1 або 2 ТБ (не можна замінити) | 512 ГБ, 1, 2 або 4 ТБ інтегрованого SSD (не можна замінити) (2,3 ГГц) |
| Накопичувач                                                              | NVMe/PCIe 3,0 ×4 8.0 ГТ/с (32 Гбіт/с) | | | | | | | | | | |
| Мікросхема захисту                                                       | Н/Д | Apple T1 | Apple T1 | Н/Д | Apple T1 | Apple T1 | Apple T2 | Apple T2 | Apple T2 | Apple T2 | Apple T2 |
| Wi-Fi                                                                    | Вбудований Wi-Fi 5 (802.11a/b/g/n/ac), до 867 Мбіт/с (13 дюймів, два порти Thunderbolt 3) або 1,3 Гбіт/с (13 дюймів, чотири порти Thunderbolt 3 або 15 дюймів)         | Вбудований Wi-Fi 5 (802.11a/b/g/n/ac), до 867 Мбіт/с (13 дюймів, два порти Thunderbolt 3) або 1,3 Гбіт/с (13 дюймів, чотири порти Thunderbolt 3 або 15 дюймів)                                              | Вбудований Wi-Fi 5 (802.11a/b/g/n/ac), до 867 Мбіт/с (13 дюймів, два порти Thunderbolt 3) або 1,3 Гбіт/с (13 дюймів, чотири порти Thunderbolt 3 або 15 дюймів)                                         | Вбудований Wi-Fi 5 (802.11a/b/g/n/ac), до 867 Мбіт/с (13 дюймів, два порти Thunderbolt 3) або 1,3 Гбіт/с (13 дюймів, чотири порти Thunderbolt 3 або 15 дюймів)         | Вбудований Wi-Fi 5 (802.11a/b/g/n/ac), до 867 Мбіт/с (13 дюймів, два порти Thunderbolt 3) або 1,3 Гбіт/с (13 дюймів, чотири порти Thunderbolt 3 або 15 дюймів)                                                  | Вбудований Wi-Fi 5 (802.11a/b/g/n/ac), до 867 Мбіт/с (13 дюймів, два порти Thunderbolt 3) або 1,3 Гбіт/с (13 дюймів, чотири порти Thunderbolt 3 або 15 дюймів)          | Вбудований Wi-Fi 5 (802.11a/b/g/n/ac), до 867 Мбіт/с (13 дюймів, два порти Thunderbolt 3) або 1,3 Гбіт/с (13 дюймів, чотири порти Thunderbolt 3 або 15 дюймів)                              | Вбудований Wi-Fi 5 (802.11a/b/g/n/ac), до 867 Мбіт/с (13 дюймів, два порти Thunderbolt 3) або 1,3 Гбіт/с (13 дюймів, чотири порти Thunderbolt 3 або 15 дюймів)                                                                                 | Вбудований Wi-Fi 5 (802.11a/b/g/n/ac), до 867 Мбіт/с (13 дюймів, два порти Thunderbolt 3) або 1,3 Гбіт/с (13 дюймів, чотири порти Thunderbolt 3 або 15 дюймів)                                                   | Вбудований Wi-Fi 5 (802.11a/b/g/n/ac), до 867 Мбіт/с (13 дюймів, два порти Thunderbolt 3) або 1,3 Гбіт/с (13 дюймів, чотири порти Thunderbolt 3 або 15 дюймів)                                                | Вбудований Wi-Fi 5 (802.11a/b/g/n/ac), до 867 Мбіт/с (13 дюймів, два порти Thunderbolt 3) або 1,3 Гбіт/с (13 дюймів, чотири порти Thunderbolt 3 або 15 дюймів)                                                           |
| Bluetooth                                                                | Бездротова технологія Bluetooth 4.2 | Бездротова технологія Bluetooth 4.2 | Бездротова технологія Bluetooth 4.2 | Бездротова технологія Bluetooth 4.2 | Бездротова технологія Bluetooth 4.2 | Бездротова технологія Bluetooth 4.2 | Бездротова технологія Bluetooth 5.0 | Бездротова технологія Bluetooth 5.0 | Бездротова технологія Bluetooth 5.0 | Бездротова технологія Bluetooth 5.0 | Бездротова технологія Bluetooth 5.0 |
| Периферійні підключення                                                  | Thunderbolt 3 (USB-C 3.1 Gen 2) із підтримкою зарядки та DisplayPort                                                                                                   | Thunderbolt 3 (USB-C 3.1 Gen 2) із підтримкою зарядки та DisplayPort | Thunderbolt 3 (USB-C 3.1 Gen 2) із підтримкою зарядки та DisplayPort | Thunderbolt 3 (USB-C 3.1 Gen 2) із підтримкою зарядки та DisplayPort                                                                                                   | Thunderbolt 3 (USB-C 3.1 Gen 2) із підтримкою зарядки та DisplayPort | Thunderbolt 3 (USB-C 3.1 Gen 2) із підтримкою зарядки та DisplayPort | Thunderbolt 3 (USB-C 3.1 Gen 2) із підтримкою зарядки та DisplayPort | Thunderbolt 3 (USB-C 3.1 Gen 2) із підтримкою зарядки та DisplayPort | Thunderbolt 3 (USB-C 3.1 Gen 2) із підтримкою зарядки та DisplayPort | Thunderbolt 3 (USB-C 3.1 Gen 2) із підтримкою зарядки та DisplayPort | Thunderbolt 3 (USB-C 3.1 Gen 2) із підтримкою зарядки та DisplayPort |
| Периферійні підключення                                                  | Два порти, що підтримують два дисплеї 4096 × 2304 або один дисплей 5120 × 2880 (MST) (13 дюймів, два порти Thunderbolt)                                                | | | | | | | | | | |
| Периферійні підключення                                                  | Чотири порти, два ліві порти для повної продуктивності, підтримка двох дисплеїв 4096 × 2304 або одного дисплея 5120 × 2880 (MST) (13 дюймів, чотири порти Thunderbolt) | Чотири порти, два ліві порти для повної продуктивності, підтримка двох дисплеїв 4096 × 2304 або одного дисплея 5120 × 2880 (MST) (13 дюймів, чотири порти Thunderbolt)                                      | Чотири порти, два ліві порти для повної продуктивності, підтримка двох дисплеїв 4096 × 2304 або одного дисплея 5120 × 2880 (MST) (13 дюймів, чотири порти Thunderbolt)                                 | Чотири порти, два ліві порти для повної продуктивності, підтримка двох дисплеїв 4096 × 2304 або одного дисплея 5120 × 2880 (MST) (13 дюймів, чотири порти Thunderbolt) | Чотири порти, два ліві порти для повної продуктивності, підтримка двох дисплеїв 4096 × 2304 або одного дисплея 5120 × 2880 (MST) (13 дюймів, чотири порти Thunderbolt)                                          | Чотири порти, два ліві порти для повної продуктивності, підтримка двох дисплеїв 4096 × 2304 або одного дисплея 5120 × 2880 (MST) (13 дюймів, чотири порти Thunderbolt)  | Чотири порти повної продуктивності, підтримка двох дисплеїв 4096 × 2304 або одного дисплея 5120 × 2880 (MST) (13 дюймів, чотири порти Thunderbolt)                                          | Чотири порти повної продуктивності, підтримка двох дисплеїв 4096 × 2304 або одного дисплея 5120 × 2880 (MST) (13 дюймів, чотири порти Thunderbolt)                                                                                             | Чотири порти повної продуктивності, підтримка двох дисплеїв 4096 × 2304 або одного дисплея 5120 × 2880 (MST) (13 дюймів, чотири порти Thunderbolt)                                                               | Чотири порти повної продуктивності, підтримка двох дисплеїв 4096 × 2304 або одного дисплея 5120 × 2880 (MST) (13 дюймів, чотири порти Thunderbolt)                                                            | Чотири порти повної продуктивності, підтримка двох дисплеїв 4096 × 2304 або одного дисплея 5120 × 2880 (MST) (13 дюймів, чотири порти Thunderbolt)                                                                       |
| Периферійні підключення                                                  | Чотири порти повної продуктивності, підтримка чотирьох дисплеїв 4096 × 2304, двох дисплеїв 5120 × 2880 (MST) (15 дюймів)                                               | Чотири порти повної продуктивності, підтримка чотирьох дисплеїв 4096 × 2304, двох дисплеїв 5120 × 2880 (MST) (15 дюймів)                                                                                    | Чотири порти повної продуктивності, підтримка чотирьох дисплеїв 4096 × 2304, двох дисплеїв 5120 × 2880 (MST) (15 дюймів)                                                                               | Чотири порти повної продуктивності, підтримка чотирьох дисплеїв 4096 × 2304, двох дисплеїв 5120 × 2880 (MST) (15 дюймів)                                               | Чотири порти повної продуктивності, підтримка чотирьох дисплеїв 4096 × 2304, двох дисплеїв 5120 × 2880 (MST) (15 дюймів)                                                                                        | Чотири порти повної продуктивності, підтримка чотирьох дисплеїв 4096 × 2304, двох дисплеїв 5120 × 2880 (MST) (15 дюймів)                                                | Чотири порти повної продуктивності, підтримка чотирьох дисплеїв 4096 × 2304, двох дисплеїв 5120 × 2880, одного дисплея 6016 × 3384 (один потік кожен, підтримка DisplayPort 1.4)(15 дюймів) | Чотири порти повної продуктивності, підтримка чотирьох дисплеїв 4096 × 2304, двох дисплеїв 5120 × 2880, одного дисплея 6016 × 3384 (один потік кожен, підтримка DisplayPort 1.4)(15 дюймів)                                                    | Чотири порти повної продуктивності, підтримка чотирьох дисплеїв 4096 × 2304, двох дисплеїв 5120 × 2880, одного дисплея 6016 × 3384 (один потік кожен, підтримка DisplayPort 1.4)(15 дюймів)                      | Чотири порти повної продуктивності, підтримка чотирьох дисплеїв 4096 × 2304, двох дисплеїв 5120 × 2880, одного дисплея 6016 × 3384 (один потік кожен, підтримка DisplayPort 1.4)(15 дюймів)                   | Чотири порти повної продуктивності, підтримка чотирьох дисплеїв 4096 × 2304, двох дисплеїв 5120 × 2880, одного дисплея 6016 × 3384 (один потік кожен, підтримка DisplayPort 1.4)(15 дюймів)                              |
| Аудіо                                                                    | Лінійний аудіовихід 3,5 мм (аналоговий) | Лінійний аудіовихід 3,5 мм (аналоговий) | Лінійний аудіовихід 3,5 мм (аналоговий) | Лінійний аудіовихід 3,5 мм (аналоговий) | Лінійний аудіовихід 3,5 мм (аналоговий) | Лінійний аудіовихід 3,5 мм (аналоговий) | Лінійний аудіовихід 3,5 мм (аналоговий) | Лінійний аудіовихід 3,5 мм (аналоговий) | Лінійний аудіовихід 3,5 мм (аналоговий) | Лінійний аудіовихід 3,5 мм (аналоговий) | Лінійний аудіовихід 3,5 мм (аналоговий) |
| Аудіо                                                                    | Вбудовані стереодинаміки з розширеним динамічним діапазоном, декілька мікрофонів                                                                                       | | | | | | | | | | |
| Акумулятор (літійполімерний, інтегрований)                               | 54,5 Вт∙год (13 дюймів без Touch Bar) | 54,5 Вт∙год (13 дюймів без Touch Bar) | 54,5 Вт∙год (13 дюймів без Touch Bar) | 54,5 Вт∙год (13 дюймів без Touch Bar) | 54,5 Вт∙год (13 дюймів без Touch Bar) | 54,5 Вт∙год (13 дюймів без Touch Bar) | 54,5 Вт∙год (13 дюймів без Touch Bar) | 54,5 Вт∙год (13 дюймів без Touch Bar) | 58,2 Вт∙год (13 дюймів 2019, два порти Thunderbolt 3) | 58,2 Вт∙год (13 дюймів 2019, два порти Thunderbolt 3) | 58,2 Вт∙год (13 дюймів 2019, два порти Thunderbolt 3) |
| Акумулятор (літійполімерний, інтегрований)                               | 49,2 Вт∙год (13 дюймів, із Touch Bar) | 49,2 Вт∙год (13 дюймів, із Touch Bar) | 49,2 Вт∙год (13 дюймів, із Touch Bar) | 49,2 Вт∙год (13 дюймів, із Touch Bar) | 49,2 Вт∙год (13 дюймів, із Touch Bar) | 49,2 Вт∙год (13 дюймів, із Touch Bar) | 58,0 Вт∙год (13 дюймів, із Touch Bar) | 58,0 Вт∙год (13 дюймів, із Touch Bar) | 58,0 Вт∙год (13 дюймів, із Touch Bar) | 58,0 Вт∙год (13 дюймів, із Touch Bar) | 58,0 Вт∙год (13 дюймів, із Touch Bar) |
| Акумулятор (літійполімерний, інтегрований)                               | 76 Вт∙год (15 дюймів) | 76 Вт∙год (15 дюймів) | 76 Вт∙год (15 дюймів) | 76 Вт∙год (15 дюймів) | 76 Вт∙год (15 дюймів) | 76 Вт∙год (15 дюймів) | 83,6 Вт∙год (15 дюймів) | 83,6 Вт∙год (15 дюймів) | 83,6 Вт∙год (15 дюймів) | 83,6 Вт∙год (15 дюймів) | 83,6 Вт∙год (15 дюймів) |
| Акумулятор (літійполімерний, інтегрований)                               | до 10 годин роботи (бездротовий інтернет, відтворення відео з iTunes); 30 днів у режимі очікування                                                                     | | | | | | | | | | |
| Вага                                                                     | 1,37 кг (13 дюймів) | 1,37 кг (13 дюймів) | 1,37 кг (13 дюймів) | 1,37 кг (13 дюймів) | 1,37 кг (13 дюймів) | 1,37 кг (13 дюймів) | 1,37 кг (13 дюймів) | 1,37 кг (13 дюймів) | 1,37 кг (13 дюймів) | 1,37 кг (13 дюймів) | 1,37 кг (13 дюймів) |
| Вага                                                                     | 1,82 кг (15 дюймів) | | | | | | | | | | |
| Розміри (ширина × глибина × товщина)                                     | 30,4 см × 21,2 см × 1,5 см (13 дюймів) | 30,4 см × 21,2 см × 1,5 см (13 дюймів) | 30,4 см × 21,2 см × 1,5 см (13 дюймів) | 30,4 см × 21,2 см × 1,5 см (13 дюймів) | 30,4 см × 21,2 см × 1,5 см (13 дюймів) | 30,4 см × 21,2 см × 1,5 см (13 дюймів) | 30,4 см × 21,2 см × 1,5 см (13 дюймів) | 30,4 см × 21,2 см × 1,5 см (13 дюймів) | 30,4 см × 21,2 см × 1,5 см (13 дюймів) | 30,4 см × 21,2 см × 1,5 см (13 дюймів) | 30,4 см × 21,2 см × 1,5 см (13 дюймів) |
| Розміри (ширина × глибина × товщина)                                     | 34,9 см × 24,1 см × 1,5 см (15 дюймів) | | | | | | | | | | |
| Початкова операційна система                                             | macOS 10.12 Sierra | macOS 10.12 Sierra | macOS 10.12 Sierra | macOS 10.12 Sierra | macOS 10.12 Sierra | macOS 10.12 Sierra | macOS 10.13 High Sierra | macOS 10.13 High Sierra | macOS 10.14 Mojave | macOS 10.14 Mojave | macOS 10.14 Mojave |
| Остання операційна система                                               | macOS 12 Monterey | macOS 12 Monterey | macOS 12 Monterey | macOS 13 Ventura | macOS 13 Ventura | macOS 13 Ventura | macOS 13 Ventura | macOS 13 Ventura | macOS 13 Ventura | macOS 13 Ventura | macOS 13 Ventura |

### Модифікація із Magic Keyboard

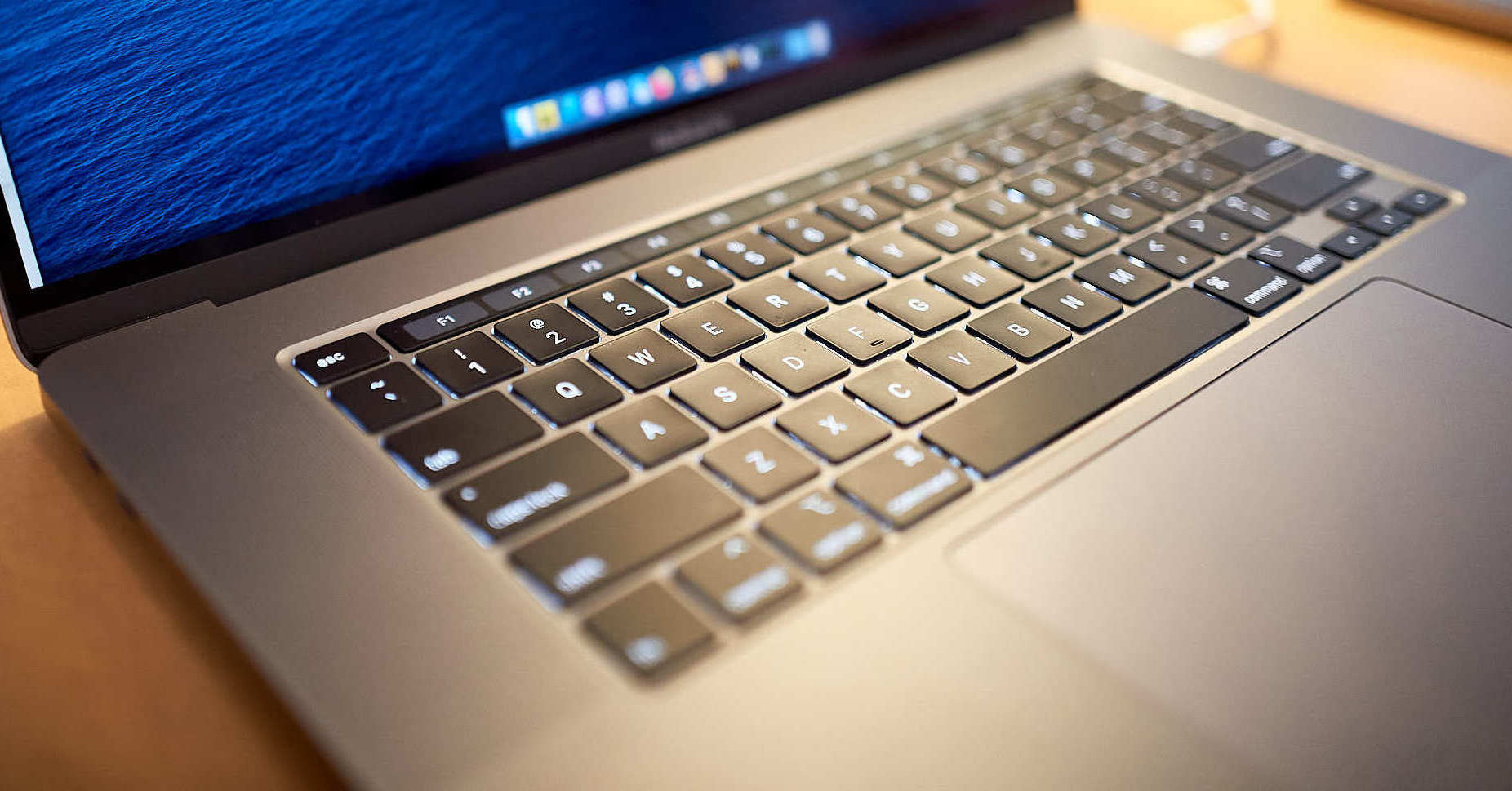
16-дюймовий MacBook Pro 2019 року

Apple представила п'яту версію четвертого покоління 13-дюймового MacBook Pro у 2020 році та 16-дюймового MacBook Pro 13 листопада 2019 року, який замінив 15-дюймову модель. Подібний за розміром до 15-дюймової моделі, він має більший 16-дюймовий дисплей Retina із роздільною здатністю 3072x1920 із вужчою рамкою, найбільший екран MacBook з часів випуску 17-дюймового MacBook Pro, який був знятий з виробництва у 2012 році. Він має фізичну клавішу Escape, Touch Bar і окремий сенсор Touch ID, покритий сапфіровим склом, на правому кінці Touch Bar, який виконує функцію кнопки живлення. У ньому використано клавіатуру з механізмом ножиць, майже ідентичну до бездротової клавіатури Magic Keyboard від Apple, що забезпечує більший хід клавіш, ніж клавіатура «метелик» попередньої версії.
Як і його попередник, 16-дюймовий MacBook Pro має чотири комбіновані роз'єми Thunderbolt 3, які підтримують USB-C 3.1 Gen 2 і два сигнали DisplayPort 1.4, забезпечуючи виведення зображення роздільною здатністю 6016×3384 для роботи Pro Display XDR у повній роздільній здатності. Будь-який роз'єм можна використовувати для заряджання, до комплекту входить адаптер живлення USB-C потужністю 96 Вт. Під час запуску лише адаптер, що входить до комплекту, і Pro Display XDR забезпечують повну потужність хоста. Периферійні пристрої, які видають 87 Вт для 15-дюймової моделі, наприклад дисплеї LG Ultrafine, рекомендується використовувати з окремим блоком живлення. Він також має 3,5 мм роз'єм для навушників.
Він використовує ті самі процесори Coffee Lake, що й 15-дюймова модель 2019 року. Покупці можуть вибирати модифікацію із графічним процесором AMD Radeon Pro 5300M або 5500M з пам'яттю GDDR6 об'ємом до 8 ГБ (або з червня 2020 року графічним процесором 5600M з пам'яттю HBM2 об'ємом 8 ГБ), пам'яттю DDR4 об'ємом до 64 ГБ, частотою 2667 МГц і до 8 ТБ SSD-накопичувачем. Він отримав кращі динаміки, кращу систему з трьох мікрофонів і акумулятор ємністю 100 Вт·год, найбільший, який можна легко перевозити на комерційному авіалайнері згідно з правилами Адміністрації транспортної безпеки США.
4 травня 2020 року Apple анонсувала оновлену 13-дюймову модель із клавіатурою Magic Keyboard. Версія з чотирма портами Thunderbolt оснащена процесорами Ice Lake, оновленою графікою, до 32 ГБ пам'яті та 4 ТБ накопичувача, а також підтримкою виведення 6K-відео для роботи з Pro Display XDR. Версія з двома портами Thunderbolt має ті самі процесори Coffee Lake, графіку та максимальний обсяг пам'яті та накопичувача, що й моделі з двома портами Thunderbolt 2019 року. Товщина 13-дюймових моделей 2020 року також збільшилася на 0,6 мм у порівнянні з моделями 2019 року.

#### Оцінки
Сприйняття 16-дюймового MacBook Pro було загалом позитивним. Журнал LaptopMag назвав клавіатуру «значно вдосконаленою». The Verge похвалив нову клавіатуру, мікрофони та динаміки, але розкритикував відсутність можливості підключення периферійних пристроїв, зокрема, відсутність слота для SD-карти. 9to5Mac розкритикував використання вебкамери 720p і старішого стандарту Wi-Fi 802.11ac, зазначивши, що сімейство Apple iPhone 11 має фронтальну камеру 4K і швидший Wi-Fi 6. У MacWorld також відзначили відсутність Face ID. В іншому огляді зазначено, що 13-дюймова модель 2020 року з двома портами Thunderbolt не може працювати з Apple Pro Display XDR у повній роздільній здатності, тоді як недорогий MacBook Air 2020 року може.
Були численні повідомлення про тріснуті екрани, спричинені використанням фізичного закривача блоку вебкамери стороннього виробника, через менший проріз порівняно з попередніми моделями.

#### Технічні характеристики
|  | Припинено випуск |

| Модель                                                                   | Кінець 2019 р. 16 дюймів | Середина 2020 р. 13 дюймів (2 порти Thunderbolt 3) | Середина 2020 р. 13 дюймів (4 порти Thunderbolt 3) |
| ------------------------------------------------------------------------ | --- | --- | --- |
| Дата випуску                                                             | 13 листопада 2019 | 4 травня 2020 | 4 травня 2020 |
| Припинено випуск                                                         | 18 жовтня 2021 | 10 листопада 2020 | 18 жовтня 2021 |
| Номер моделі                                                             | MVVJ2, MVVK2, MVVL2, MVVM2 | MXK32, MXK52, MXK62, MXK72 | MWP42, MWP52, MWP62, MWP72, MWP82 |
| Ідентифікатор моделі                                                     | MacBookPro16,1 (A2141) | MacBookPro16,3 (A2289) | MacBookPro16,2 (A2251) |
| Глянцевий широкоформатний дисплей Retina зі світлодіодним підсвічуванням | 3072 × 1920 (16∶10), 226 пікселі на дюйм із розширеною колірною гамою (P3), 500 кд/м2 (16 дюймів) | 2560 × 1600 (16∶10), 227 пікселі на дюйм із розширеною колірною гамою (P3), 500 кд/м2 (13,3 дюйма)                                                                                      | 2560 × 1600 (16∶10), 227 пікселі на дюйм із розширеною колірною гамою (P3), 500 кд/м2 (13,3 дюйма) |
| Відеокамера                                                              | 720p FaceTime HD | 720p FaceTime HD | 720p FaceTime HD |
| Процесор                                                                 | 2,6 ГГц 6-ядерний Intel Core i7 (9750H) Coffee Lake (9-го покоління), до 4,5 ГГц, 12 МБ кеша L3 Доступна конфігурація 2,4 ГГц 8-ядерний Intel Core i9 (9980HK) Coffee Lake (9-го покоління), до 5 ГГц, 16 МБ кеша L3                            | 1,4 ГГц 4-ядерний Intel Core i5 (8257U) Coffee Lake (8-го покоління), до 3,9 ГГц Доступна конфігурація 1,7 ГГц 4-ядерний Intel Core i7 (8557U) Coffee Lake (8-го покоління), до 4,5 ГГц | 2,0 ГГц 4-ядерний Intel Core i5 (1038NG7) Ice Lake (10-го покоління), до 3,8 ГГц, із 6 МБ кеша L3 Доступна конфігурація 2,3 ГГц 4-ядерний Intel Core i7 (1068NG7) Ice Lake (10-го покоління), до 4,1 ГГц, із 8 МБ кеша L3 |
| Процесор                                                                 | 2,3 ГГц 8-ядерний Intel Core i9 (9880H) Coffee Lake (9-го покоління), до 4,8 ГГц, 16 МБ кеша L3 Доступна конфігурація 2,4 ГГц 8-ядерний Intel Core i9 (9980HK) Coffee Lake (9-го покоління), до 5 ГГц, 16 МБ кеша L3                            | 1,4 ГГц 4-ядерний Intel Core i5 (8257U) Coffee Lake (8-го покоління), до 3,9 ГГц Доступна конфігурація 1,7 ГГц 4-ядерний Intel Core i7 (8557U) Coffee Lake (8-го покоління), до 4,5 ГГц | 2,0 ГГц 4-ядерний Intel Core i5 (1038NG7) Ice Lake (10-го покоління), до 3,8 ГГц, із 6 МБ кеша L3 Доступна конфігурація 2,3 ГГц 4-ядерний Intel Core i7 (1068NG7) Ice Lake (10-го покоління), до 4,1 ГГц, із 8 МБ кеша L3 |
| Системна шина                                                            | 8 ГТ/с DMI 3.0 (макс. теоретична пропускна здатність: 3,94 ГБ/с) | | |
| Пам'ять                                                                  | 16 ГБ вбудованої оперативної пам'яті (не можна замінити) Доступна конфігурація 32 або 64 ГБ оперативної пам’яті лише на момент придбання | 8 ГБ вбудованої оперативної пам'яті (не можна замінити) Доступна конфігурація 16 ГБ оперативної пам’яті лише на момент придбання                                                        | 16 ГБ вбудованої оперативної пам'яті (не можна замінити) Доступна конфігурація 32 ГБ оперативної пам’яті лише на момент придбання                                                                                         |
| Пам'ять                                                                  | 2666 МГц DDR4 SDRAM | 2133 МГц LPDDR3 | 3733 МГц LPDDR4X |
| Графіка                                                                  | Intel UHD Graphics 630 AMD Radeon Pro 5300M із 4 ГБ пам'яті GDDR6 і автоматичне перемикання графіки Доступна конфігурація AMD Radeon Pro 5500M із 4 або 8 ГБ памʼяті GDDR6 або (із червня 2020 року) AMD Radeon Pro 5600M із 8 ГБ памʼяті HBM2. | Intel Iris Plus Graphics 645 | Intel Iris Plus Graphics |
| Графіка                                                                  | Intel UHD Graphics 630 AMD Radeon Pro 5500M із 4 ГБ пам'яті GDDR6 і автоматичне перемикання графіки Доступна конфігурація AMD Radeon Pro 5500M із 8 ГБ памʼяті GDDR6 або (із червня 2020 року) AMD Radeon Pro 5600M із 8 ГБ памʼяті HBM2.       | Intel Iris Plus Graphics 645 | Intel Iris Plus Graphics |
| Накопичувач                                                              | 512 ГБ інтегрованого SSD (не можна замінити) Доступна конфігурація 1, 2, 4, 8 ТБ лише на момент покупки | 256 ГБ інтегрованого SSD (не можна замінити) Доступна конфігурація 512 ГБ, 1, 2 ТБ лише на момент покупки                                                                               | 512 ГБ інтегрованого SSD (не можна замінити) Доступна конфігурація 1, 2, 4 ТБ лише на момент покупки |
| Накопичувач                                                              | 1 ТБ інтегрованого SSD (не можна замінити) Доступна конфігурація 2, 4, 8 ТБ лише на момент покупки | 512 ГБ інтегрованого SSD (не можна замінити) Доступна конфігурація 1 або 2 ТБ лише на момент покупки                                                                                    | 1 ТБ інтегрованого SSD (не можна замінити) Доступна конфігурація 2 або 4 ТБ лише на момент покупки |
| Мікросхема захисту                                                       | Apple T2 | Apple T2 | Apple T2 |
| Wi-Fi                                                                    | Вбудований Wi-Fi 5 (802.11a/b/g/n/ac), до 1,3 Гбіт/с | Вбудований Wi-Fi 5 (802.11a/b/g/n/ac), до 1,3 Гбіт/с | Вбудований Wi-Fi 5 (802.11a/b/g/n/ac), до 1,3 Гбіт/с |
| Bluetooth                                                                | Бездротова технологія Bluetooth 5.0 | Бездротова технологія Bluetooth 5.0 | Бездротова технологія Bluetooth 5.0 |
| Периферійні підключення                                                  | Thunderbolt 3 (USB-C 3.1 Gen 2) із підтримкою зарядки та DisplayPort | Thunderbolt 3 (USB-C 3.1 Gen 2) із підтримкою зарядки та DisplayPort | Thunderbolt 3 (USB-C 3.1 Gen 2) із підтримкою зарядки та DisplayPort |
| Периферійні підключення                                                  | Чотири порти повної продуктивності, підтримка чотирьох дисплеїв 4096 × 2304 або двох дисплеїв 6016 × 3384 (один потік кожен, підтримка DisplayPort 1.4)                                                                                         | 2 порти повної продуктивності, підтримка двох дисплеїв 4096 × 2304 або одного дисплея 5120 × 2880                                                                                       | 4 порти повної продуктивності, підтримка двох дисплеїв 4096 × 2304 або одного дисплея 6016 × 3384 |
| Аудіо                                                                    | Лінійний аудіовихід 3,5 мм (аналоговий) | Лінійний аудіовихід 3,5 мм (аналоговий) | Лінійний аудіовихід 3,5 мм (аналоговий) |
| Аудіо                                                                    | Вбудовані стереодинаміки з розширеним динамічним діапазоном, декілька мікрофонів | | |
| Акумулятор (літійполімерний, інтегрований)                               | 100 Вт∙год, до 11 годин роботи (бездротовий інтернет, відтворення відео з Apple TV); 30 днів у режимі очікування | 58,2 Вт∙год, до 10 годин роботи (бездротовий інтернет, відтворення відео з Apple TV); 30 днів у режимі очікування                                                                       | 58 Вт∙год, до 10 годин роботи (бездротовий інтернет, відтворення відео з Apple TV); 30 днів у режимі очікування |
| Вага                                                                     | 2,0 кг | 1,4 кг | 1,4 кг |
| Розміри (ширина × глибина × товщина)                                     | 35,8 см × 24,6 см × 1,6 см | 30,4 см × 21,2 см × 1,5 см | 30,4 см × 21,2 см × 1,5 см |
| Початкова операційна система                                             | macOS 10.15 Catalina | macOS 10.15 Catalina | macOS 10.15 Catalina |
| Остання операційна система                                               | Поточна | Поточна | Поточна |

## Програмне забезпечення та операційні системи
Операційна система macOS була попередньо встановлена на всіх комп'ютерах MacBook Pro з моменту випуску, починаючи з версії 10.4.4 (Tiger). Разом з OS X, пакет програмних продуктів iLife також попередньо встановлений на всіх комп'ютерах, починаючи з iLife '06.
MacBook Pro на базі Intel постачається з наступником BIOS — Extensible Firmware Interface (EFI) 1.1. EFI обробляє завантаження інакше, ніж комп'ютери з BIOS, але забезпечує зворотну сумісність, дозволяючи конфігурації подвійного та потрійного завантаження. Окрім OS X, на комп'ютерах Apple на базі Intel x86 можна встановити операційну систему Microsoft Windows. Офіційно можна встановити лише 32-бітні версії Windows XP, Vista і 7, а також 64-бітні версії Windows Vista, 7, 8, 8.1 і 10 з необхідними драйверами апаратного забезпечення, що входять до програмного забезпечення Boot Camp. Інші операційні системи x86, такі як Linux, також неофіційно підтримуються. Це стало можливим завдяки наявності архітектури Intel, яка забезпечується процесором, і емуляції BIOS, яку Apple надає на базі EFI.
macOS Big Sur, сімнадцятий великий випуск macOS, працює з Wi-Fi та прискоренням графіки на непідтримуваних комп'ютерах MacBook Pro за допомогою сумісної утиліти виправлення.
| Підтримувані випуски macOS | Підтримувані випуски macOS | Підтримувані випуски macOS | Підтримувані випуски macOS      | Підтримувані випуски macOS | Підтримувані випуски macOS | Підтримувані випуски macOS | Підтримувані випуски macOS | Підтримувані випуски macOS | Підтримувані випуски macOS | Підтримувані випуски macOS | Підтримувані випуски macOS | Підтримувані випуски macOS | Підтримувані випуски macOS | Підтримувані випуски macOS                  | Підтримувані випуски macOS                  | Підтримувані випуски macOS                  | Підтримувані випуски macOS | Підтримувані випуски macOS | Підтримувані випуски macOS | Підтримувані випуски macOS | Підтримувані випуски macOS | Підтримувані випуски macOS | Підтримувані випуски macOS | Підтримувані випуски macOS | Підтримувані випуски macOS | Підтримувані випуски macOS |
| Випуск ОС                  | На базі Intel              | На базі Intel              | На базі Intel                   | На базі Intel              | На базі Intel              | На базі Intel              | На базі Intel              | На базі Intel              | На базі Intel              | На базі Intel              | На базі Intel              | На базі Intel              | На базі Intel              | На базі Intel                               | На базі Intel                               | На базі Intel                               | На базі Intel              | На базі Intel              | На базі Intel              | На базі Intel              | На базі Intel              | На базі Intel              | На базі Intel              | На базі Intel              | На базі Intel              | На базі Intel              |
| Випуск ОС                  | 1-ше покоління (Aluminum)  | 1-ше покоління (Aluminum)  | 1-ше покоління (Aluminum)       | 1-ше покоління (Aluminum)  | 1-ше покоління (Aluminum)  | 1-ше покоління (Aluminum)  | 1-ше покоління (Aluminum)  | 2-ге покоління (Unibody)   | 2-ге покоління (Unibody)   | 2-ге покоління (Unibody)   | 2-ге покоління (Unibody)   | 2-ге покоління (Unibody)   | 2-ге покоління (Unibody)   | 2-ге покоління (Unibody)                    | 3-тє покоління (Retina)                     | 3-тє покоління (Retina)                     | 3-тє покоління (Retina)    | 3-тє покоління (Retina)    | 3-тє покоління (Retina)    | 3-тє покоління (Retina)    | 4-те покоління (Touch Bar) | 4-те покоління (Touch Bar) | 4-те покоління (Touch Bar) | 4-те покоління (Touch Bar) | 4-те покоління (Touch Bar) | 4-те покоління (Touch Bar) |
| Випуск ОС                  | Початок 2006 15 дюймів     | Середина 2006 17 дюймів    | Кінець 2006                     | Середина 2007              | Кінець 2007                | Початок 2008               | Кінець 2008                | Кінець 2008                | Початок 2009               | Середина 2009              | Середина 2010              | Початок 2011               | Кінець 2011                | Середина 2012                               | Середина 2012                               | Середина 2012/Кінець 2012/Початок 2013      | Кінець 2013                | Середина 2014              | Початок 2015               | Середина 2015              | Кінець 2016                | Середина 2017              | Середина 2018              | Середина 2019              | Кінець 2019                | Середина 2020              |
| -------------------------- | -------------------------- | -------------------------- | ------------------------------- | -------------------------- | -------------------------- | -------------------------- | -------------------------- | -------------------------- | -------------------------- | -------------------------- | -------------------------- | -------------------------- | -------------------------- | ------------------------------------------- | ------------------------------------------- | ------------------------------------------- | -------------------------- | -------------------------- | -------------------------- | -------------------------- | -------------------------- | -------------------------- | -------------------------- | -------------------------- | -------------------------- | -------------------------- |
| 10.4 Tiger                 | Так                        | Так                        | Так                             | Так                        | диск                       | неофіційно                 | Ні                         | Ні                         | Ні                         | Ні                         | Ні                         | Ні                         | Ні                         | Ні                                          | Ні                                          | Ні                                          | Ні                         | Ні                         | Ні                         | Ні                         | Ні                         | Ні                         | Ні                         | Ні                         | Ні                         | Ні                         |
| 10.5 Leopard               | Так                        | Так                        | Так                             | Так                        | Так                        | Так                        | Так                        | Так                        | Так                        | Так                        | Ні                         | Ні                         | Ні                         | Ні                                          | Ні                                          | Ні                                          | Ні                         | Ні                         | Ні                         | Ні                         | Ні                         | Ні                         | Ні                         | Ні                         | Ні                         | Ні                         |
| 10.6 Snow Leopard          | Так                        | Так                        | Так                             | Так                        | Так                        | Так                        | Так                        | Так                        | Так                        | Так                        | Так                        | Так                        | неофіційно                 | Ні                                          | Ні                                          | Ні                                          | Ні                         | Ні                         | Ні                         | Ні                         | Ні                         | Ні                         | Ні                         | Ні                         | Ні                         | Ні                         |
| 10.7 Lion                  | Патч                       | Патч                       | Так                             | Так                        | Так                        | Так                        | Так                        | Так                        | Так                        | Так                        | Так                        | Так                        | Так                        | Так                                         | Так                                         | Ні                                          | Ні                         | Ні                         | Ні                         | Ні                         | Ні                         | Ні                         | Ні                         | Ні                         | Ні                         | Ні                         |
| 10.8 Mountain Lion         | Ні                         | Ні                         | Патч, немає прискорення графіки | Так                        | Так                        | Так                        | Так                        | Так                        | Так                        | Так                        | Так                        | Так                        | Так                        | Так                                         | Так                                         | Так                                         | Ні                         | Ні                         | Ні                         | Ні                         | Ні                         | Ні                         | Ні                         | Ні                         | Ні                         | Ні                         |
| 10.9 Mavericks             | Ні                         | Ні                         | Патч, немає прискорення графіки | Так                        | Так                        | Так                        | Так                        | Так                        | Так                        | Так                        | Так                        | Так                        | Так                        | Так                                         | Так                                         | Так                                         | Так                        | Так                        | Ні                         | Ні                         | Ні                         | Ні                         | Ні                         | Ні                         | Ні                         | Ні                         |
| 10.10 Yosemite             | Ні                         | Ні                         | Патч, немає прискорення графіки | Так                        | Так                        | Так                        | Так                        | Так                        | Так                        | Так                        | Так                        | Так                        | Так                        | Так                                         | Так                                         | Так                                         | Так                        | Так                        | Так                        | Так                        | Ні                         | Ні                         | Ні                         | Ні                         | Ні                         | Ні                         |
| 10.11 El Capitan           | Ні                         | Ні                         | Патч, немає прискорення графіки | Так                        | Так                        | Так                        | Так                        | Так                        | Так                        | Так                        | Так                        | Так                        | Так                        | Так                                         | Так                                         | Так                                         | Так                        | Так                        | Так                        | Так                        | Ні                         | Ні                         | Ні                         | Ні                         | Ні                         | Ні                         |
| 10.12 Sierra               | Ні                         | Ні                         | Ні                              | Ні                         | Ні                         | Патч                       | Патч                       | Патч                       | Патч                       | Патч                       | Так                        | Так                        | Так                        | Так                                         | Так                                         | Так                                         | Так                        | Так                        | Так                        | Так                        | Так                        | Так                        | Ні                         | Ні                         | Ні                         | Ні                         |
| 10.13 High Sierra          | Ні                         | Ні                         | Ні                              | Ні                         | Ні                         | Патч                       | Патч                       | Патч                       | Патч                       | Патч                       | Так                        | Так                        | Так                        | Так                                         | Так                                         | Так                                         | Так                        | Так                        | Так                        | Так                        | Так                        | Так                        | Так                        | Ні                         | Ні                         | Ні                         |
| 10.14 Mojave               | Ні                         | Ні                         | Ні                              | Ні                         | Ні                         | Патч                       | Патч                       | Патч                       | Патч                       | Патч                       | Патч                       | Патч                       | Патч                       | Так                                         | Так                                         | Так                                         | Так                        | Так                        | Так                        | Так                        | Так                        | Так                        | Так                        | Так                        | Так                        | Ні                         |
| 10.15 Catalina             | Ні                         | Ні                         | Ні                              | Ні                         | Ні                         | Патч                       | Патч                       | Патч                       | Патч                       | Патч                       | Патч                       | Патч                       | Патч                       | Так                                         | Так                                         | Так                                         | Так                        | Так                        | Так                        | Так                        | Так                        | Так                        | Так                        | Так                        | Так                        | Так                        |
| 11 Big Sur                 | Ні                         | Ні                         | Ні                              | Ні                         | Ні                         | Патч                       | Патч                       | Патч                       | Патч                       | Патч                       | Патч                       | Патч                       | Патч                       | Патч                                        | Патч                                        | Патч                                        | Так                        | Так                        | Так                        | Так                        | Так                        | Так                        | Так                        | Так                        | Так                        | Так                        |
| 12 Monterey                | Ні                         | Ні                         | Ні                              | Ні                         | Ні                         | Патч                       | Патч                       | Патч                       | Патч                       | Патч                       | Патч                       | Патч                       | Патч                       | Патч, доступне прискорення графіки з HD4000 | Патч, доступне прискорення графіки з HD4000 | Патч, доступне прискорення графіки з HD4000 | Патч                       | Патч                       | Так                        | Так                        | Так                        | Так                        | Так                        | Так                        | Так                        | Так                        |
| 13 Ventura                 | Ні                         | Ні                         | Ні                              | Ні                         | Ні                         | Ні                         | Ні                         | Ні                         | Ні                         | Ні                         | Ні                         | Ні                         | Ні                         | Ні                                          | Ні                                          | Ні                                          | Ні                         | Ні                         | Ні                         | Ні                         | Ні                         | Так                        | Так                        | Так                        | Так                        | Так                        |

1. 1 2 3 4  MacBook Pro 2006 року не розраховувався на роботу з OS X 10.7+, тому для OS X немає відповідних графічних драйверів.

| Підтримувані версії Windows | Підтримувані версії Windows | Підтримувані версії Windows | Підтримувані версії Windows | Підтримувані версії Windows | Підтримувані версії Windows | Підтримувані версії Windows | Підтримувані версії Windows | Підтримувані версії Windows | Підтримувані версії Windows | Підтримувані версії Windows | Підтримувані версії Windows | Підтримувані версії Windows | Підтримувані версії Windows |
| Випуск ОС                   | 1-ше покоління              | 1-ше покоління              | 1-ше покоління              | 2-ге покоління              | 2-ге покоління              | 2-ге покоління              | 2-ге покоління              | 3-тє покоління              | 3-тє покоління              | 3-тє покоління              | 3-тє покоління              | 4-те покоління              |                             |
| Випуск ОС                   | Моделі 2006                 | Моделі 2007                 | Моделі 2008—2009            | Моделі 2008—2009            | Середина 2010               | Моделі 2011                 | Середина 2012               | Середина 2012               | Кінець 2012—2014            | Початок 2015                | Середина 2015               | Моделі Intel 2016—2020      |                             |
| --------------------------- | --------------------------- | --------------------------- | --------------------------- | --------------------------- | --------------------------- | --------------------------- | --------------------------- | --------------------------- | --------------------------- | --------------------------- | --------------------------- | --------------------------- | --------------------------- |
| Windows XP                  | Так                         | Так                         | Так                         | Так                         | Так                         | Ні                          | Ні                          | Ні                          | Ні                          | Ні                          | Ні                          | Ні                          |                             |
| Windows Vista 32-бітна      | Так                         | Так                         | Так                         | Так                         | Так                         | Ні                          | Ні                          | Ні                          | Ні                          | Ні                          | Ні                          | Ні                          |                             |
| Windows Vista 64-бітна      | Ні                          | Ні                          | Так                         | Так                         | Так                         | Ні                          | Ні                          | Ні                          | Ні                          | Ні                          | Ні                          | Ні                          |                             |
| Windows 7 32-бітна          | Ні                          | Так                         | Так                         | Так                         | Так                         | Так                         | Так                         | Так                         | Ні                          | Ні                          | Ні                          | Ні                          |                             |
| Windows 7 64-бітна          | Ні                          | Ні                          | Так                         | Так                         | Так                         | Так                         | Так                         | Так                         | Так                         | Ні                          | Ні                          | Ні                          |                             |
| Windows 8                   | Ні                          | Ні                          | Ні                          | Ні                          | Частково, Патч              | Так                         | Так                         | Так                         | Так                         | Так                         | Ні                          | Ні                          |                             |
| Windows 8.1                 | Ні                          | Ні                          | Ні                          | Ні                          | Частково, Патч              | Так                         | Так                         | Так                         | Так                         | Так                         | Так                         | Ні                          |                             |
| Windows 10                  | Ні                          | Ні                          | Ні                          | Ні                          | Патч                        | Патч                        | Так                         | Так                         | Так                         | Так                         | Так                         | Так                         |                             |

1. ↑  Windows XP можна інсталювати лише на Mac з Boot Camp 3 або старішою версією. Це стосується Mac OS X 10.6 або старішої версії та копій Mac OS X 10.7, які не оновлено до Boot Camp 4.
2. ↑  Підтримуються лише 32-бітні версії Windows XP.
3. 1 2  Windows Vista можна інсталювати лише на комп’ютерах Mac із Boot Camp 3 або старішою версією. Це стосується Mac OS X 10.6 або старішої версії та копій Mac OS X 10.7, які не оновлено до Boot Camp 4.
4. ↑  32-бітну версію Windows 7 можна інсталювати лише на комп’ютерах Mac з Boot Camp від 3.1 до 6.0. Це стосується OS X 10.11 і попередніх версій.
5. ↑  64-бітну версію Windows 7 можна інсталювати лише на комп’ютерах Mac з Boot Camp 3.1 або новішої версії, під управлінням macOS High Sierra або старішої версії. Пізніші версії macOS більше не підтримують Windows 7.
6. ↑  Windows 8 можна інсталювати лише на комп’ютерах Mac із Boot Camp 5.0–6.0. Це стосується OS X 10.11 і попередніх версій.
7. 1 2  Для Windows 8 і новіших версій підтримуються лише 64-бітні версії Windows.
8. 1 2  Тільки 15 і 17-дюймові моделі MacBook Pro середини 2010 року підтримують Windows 8 і 8.1. 13-дюймова модель не підтримує Windows 8 і 8.1.
9. ↑  Windows 8.1 можна інсталювати лише на Mac з Boot Camp 5.1 або пізнішої версії, під управлінням macOS High Sierra або старішої версії. Пізніші версії macOS більше не підтримують Windows 8.1.
10. ↑  Windows 10 можна інсталювати лише на Mac з Boot Camp 6.0 або пізнішої версії. Це єдина підтримувана версія Windows для macOS Mojave і новіших версій.

## Хронологія
| Хронологія всіх портативних комп’ютерів Macintosh |
| ------------------------------------------------- |
| Див. також: Хронологія моделей Macintosh          |

## Виноски
1. 1 2  Продукти Apple, Inc., які не постачаються для продажу протягом понад 7 років не отримують обслуговування апаратного забезпечення від Apple або постачальників послуг, але все ще підтримують останню версію програмного забезпечення.
2. ↑  Завдяки використанню зовнішнього дисплея, всі MacBook Pro, виготовлені до версії Unibody, одночасно підтримують роздільну здатність на власному дисплеї та максимум 2560 × 1600 на зовнішньому дисплеї.
3. 1 2 3 4 5  Наявні модулі пам'яті, можливо, потребують заміни.
4. 1 2  У деяких джерелах згадується функціональність обсягом 6 ГБ.
5. 1 2 3 4 5  Перелічені жорсткі та твердотільні диски є конфігураціями, що пропонуються компанією Apple.
6. 1 2  Зазначені швидкості оптичного приводу є максимально можливими для кожного приводу.
7. ↑  Функціональні можливості Wireless-N потребують встановлення програмного забезпечення для активації Wireless-N, яке входить до маршрутизатора AirPort Extreme Wireless-N або продається як завантаження в онлайнмагазині Apple, шляхом оновлення до OS X 10.5 "Leopard" або новішої версії.[33][34]
8. 1 2 3  1 ГБ = 1 мільярд байтів. 1 ТБ = 1 трильйон байтів